# Biserica Nașterea Maicii Domnului din Hălmagiu

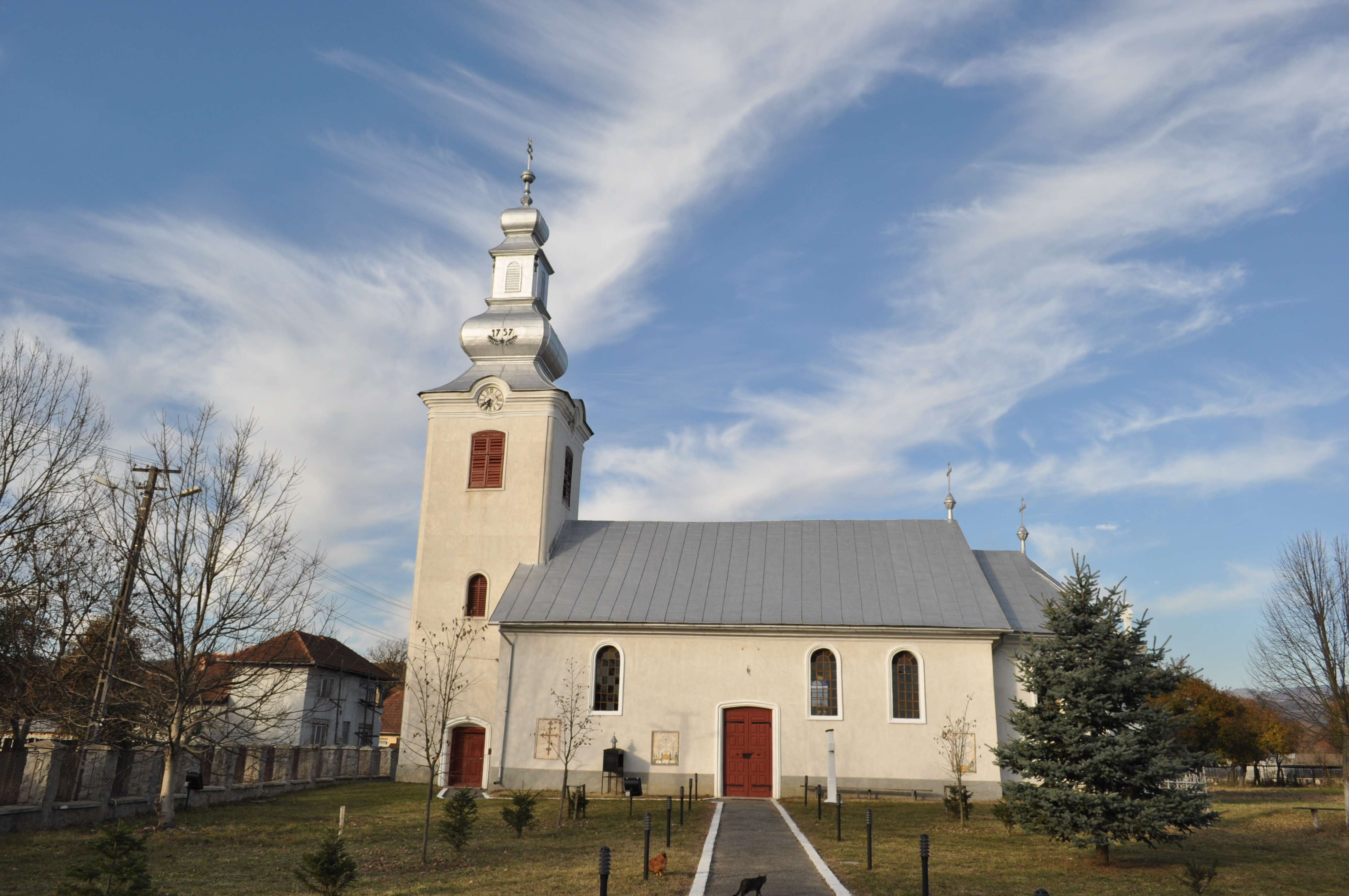
Biserica parohială „Nașterea Maicii Domnului” din Hălmagiu, comuna Hălmagiu, județul Arad, foto: octombrie 2011.

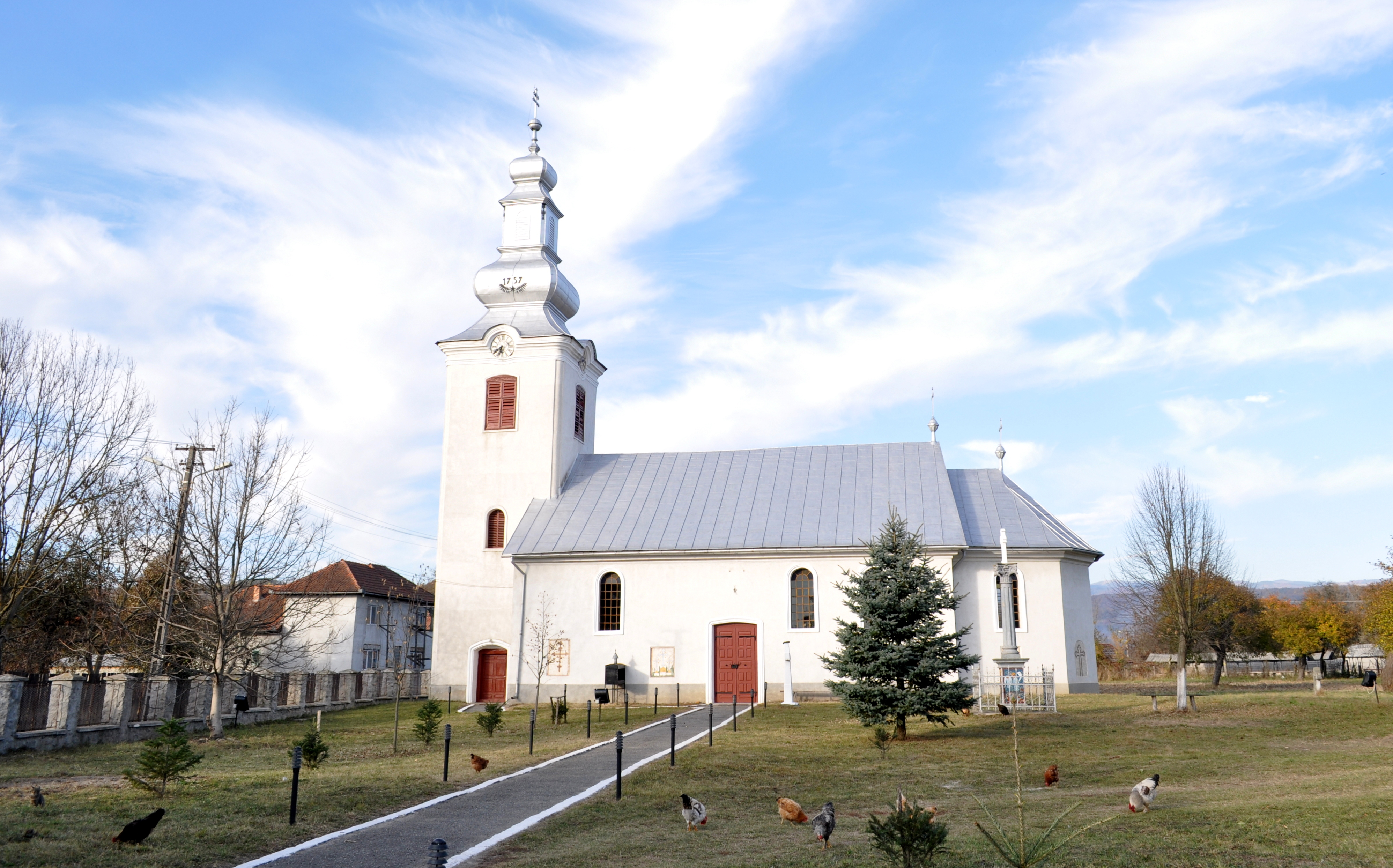
Biserica (sud)

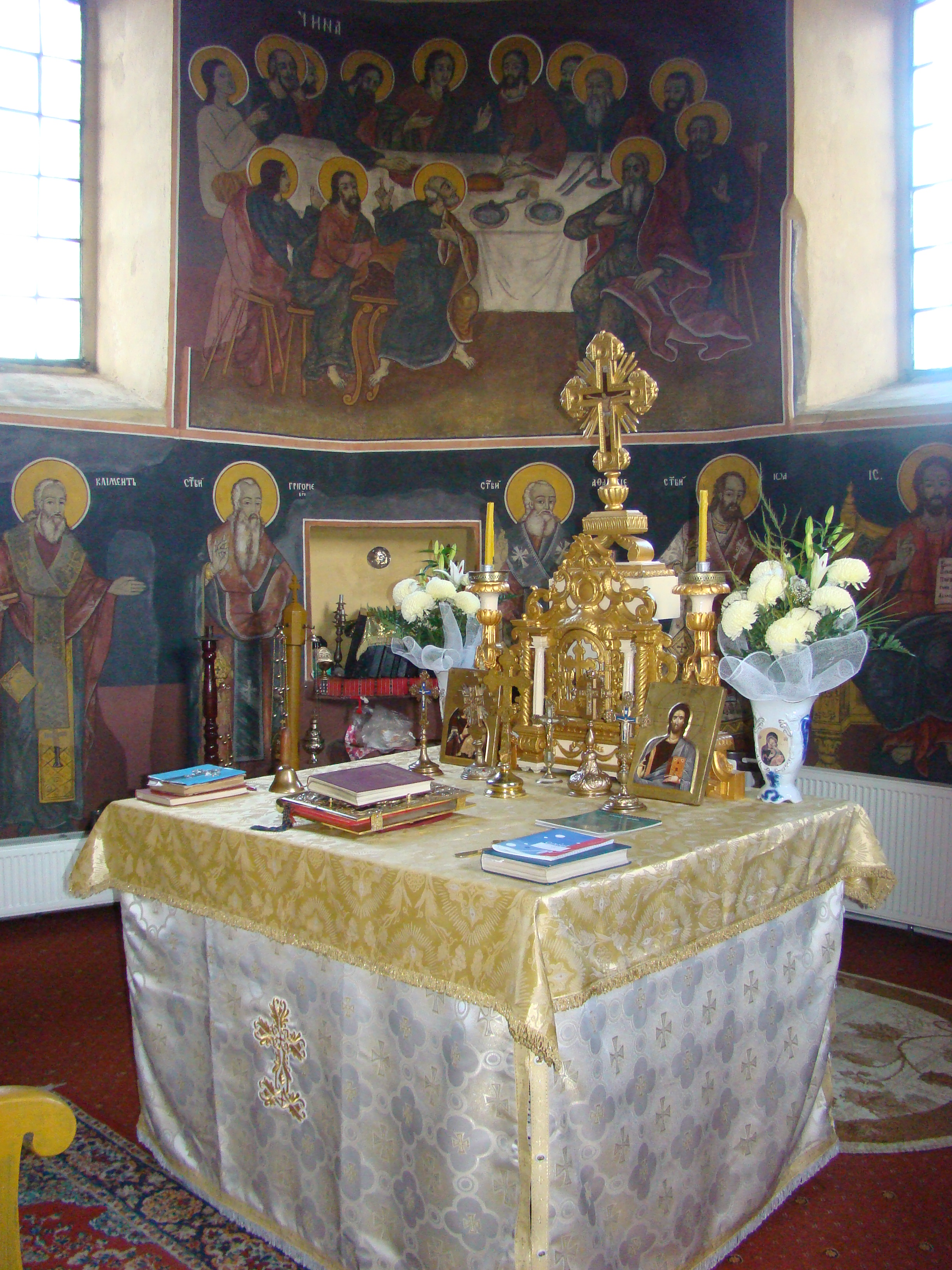
Altarul

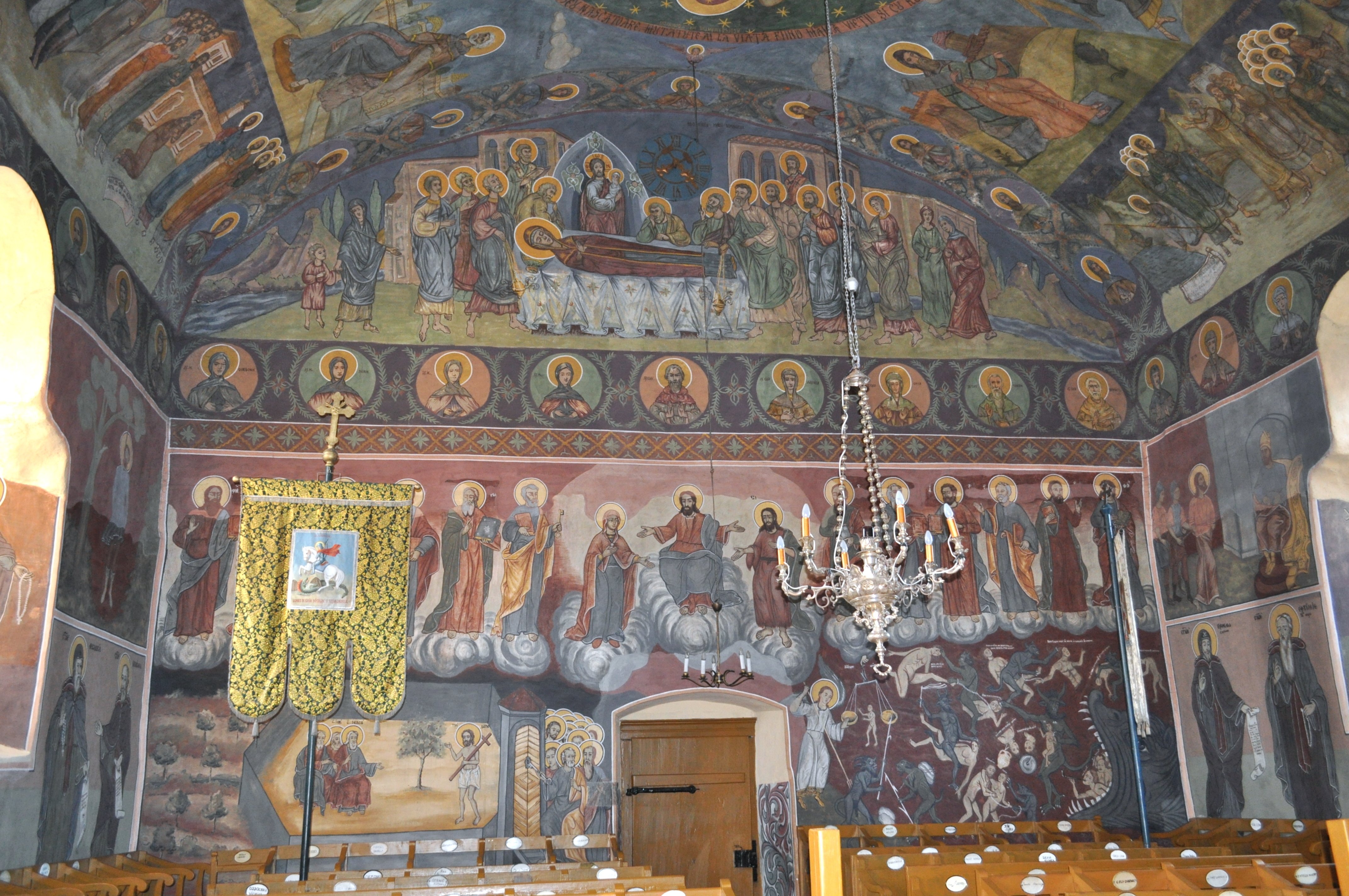
Interiorul navei

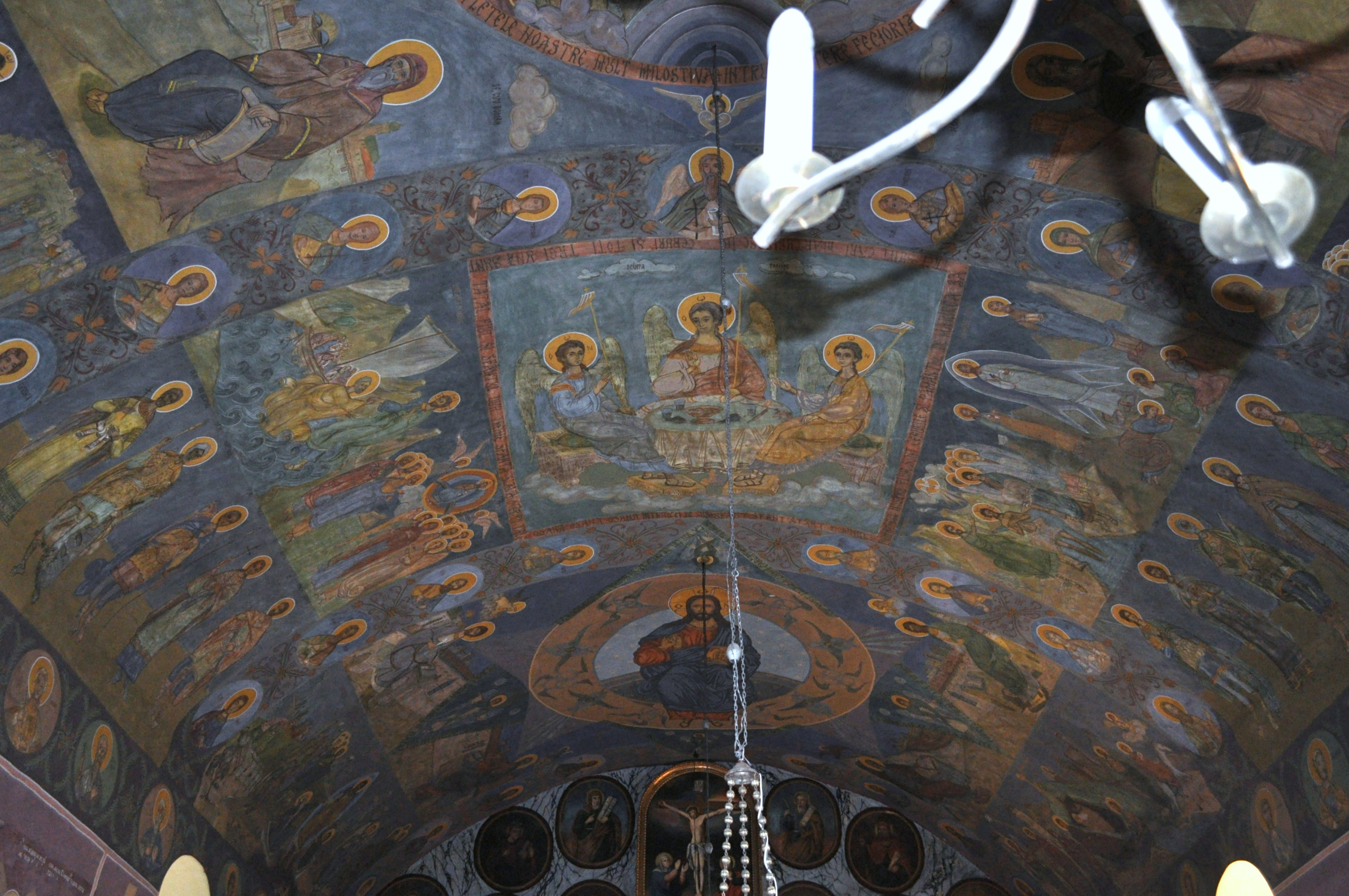
Bolta naosului

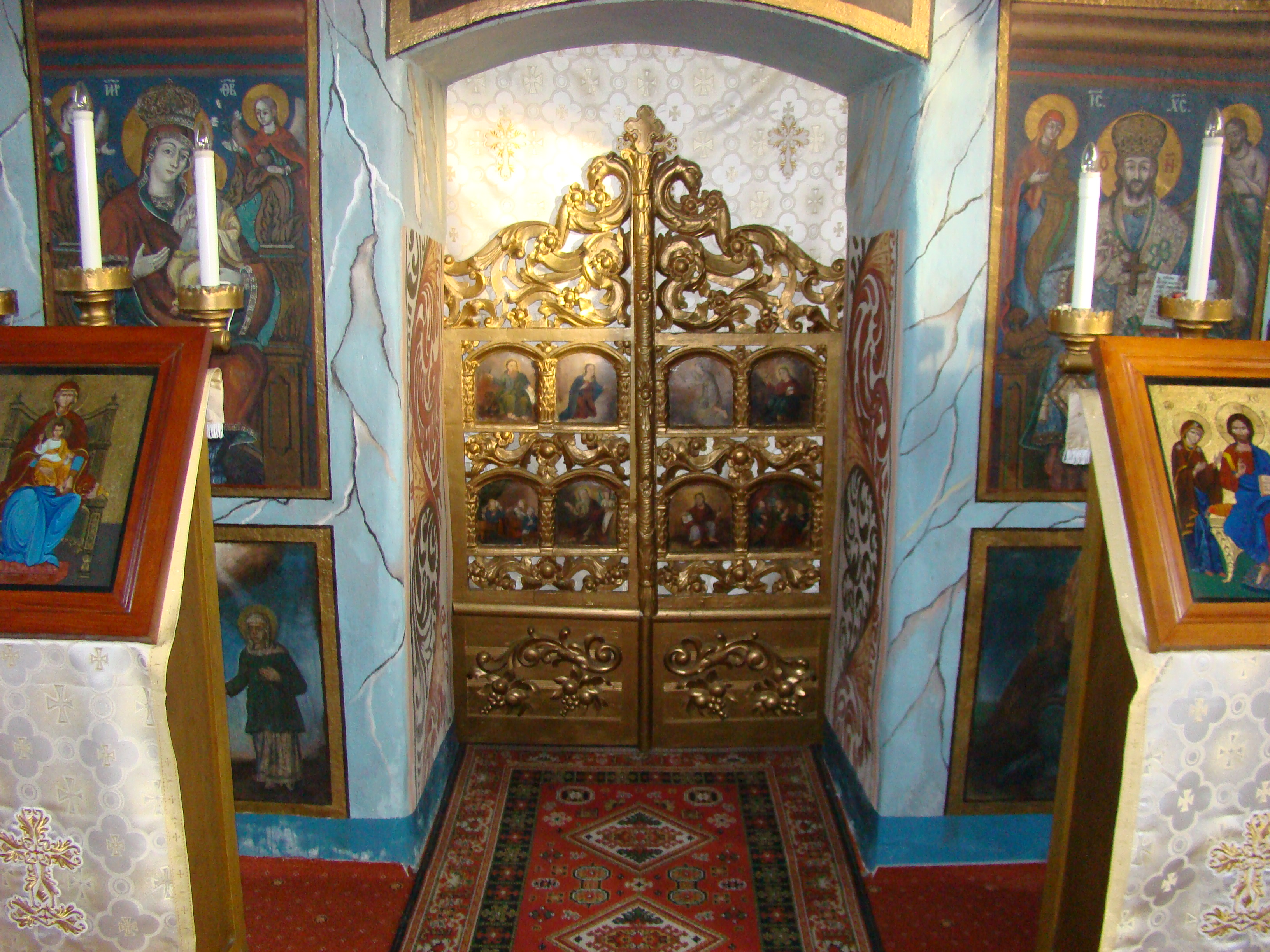
Ușile împărătești

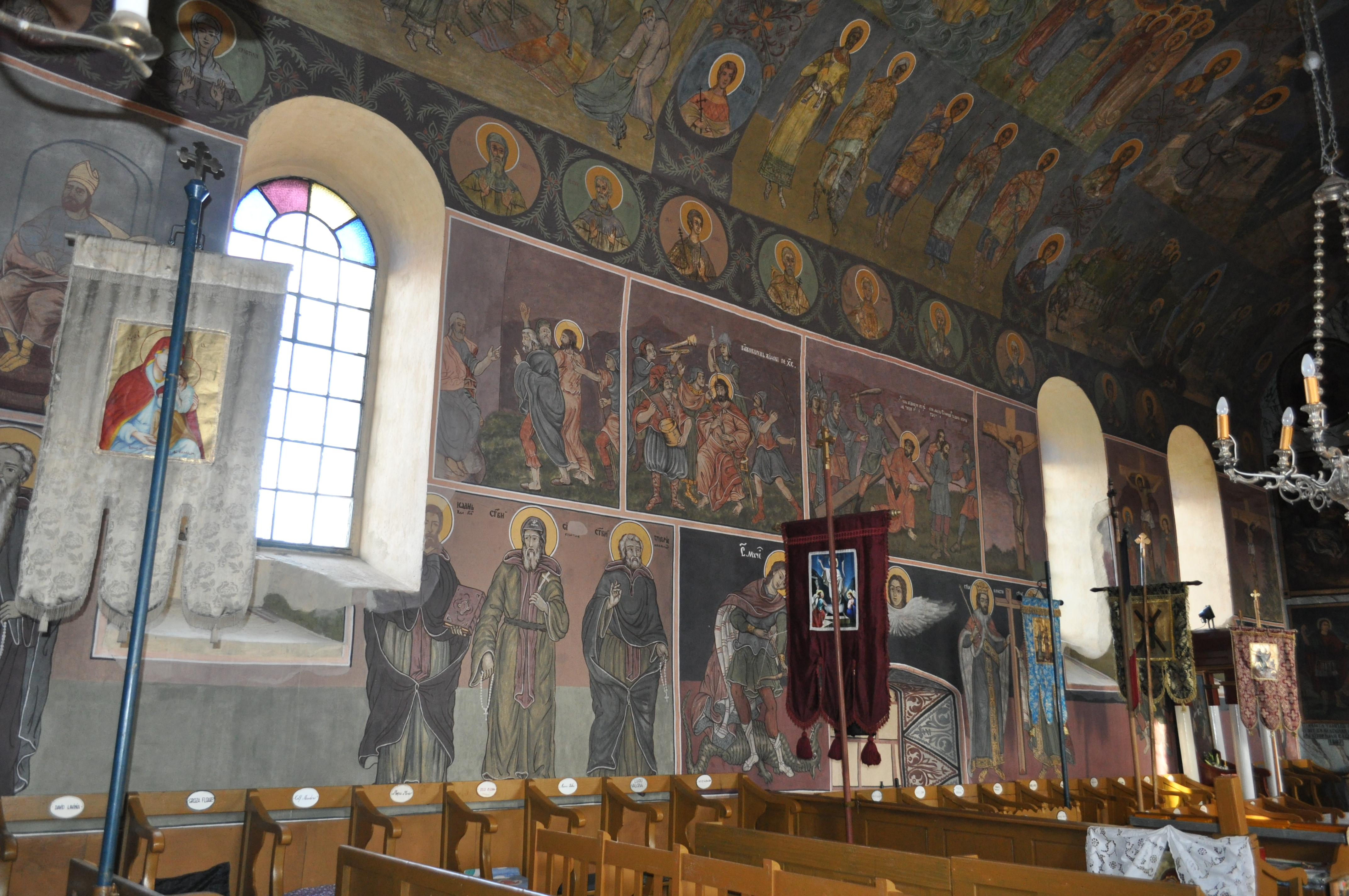
Naos,latura de nord

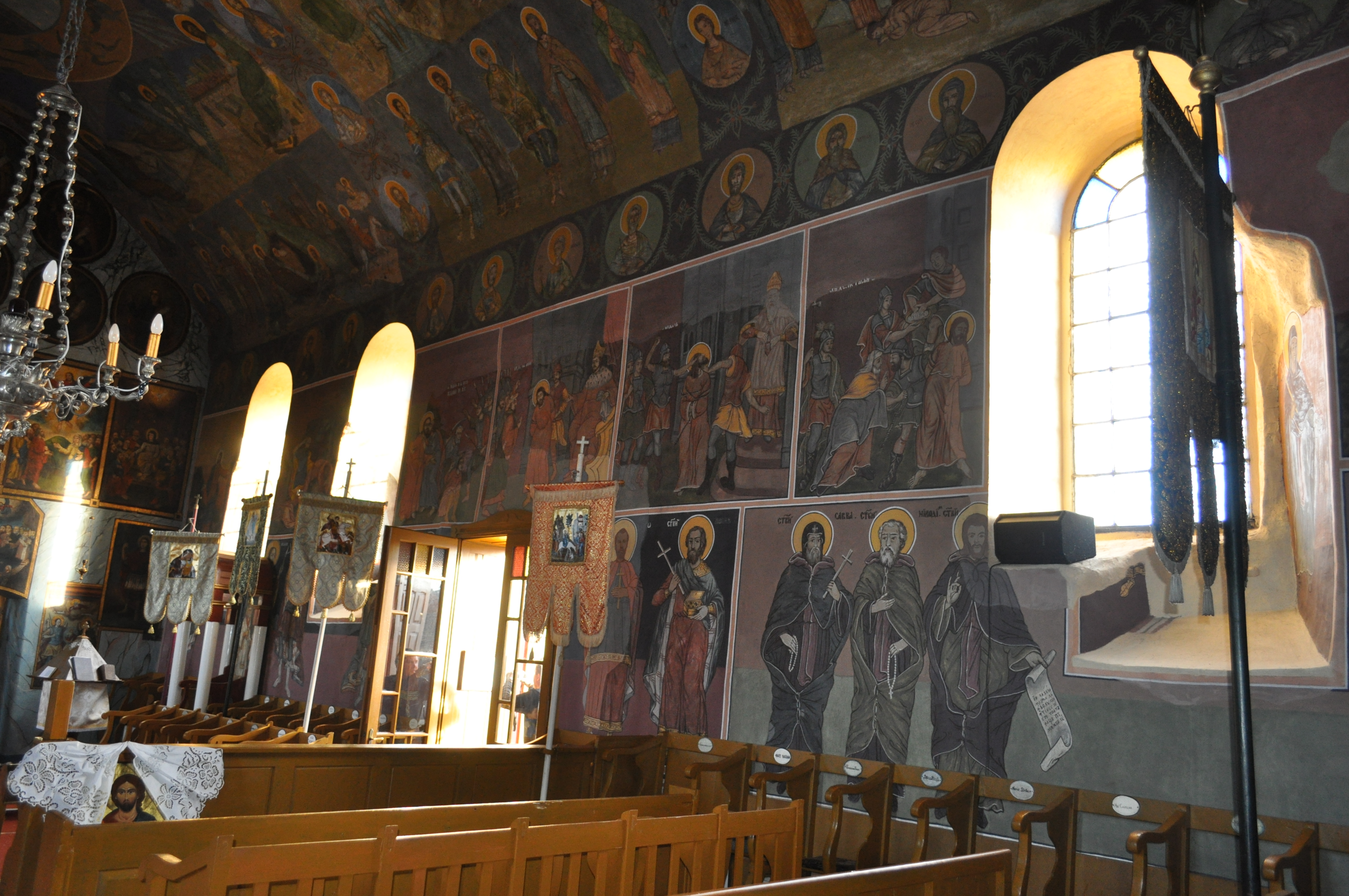
Naos,latura de sud

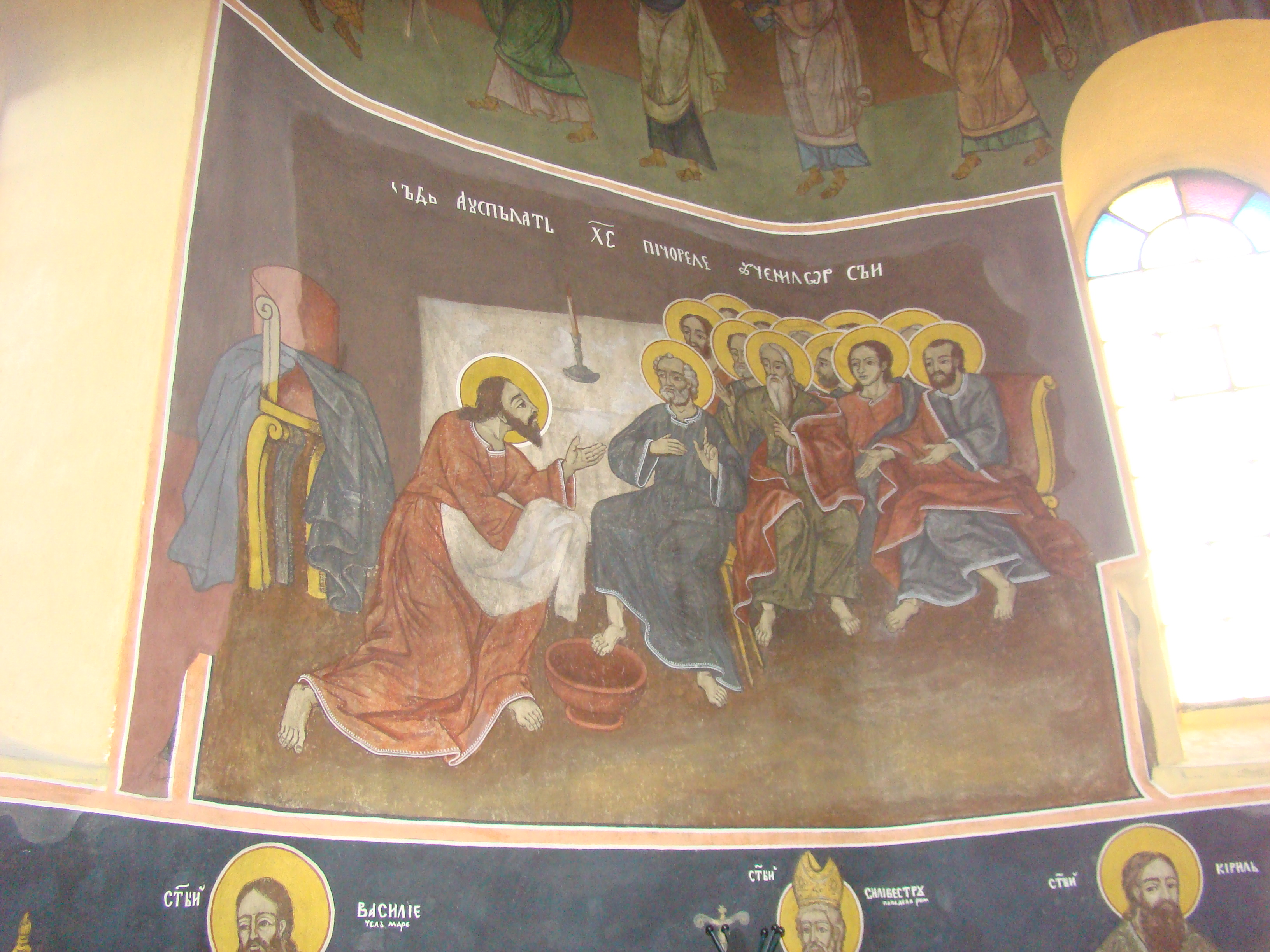
Iisus spală picioarele ucenicilor

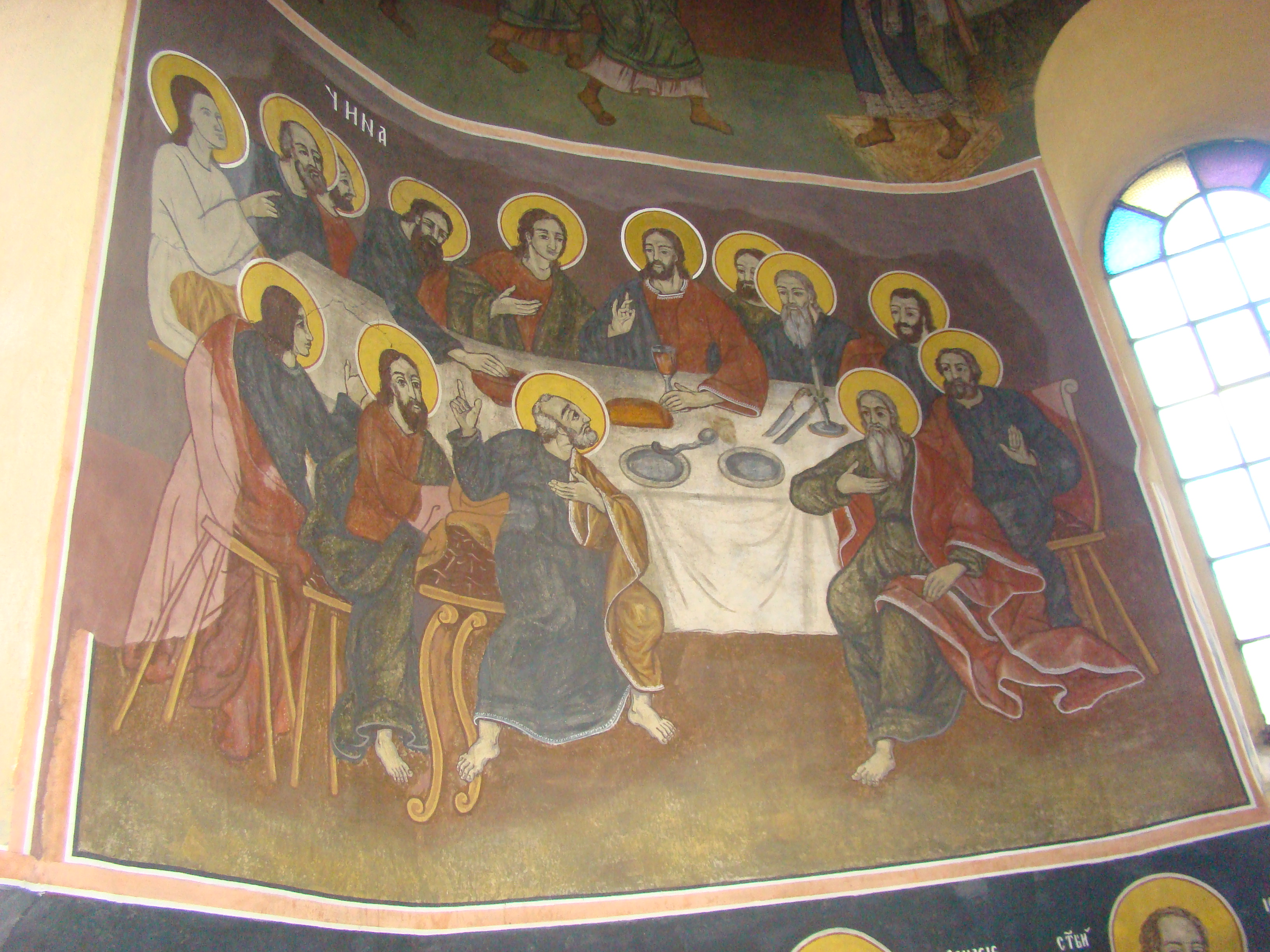
Cina cea de Taină

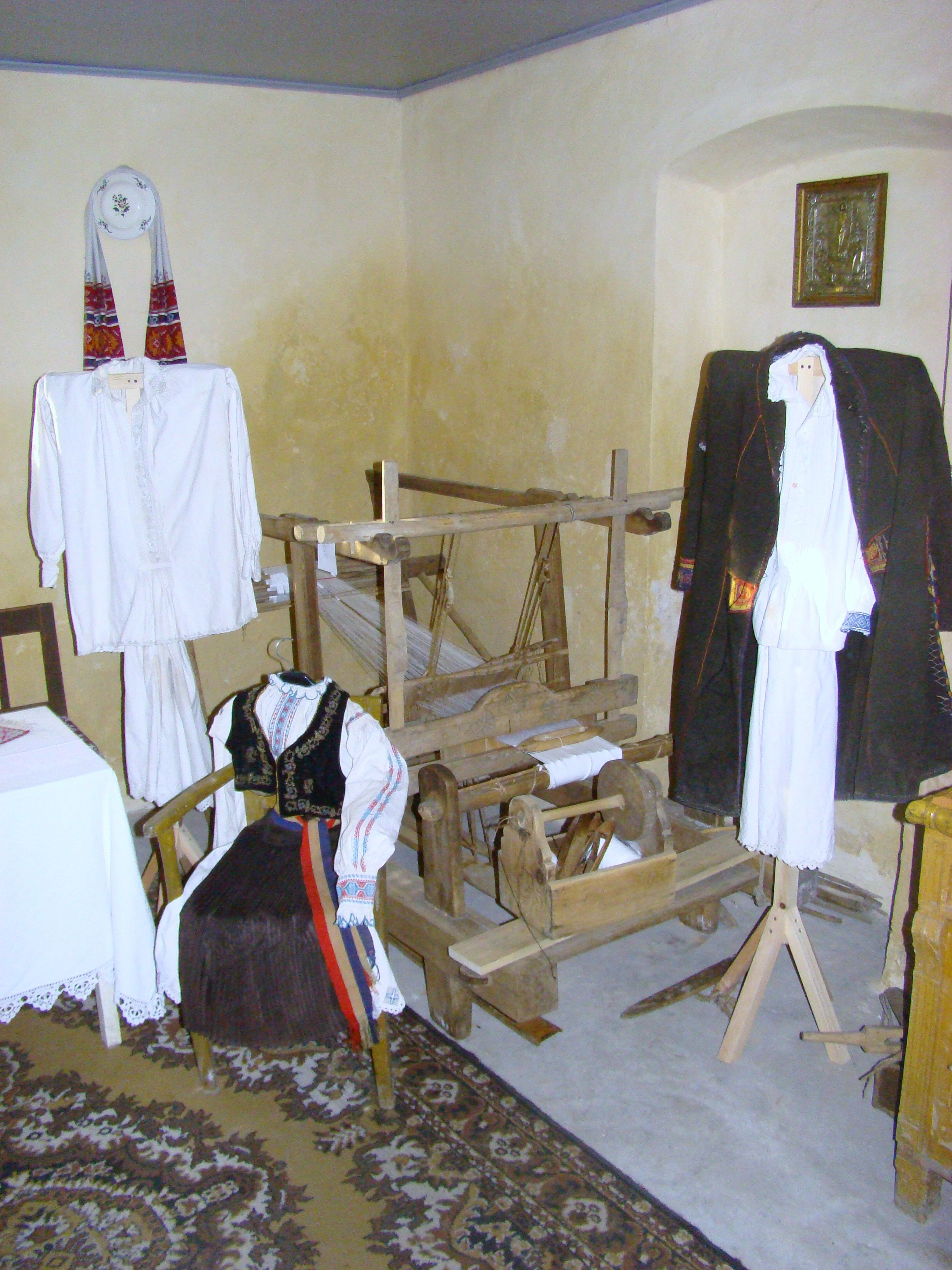
Muzeul parohial, secția etnografică

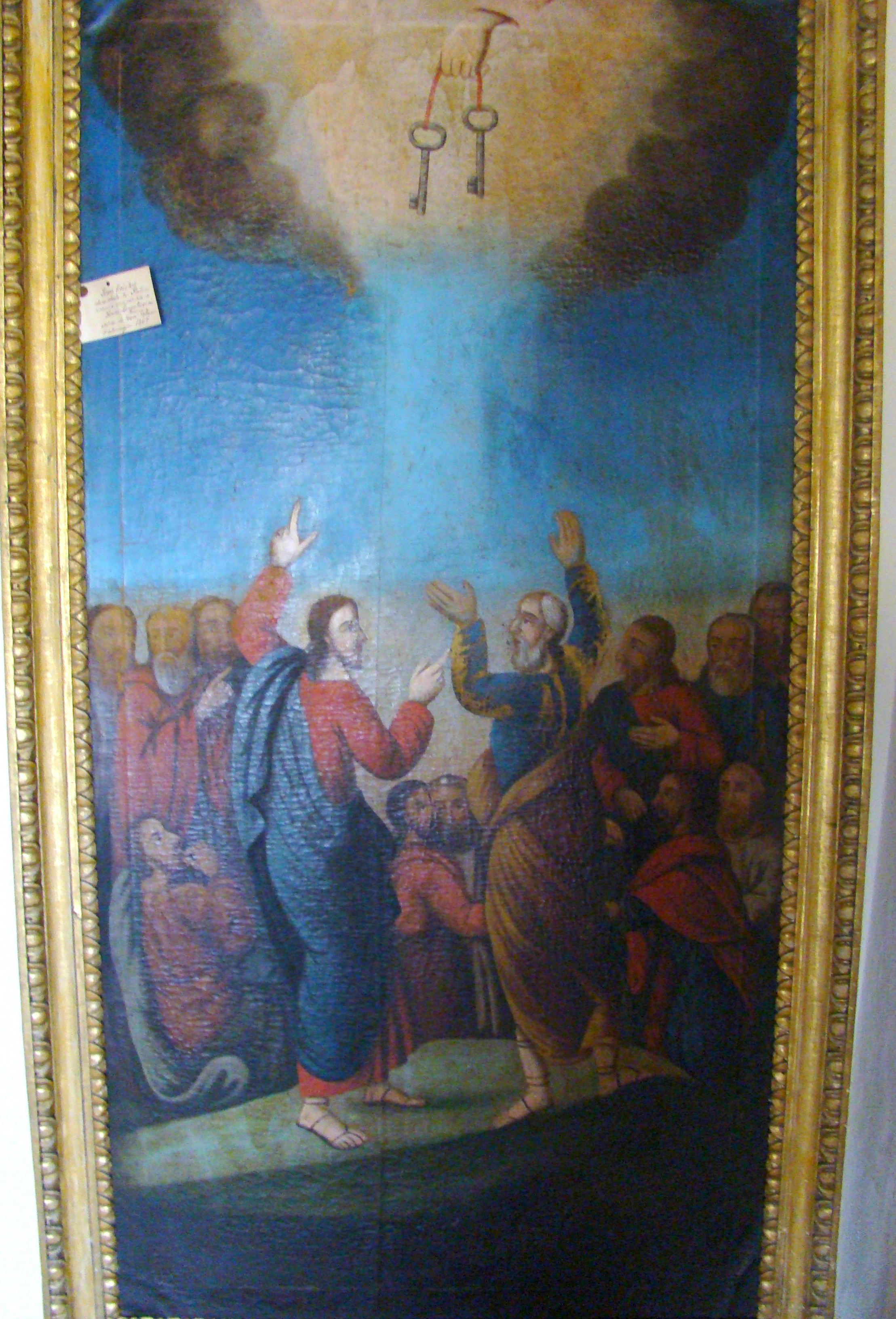
Iisus Hristos îi dă cheile Apostolului Petru (pictură de Ioan Demetrovici din Timișoara)

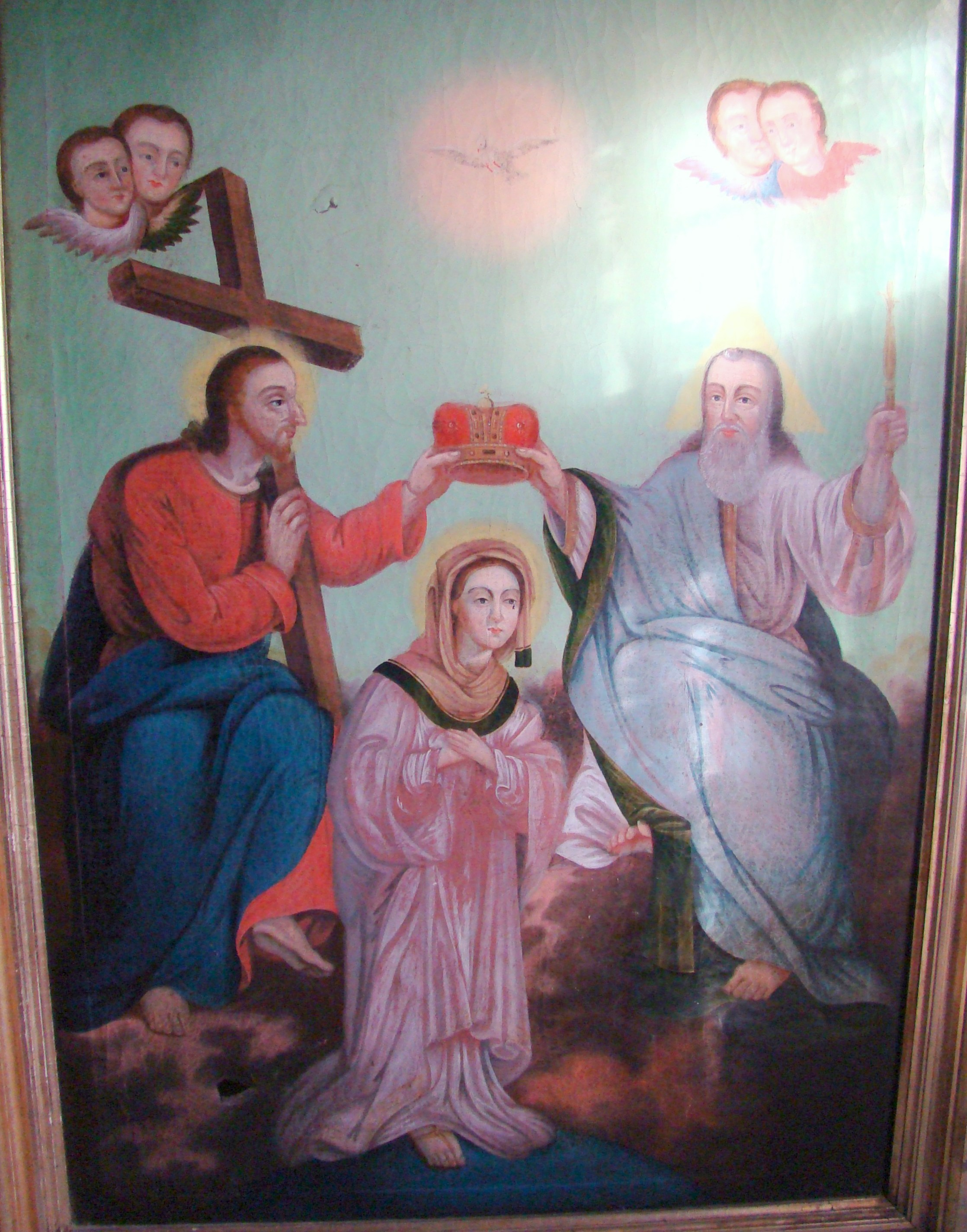
Sfânta Treime (pictură de Ioan Demetrovici din Timișoara)

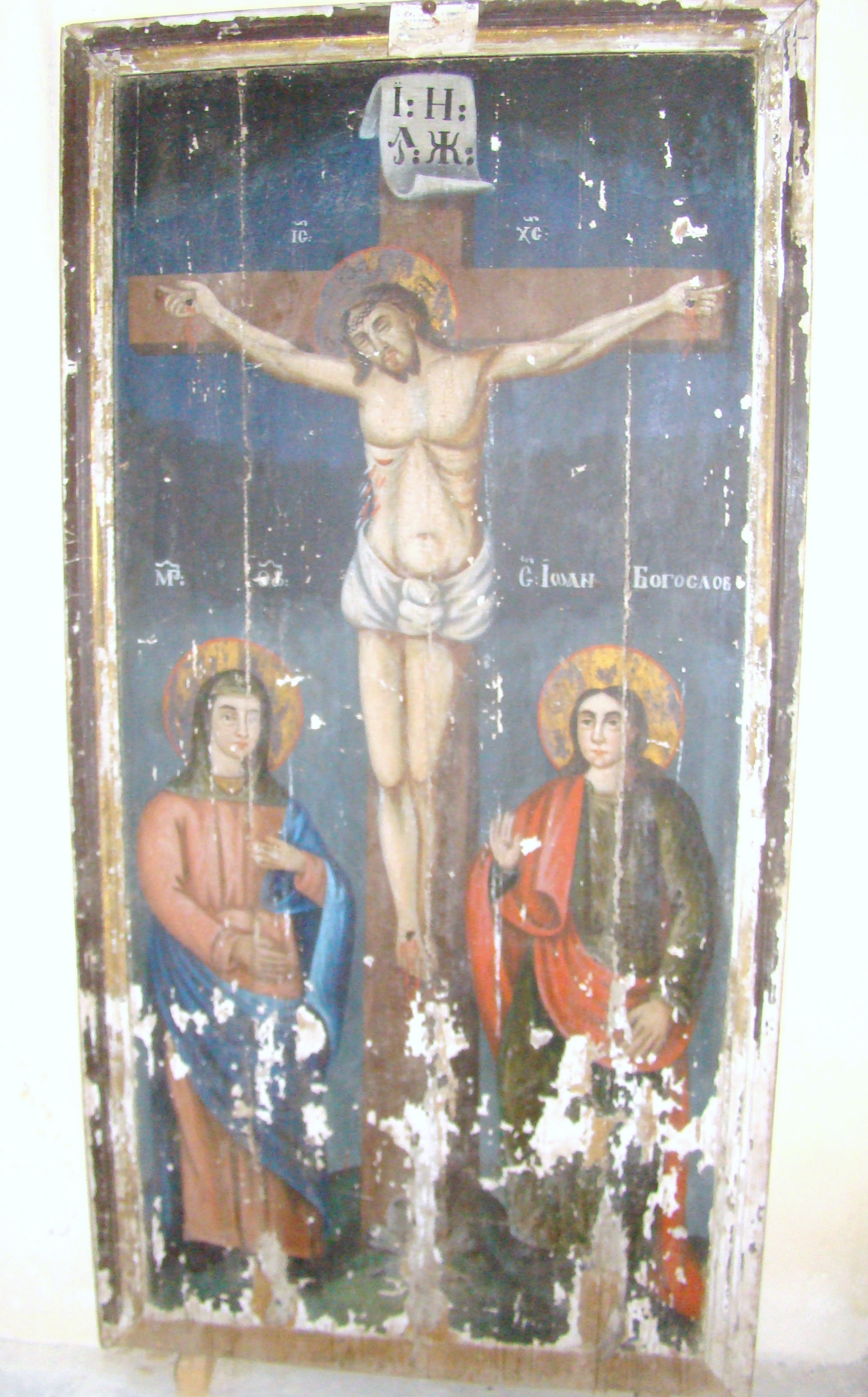
Răstignirea lui Iisus

Biserica parohială din Hălmagiu, comuna Hălmagiu, județul Arad, a fost construită în secolul XVIII. Are hramul „Nașterea Maicii Domnului”. Biserica se află pe noua listă a monumentelor istorice sub codul LMI:  AR-II-m-B-00609.

## Istoric și trăsături
Hălmagiu, străveche așezare românească, este situată într-o depresiune, la extremitatea estică a actualului județ Arad. Cea mai veche atestare documentară este un hrisov de danie de la anul 1211, în care se amintește de „castru Halmagiu”.
La 1359 este amintit primul voievod al românilor din Hălmagiu pe nume Bibarch, iar la 10 aprilie 1451, Iancu de Hunedoara confirmă pe voievodul Moga din Hălmagiu în drepturile sale de voievod al românilor din regiunile Căpâlna, Băița și Hălmagiu, teritorii întinse din județele Arad și Hunedoara. Cunoscut ca reședință voievodală, în Hălmagiu a existat și o viață religioasă intensă cu episcopi, protopopi și lăcașuri de cult proprii.
Biserica voievodală din Hălmagiu, cu hramul „Adormirea Maicii Domnului”, datează din secolul XIV, după cum atestă săpăturile arheologice efectuate între anii 1973-1975 de către Direcția Monumentelor Istorice București. Biserica respectivă a fost predată prin decret al împărătesei Maria Tereza celor șapte nobili care trecuseră la Uniație, rămânând în folosința comunității greco-catolice până în anul 1948. Rămași fără biserică, românii ortodocși au fost nevoiți să-și construiască o altă biserică.
În aceste împrejurări a fost construită biserica parohială cu hramul „Nașterea Maicii Domnului”, între anii 1755-1757, din piatră de râu cu mortar de var, prin strădania ctitorilor Andrei Iacobovici și soției acestuia Maria, cneazul Ștefan Pârva împreună cu hălmăgenii și leștiorenii. Mormintele ctitorilor se află în interiorul bisericii (intrare bărbați stânga și naos sub fereastra de nord). Biserica este construită în stil baroc având dimensiunile de 31/12 m. Frumoasa pictură în frescă de pe pereți, cât și de pe tâmplă, a fost executată în anul 1768 de către zugravii Gheorghe și Radu Zugravu, după cum arată inscripția de la proscomidiar. 
În anul 1867 biserica a suferit unele transformări: pereții au fost ridicați cu cca. 80 de cm. Ușile și ferestrele au fost mărite, iar prin distrugerea bolții a fost distrusă și pictura ce exista pe ea. Tot atunci s-a construit și un balcon deasupra pronaosului, afectându-se și o altă parte din pictură. În acestă situație, pentru a acoperi stricăciunile, s-a tencuit toată suprafața interioară, iar peste pictura originală de pe tâmplă s-a suprapus o altă pictură, în ulei, realizată de pictorul Ioan Demetrovici din Timișoara.  
Inițial biserica a fost acoperită cu șindrilă, iar turnul cu tablă. În anul 1896, acoperișul din șindrilă a fost înlocuit cu tablă. 
În anul 1967 s-a hotărât pictarea bisericii și cu această ocazie s-a descoperit  existența unei picturi de valoare ce a fost acoperită cu mortar în anul 1867. Direcția Monumentelor Istorice în colaborare cu Departamentul Cultelor, a organizat scoaterea de sub tencuială a picturii, cu valoare aristică și culturală deosebită, pictorii fiind unii cu renume în epocă, mai ales Radu Zugravu (el și ucenicii săi pictând biserica din Gura Văii-Vâlcea, schitul Brădet-Argeș, schitul Cornet-Vâlcea și scene din viața Cuvioasei Filofteia de la Curtea de Argeș).
Cea mai reușită pictură a lui Gheorghe și Radu este Judecata de Apoi de pe peretele de apus al bisericii din Hălmagiu, după cum precizează profesorul V.Drăguț în lucrarea „Pictura românească în imagini” (București, 1976). Scoaterea de sub tencuială, dar păstrarea urmelor de buceardare din pereți, a fost executată de pictorul specialist Arutiun Avakian din București, în anul 1968. Tot atunci a fost demolat și balconul.
Între anii 1970-1971, au fost scoase în evidență formele vechilor ferestre și figuri de sfinți și cuvioși pictați între ferestre, care au fost de asemenea restaurate împreună cu pictura de pe tâmplă.  Tot în această perioadă a fost pictată bolta bisericii în tempera și au fost completate spațiile libere care erau nepictate. Toate aceste lucrări au fost executate de pictorul restaurator Ieromonah Firmilian Gh. Ciobanu ajutat de pictorul Gheorghe Trășculescu, ambii din București. 
Sfințirea bisericii a avut loc la 11 iulie 1971 de către episcopul Aradului, Ienopolei și Hălmagiului, Teoctist Arăpaș, viitorul patriarh al României, sub pastorația preotului Radu Bejan.

## Muzeul parohial
În anul 1968 preotul Petru Bejan a înființat o colecție-muzeu în două camere ale casei parohiale  din curtea bisericii parohiale, în vederea păstrării și conservării obiectelor de cult vechi ca: icoane, tipărituri, ștampile, odăjdii etc. aflate în inventarul parohiei.
Conform procesului verbal de predare-primire, în anul 1980, în baza unei legi a patrimoniului, au fost predate în custodie pe termen nelimitat Episcopiei Aradului cele mai valoroase bunuri din colecție: 55 cărți vechi de cult, datând din perioada 1723-1850 și o icoană din secolul XVIII.
În colecție se mai află o singură evanghelie cu litere chirilice, din anul 1776 și o listă a Prochimenelor săptămânale datând din anul 1797. Icoanele vechi ce fac parte din colecție sunt: 4 icoane pe lemn din anul 1809, șapte icoane pe pânză, în ulei, pictate de pictorul Ioan Demetrovici din Timișoara,  de același autor și din același an se păstrează și cele două uși diaconești transferate în anul 2011 din biserica parohială,  10 icoane prăznicare cu două fețe, pe lemn, din anul 1833, șapte icoane pe sticlă din sec.XIX.
Prin grija preotului Viorel Nan, înanul 2008 casa-muzeu  a fost  restaurată din temelii și secția religioasă existentă a fost reamenajată, iar în anii 2010-2011 a înființat o secție etnografică în alte două camere.  Au fost achiziționate obiecte de uz casnic, industrie locală, port popular, tehnică, din localitățile: Hălmagiu, Bănești, Groși, Luncșoara, Tălagiu, Țărmure, remarcându-se cu cele mai substanțiale donații familiile: Tat Floare, Iorga Marin, Șandru Sabin, More Ștefan, Mihiț Dorica,  Sirban Saveta, Trif Nicolae, Pantea Ioan, Fruja Pavel, Luca Dorina și Nicoară Florica. 

## Imagini din interior

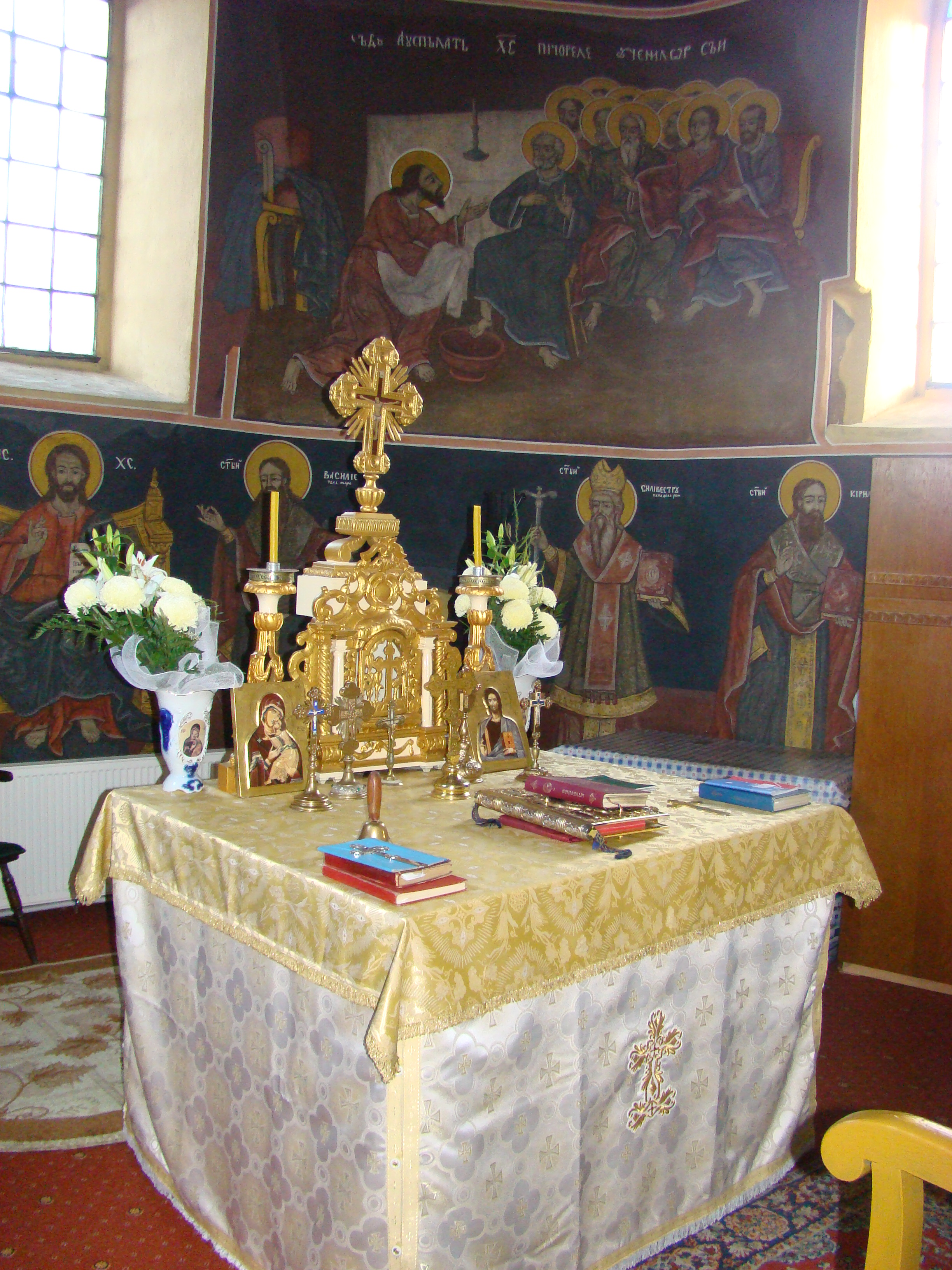
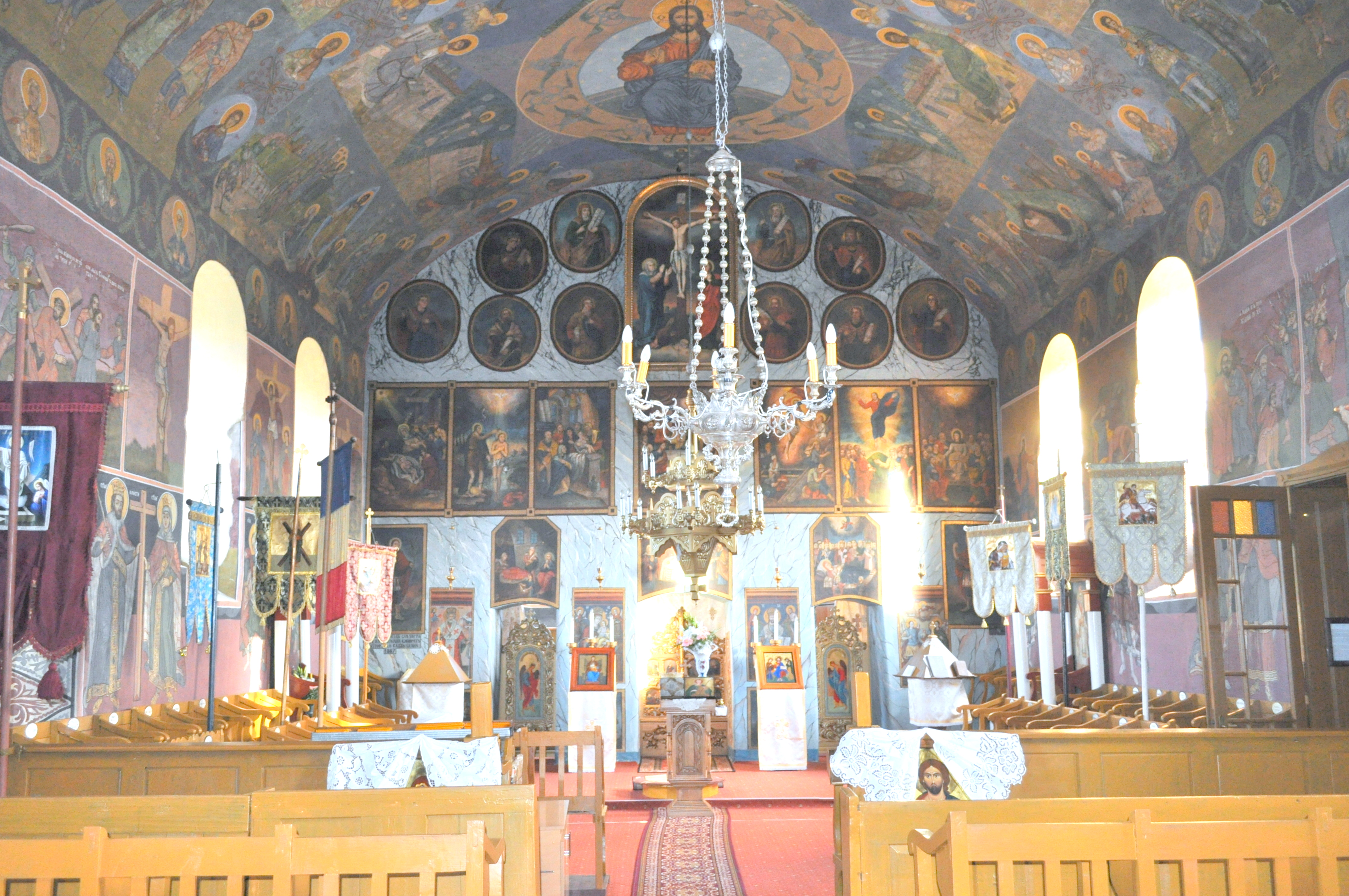
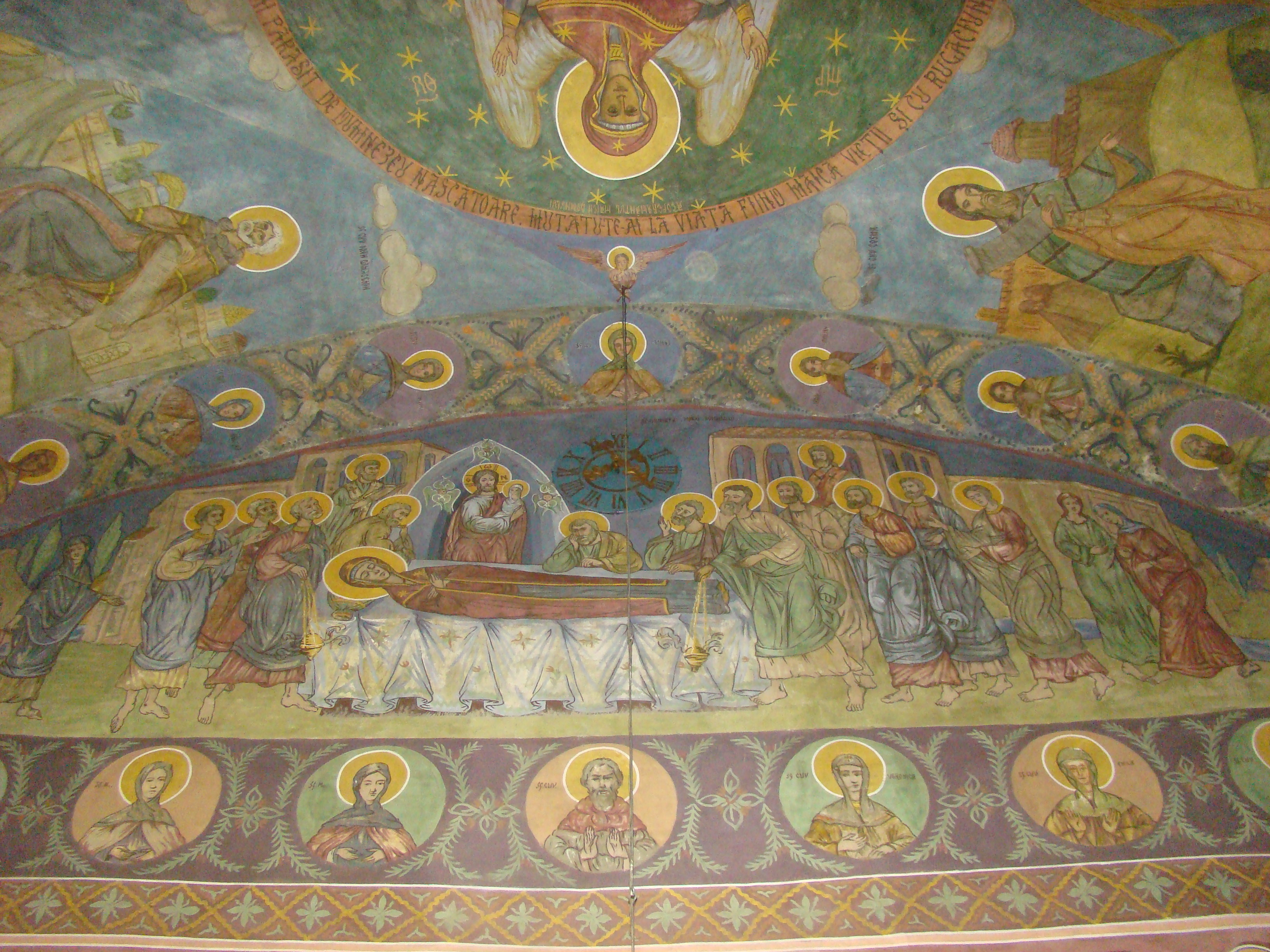
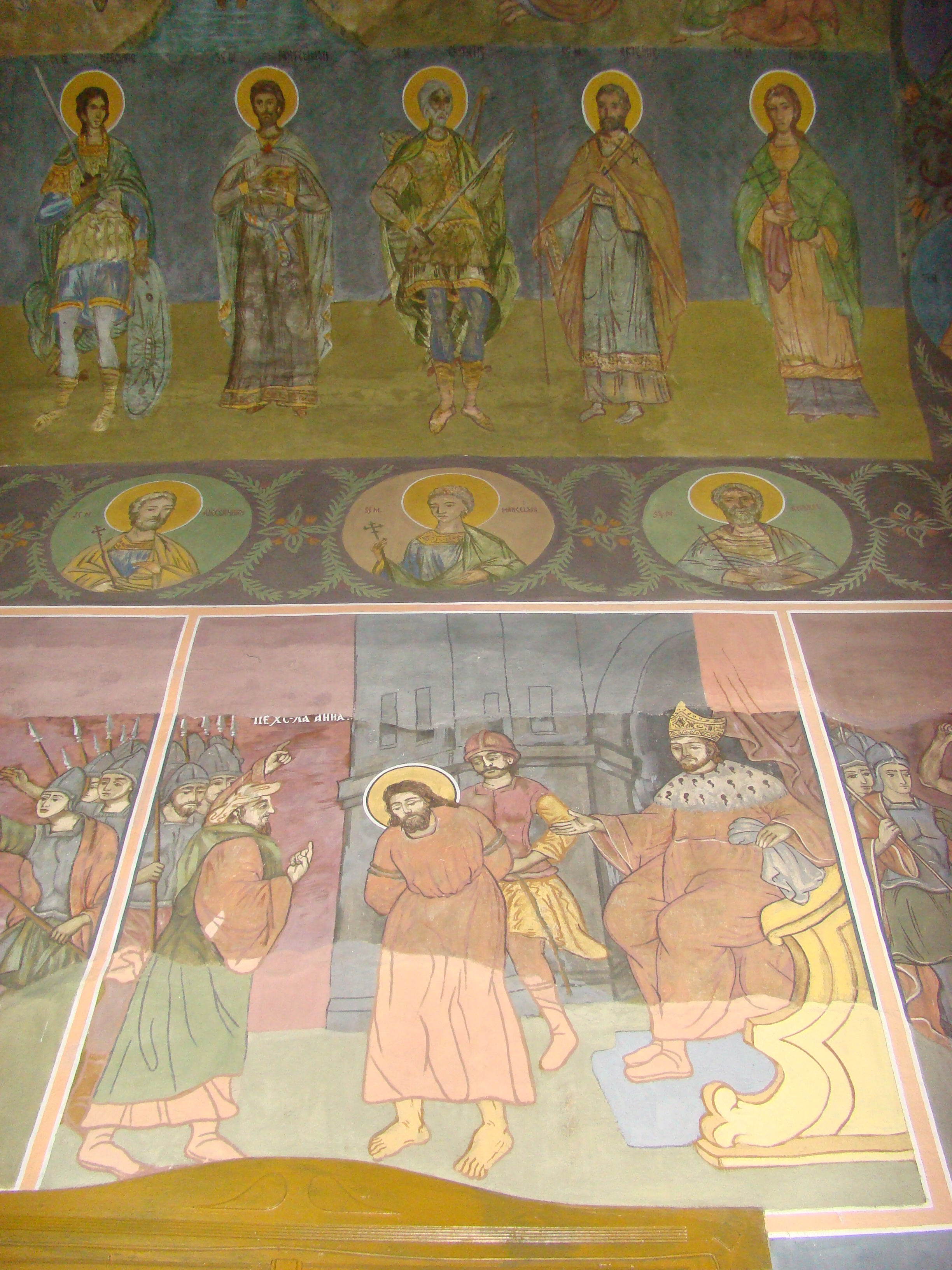
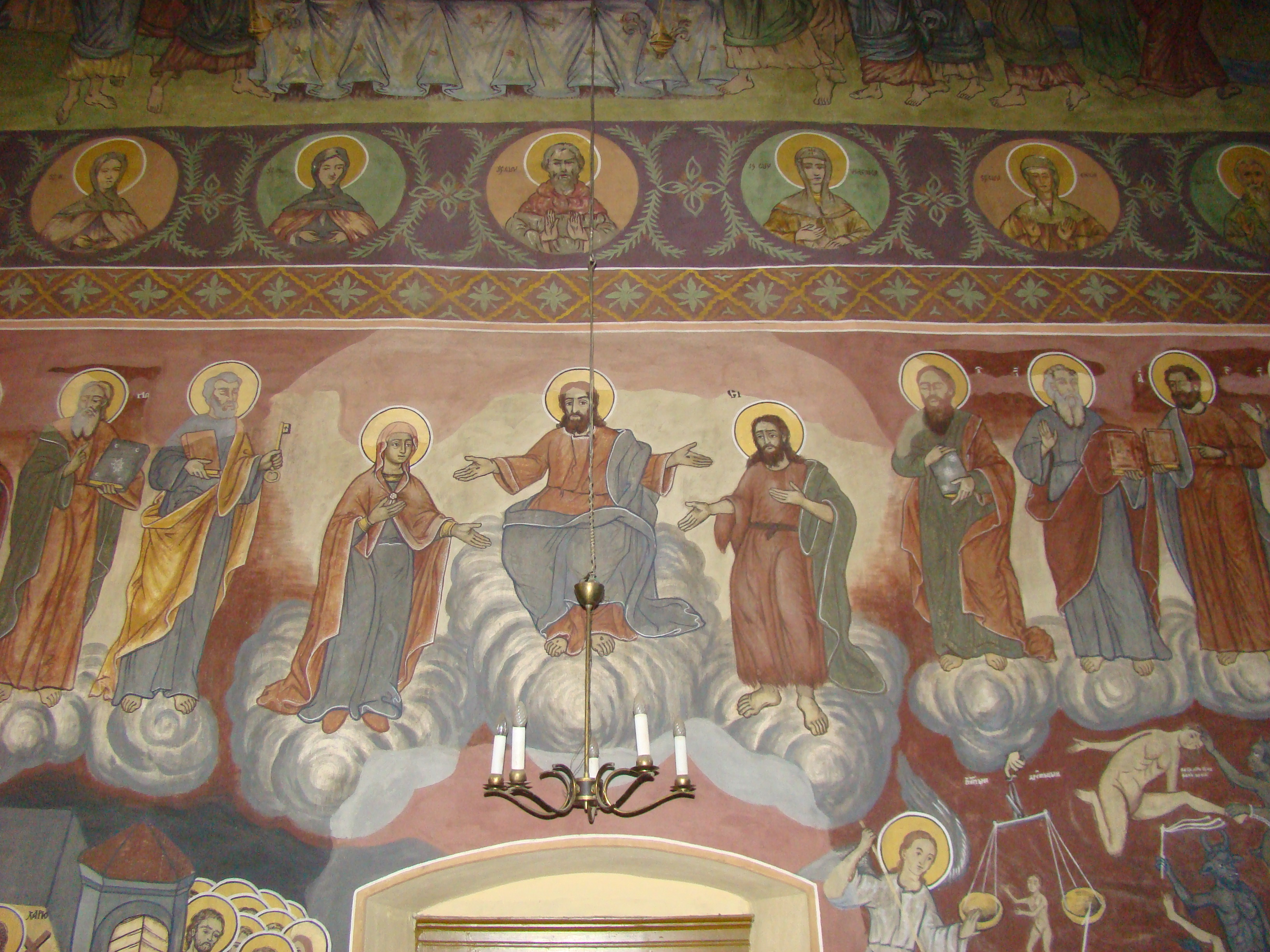
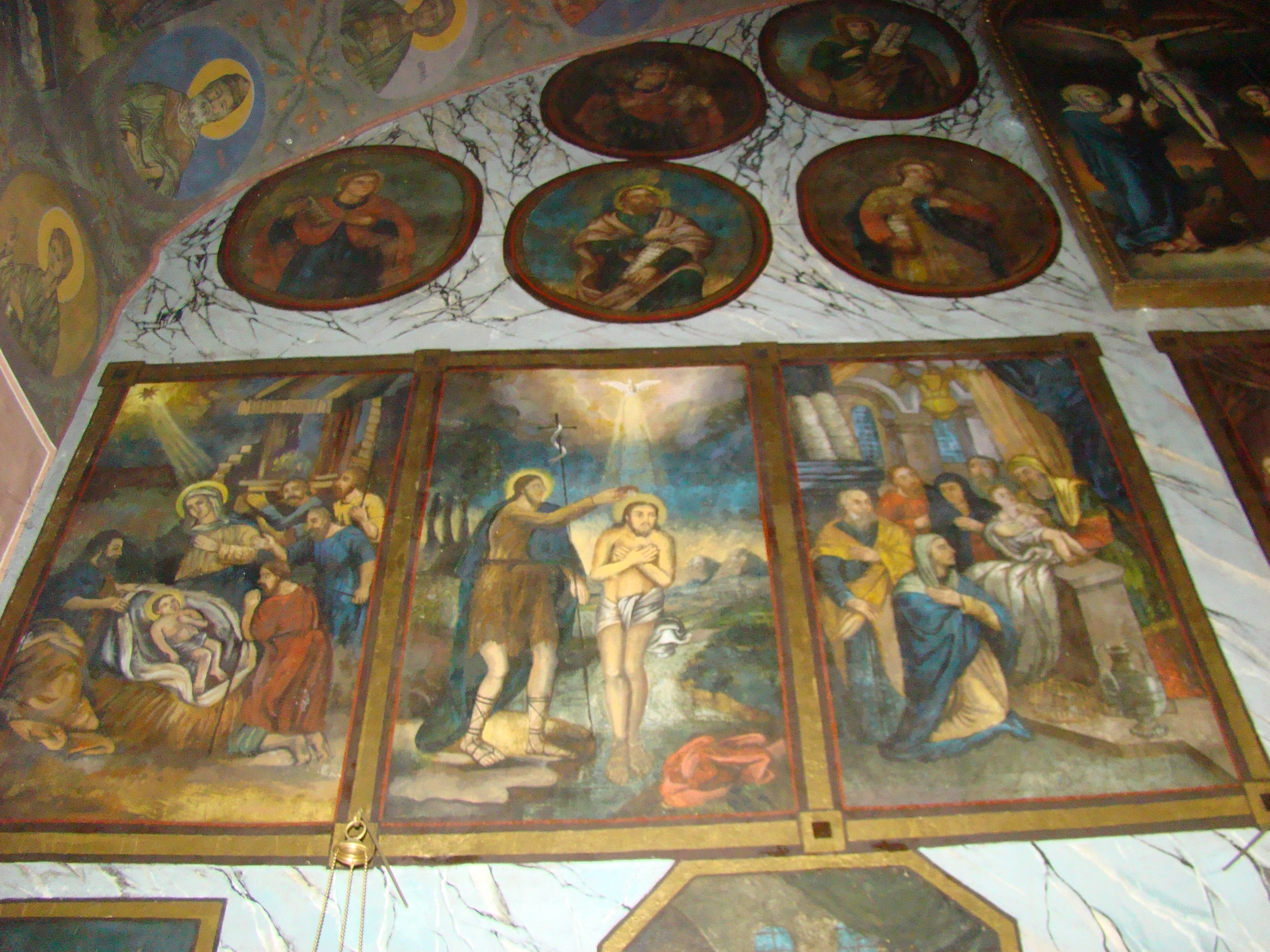
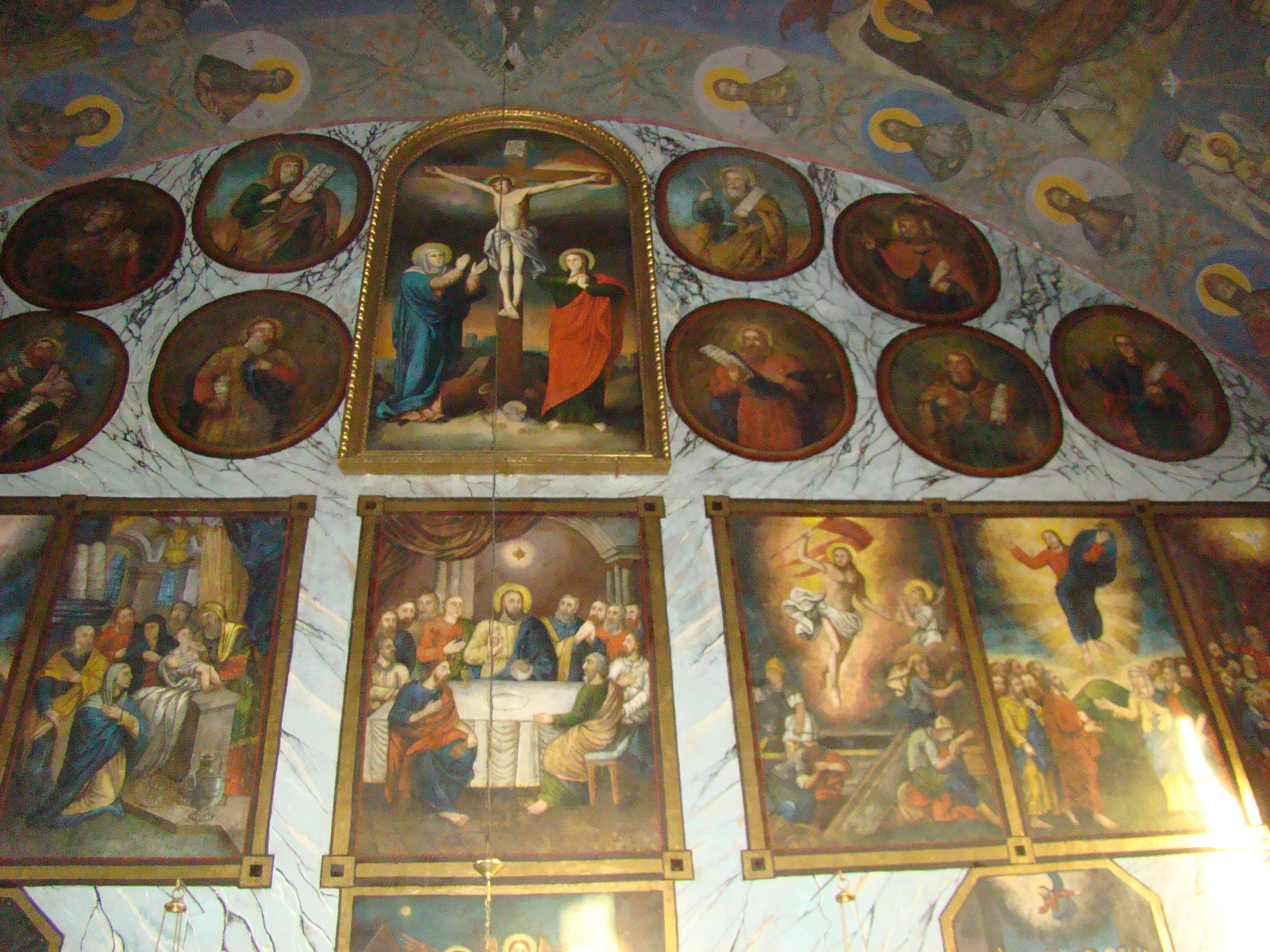
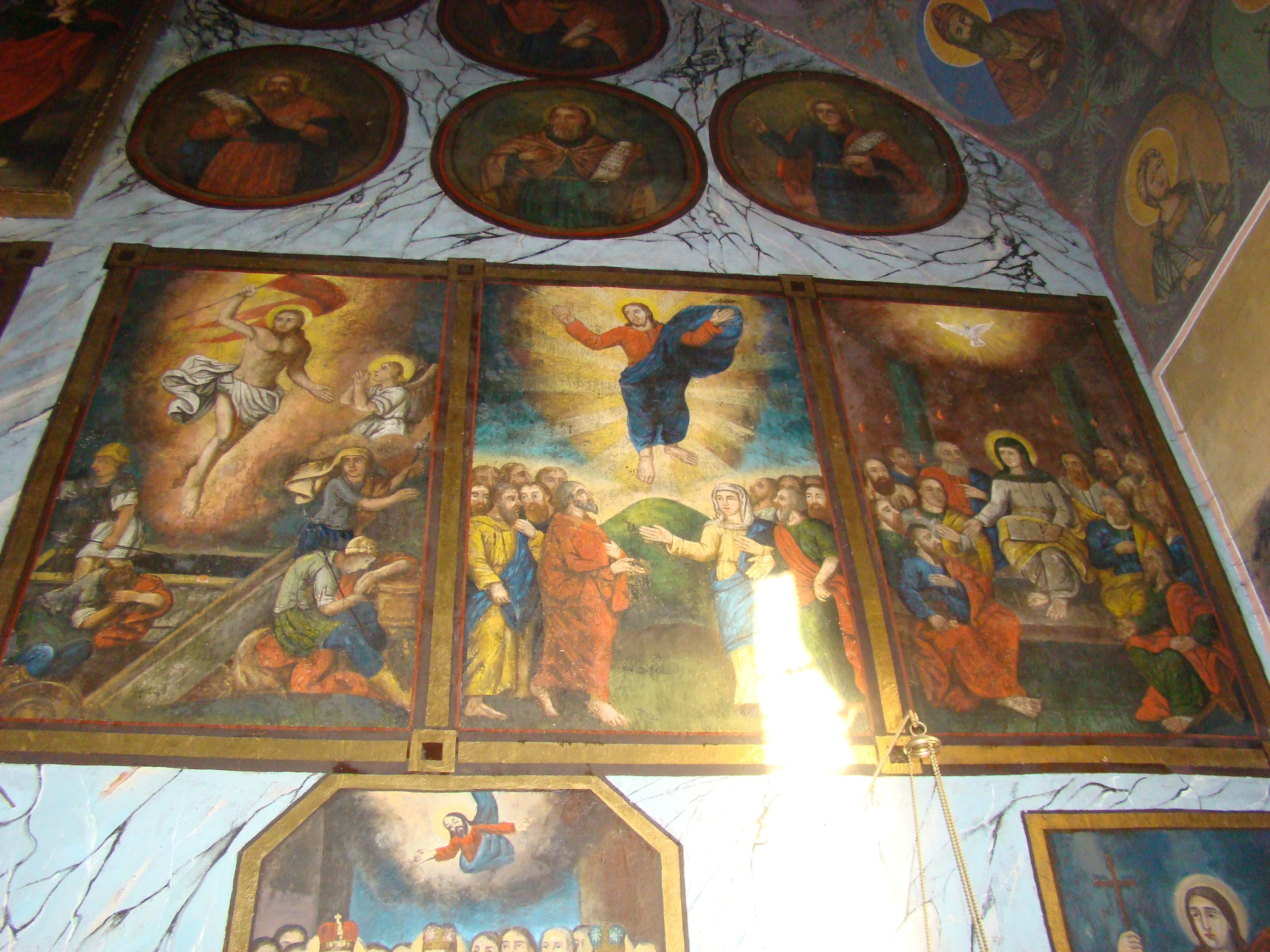
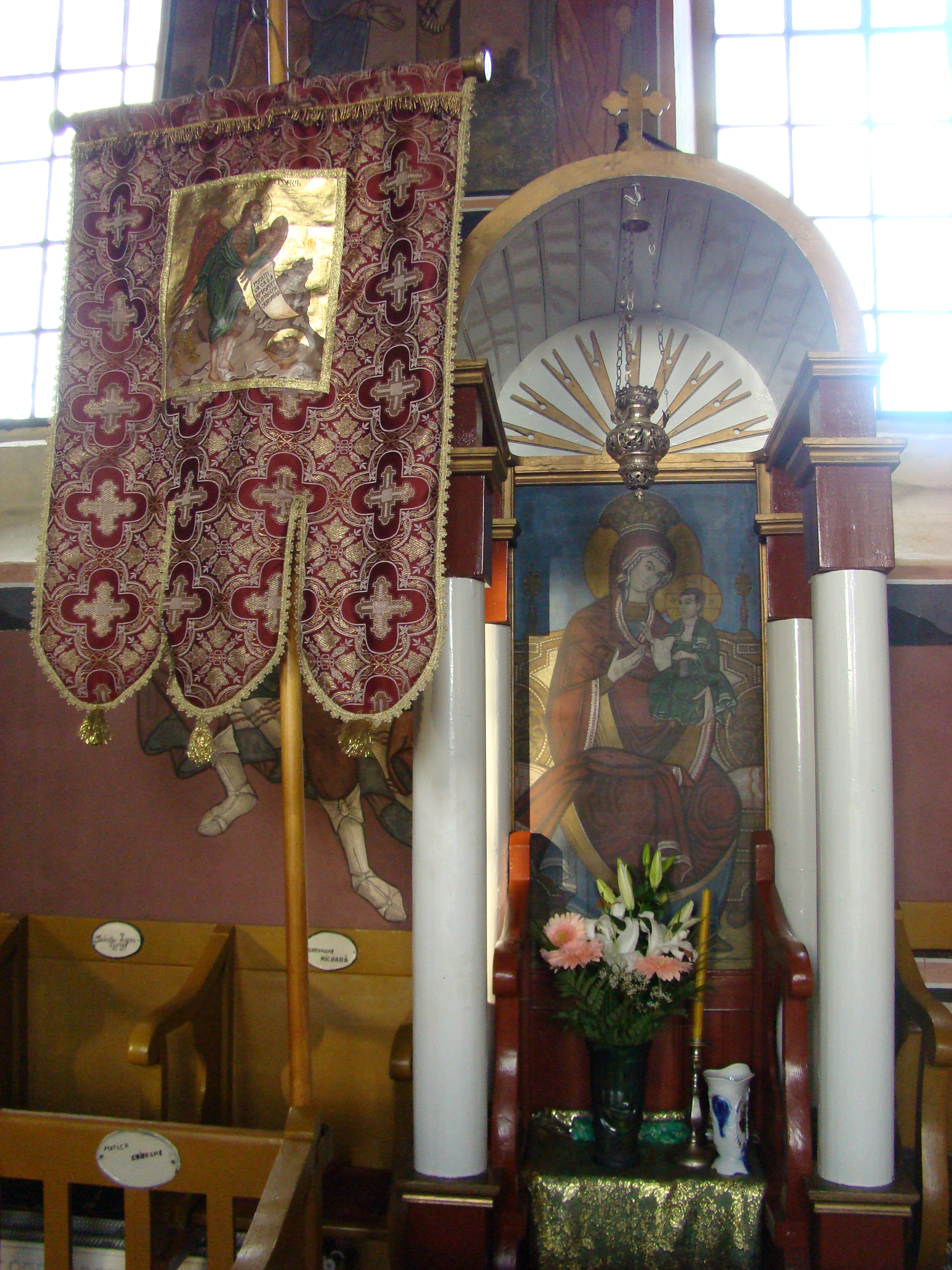
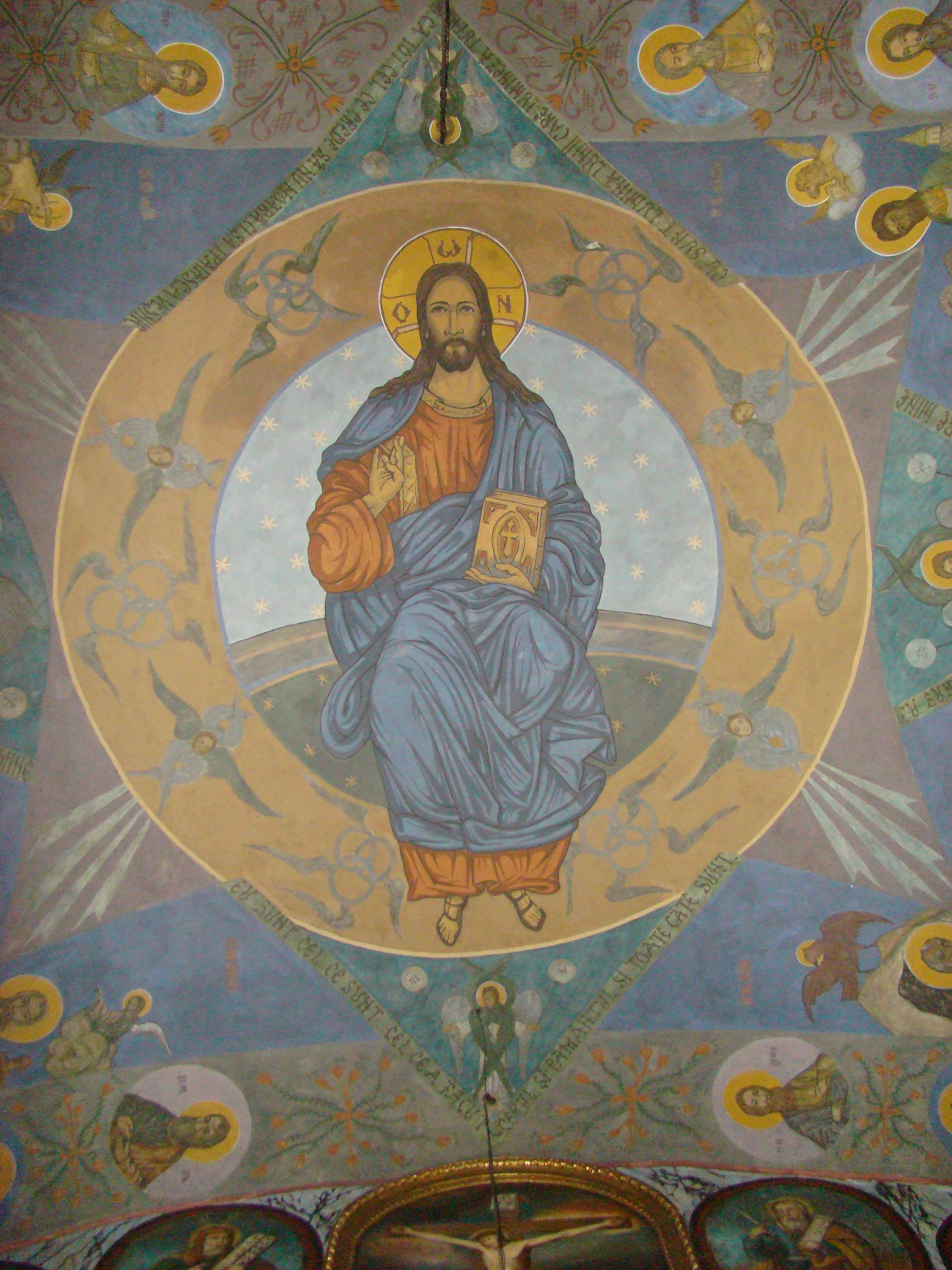
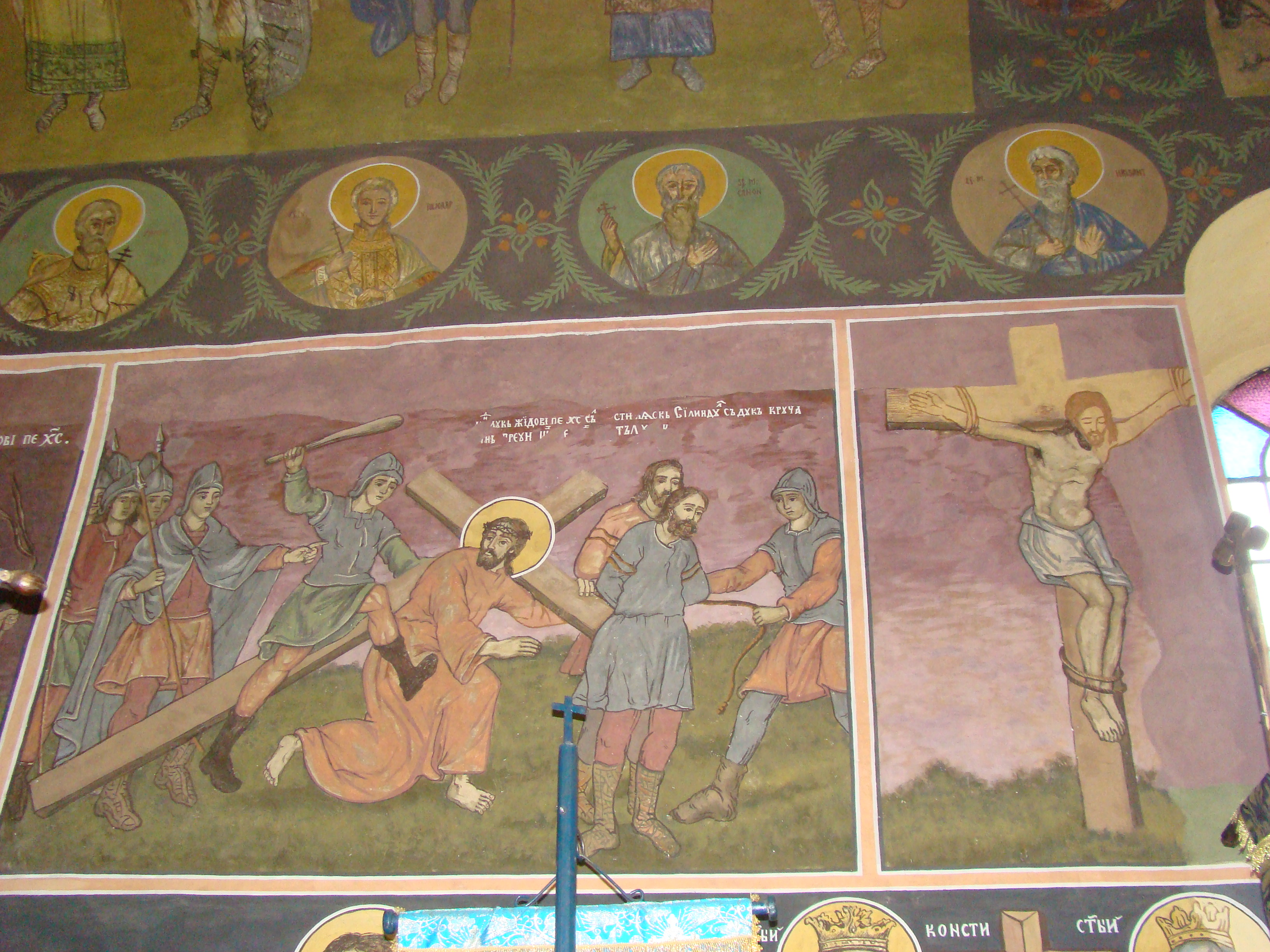
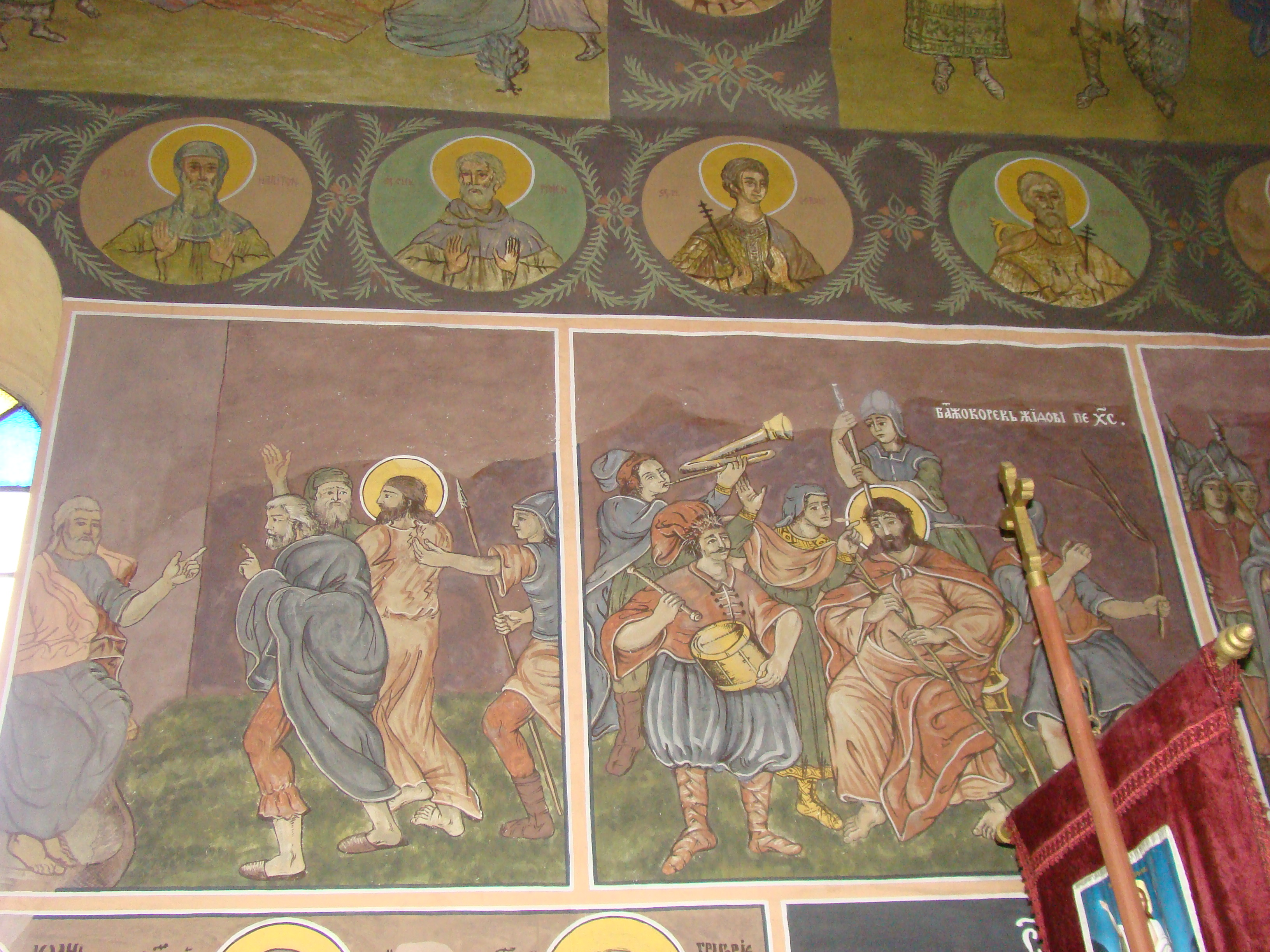
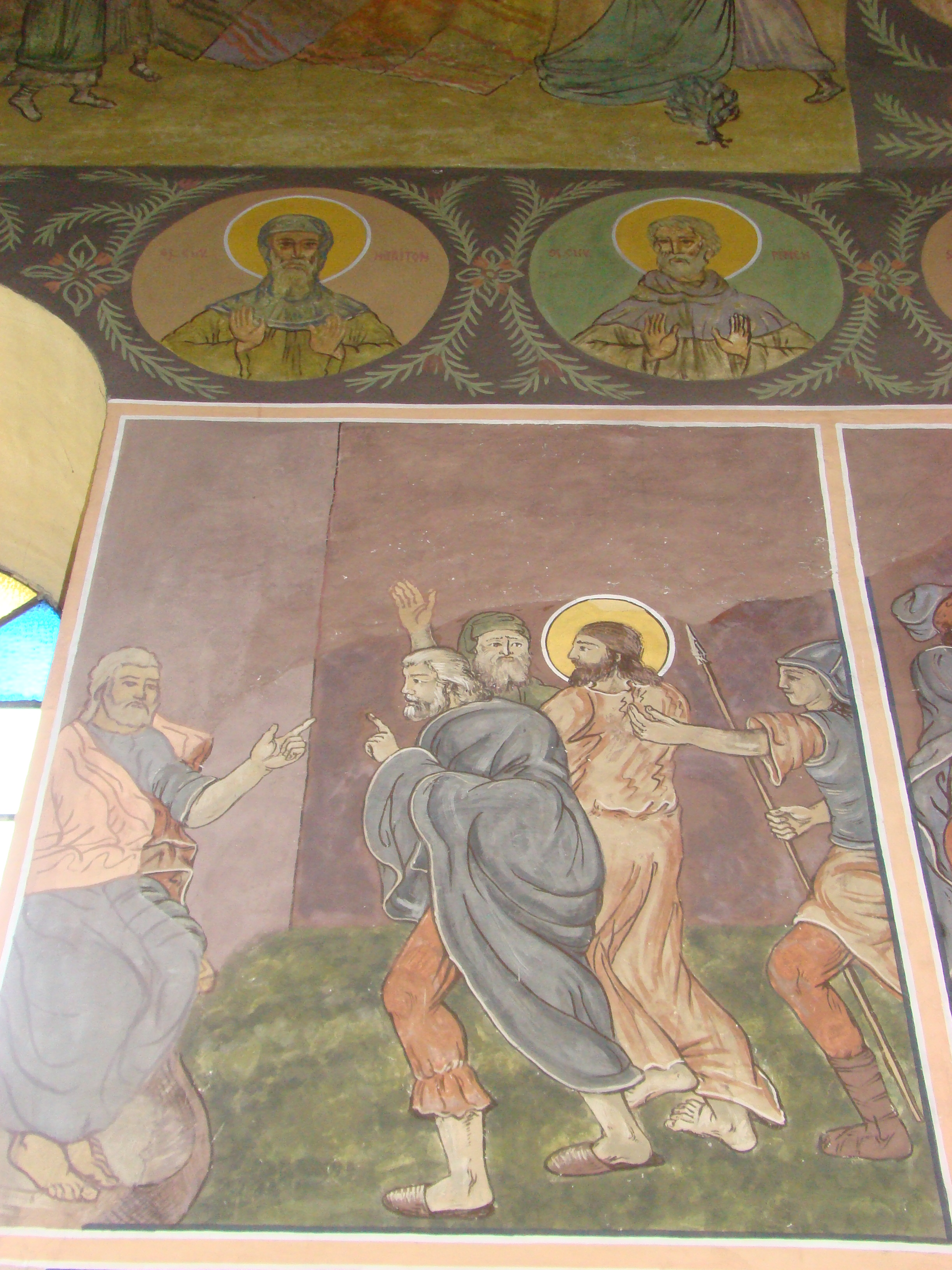
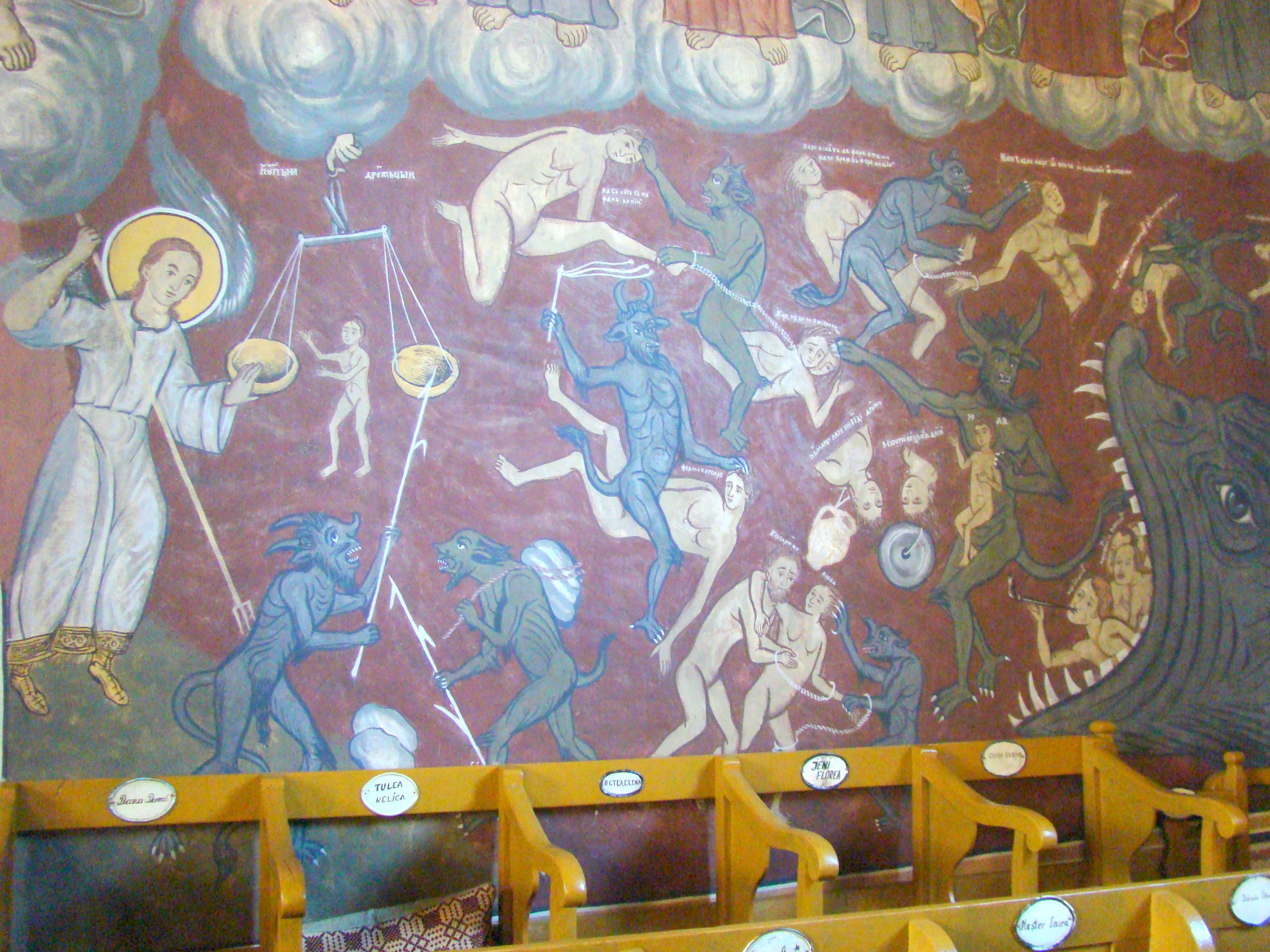
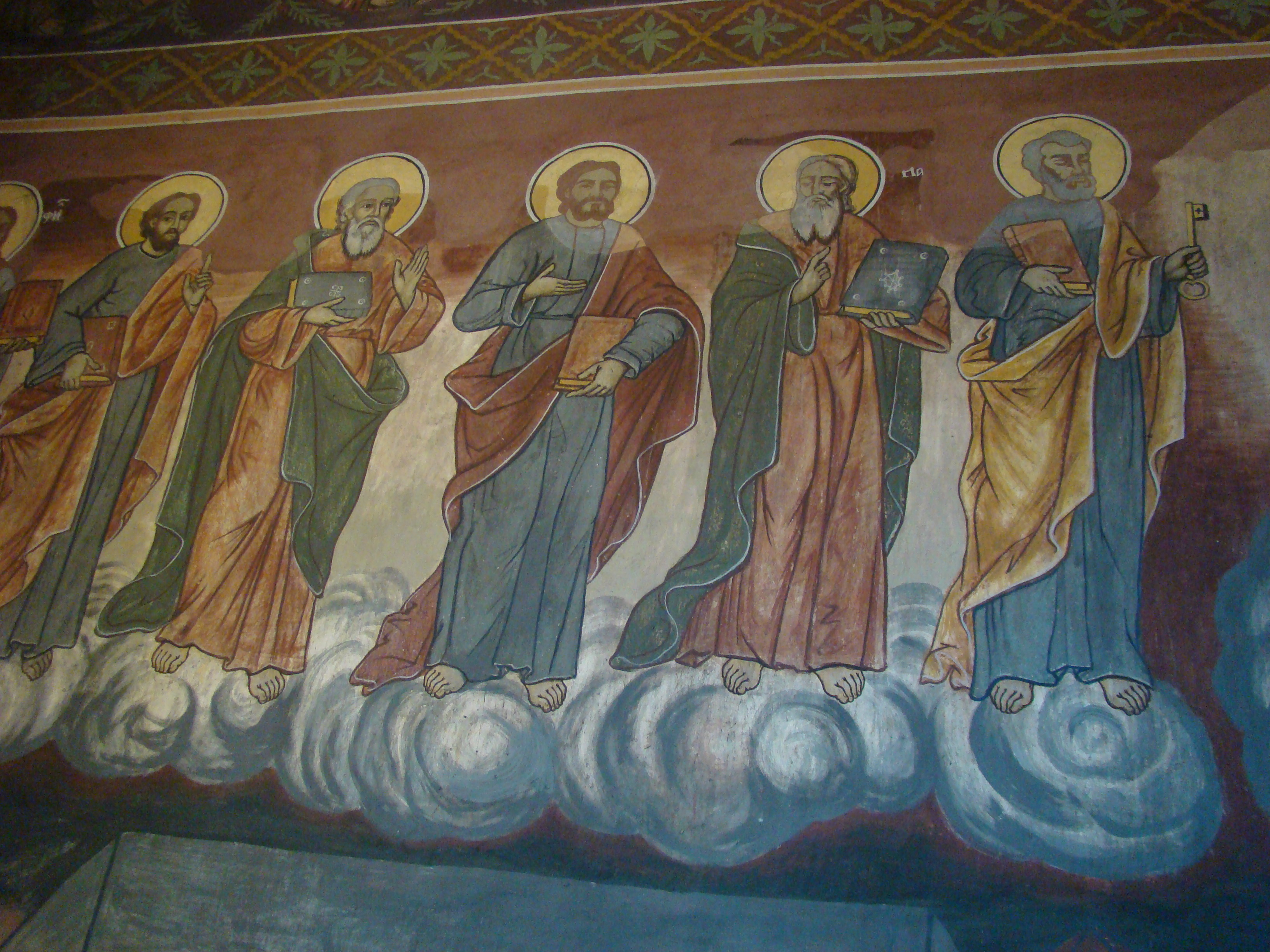
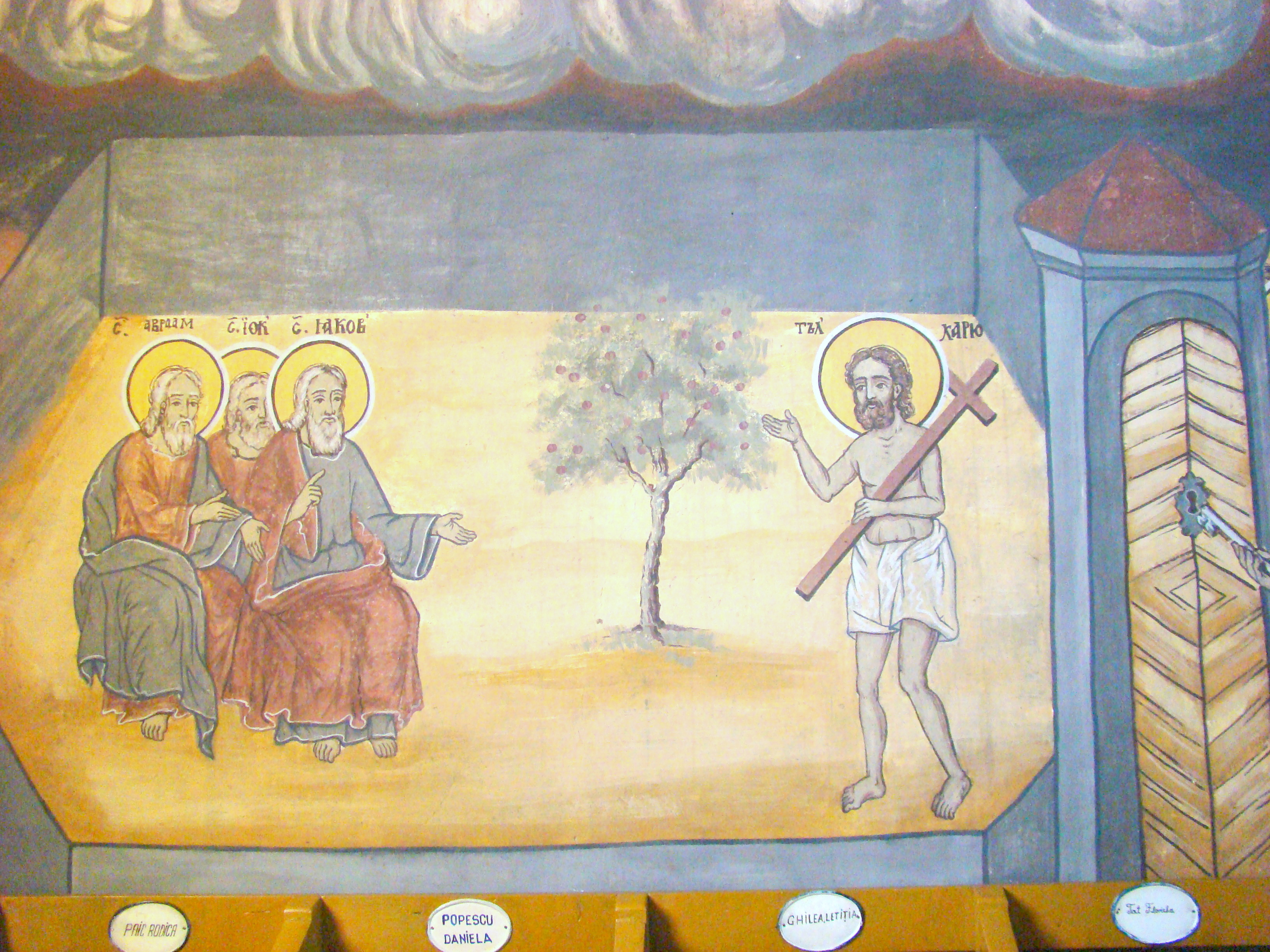
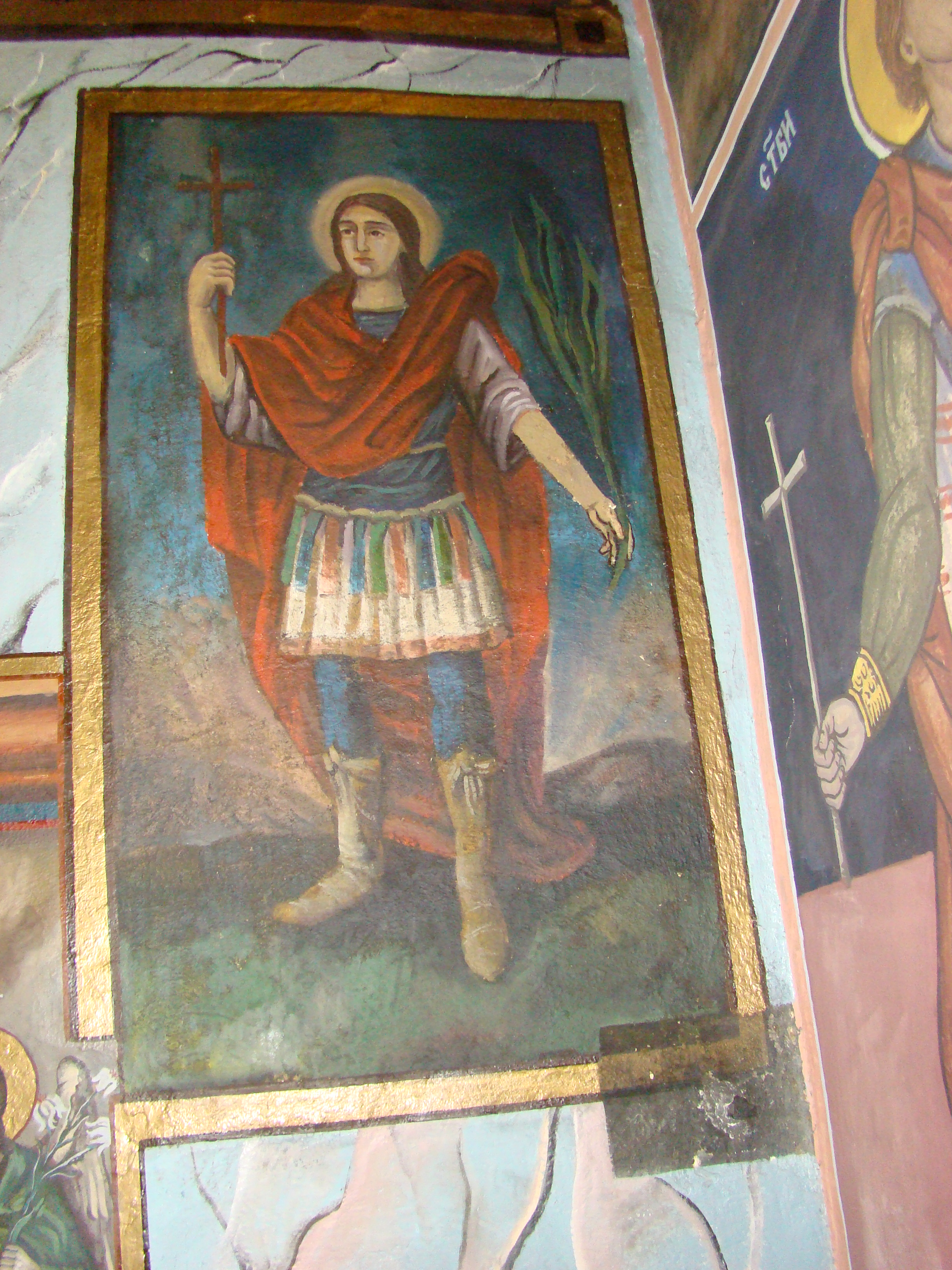
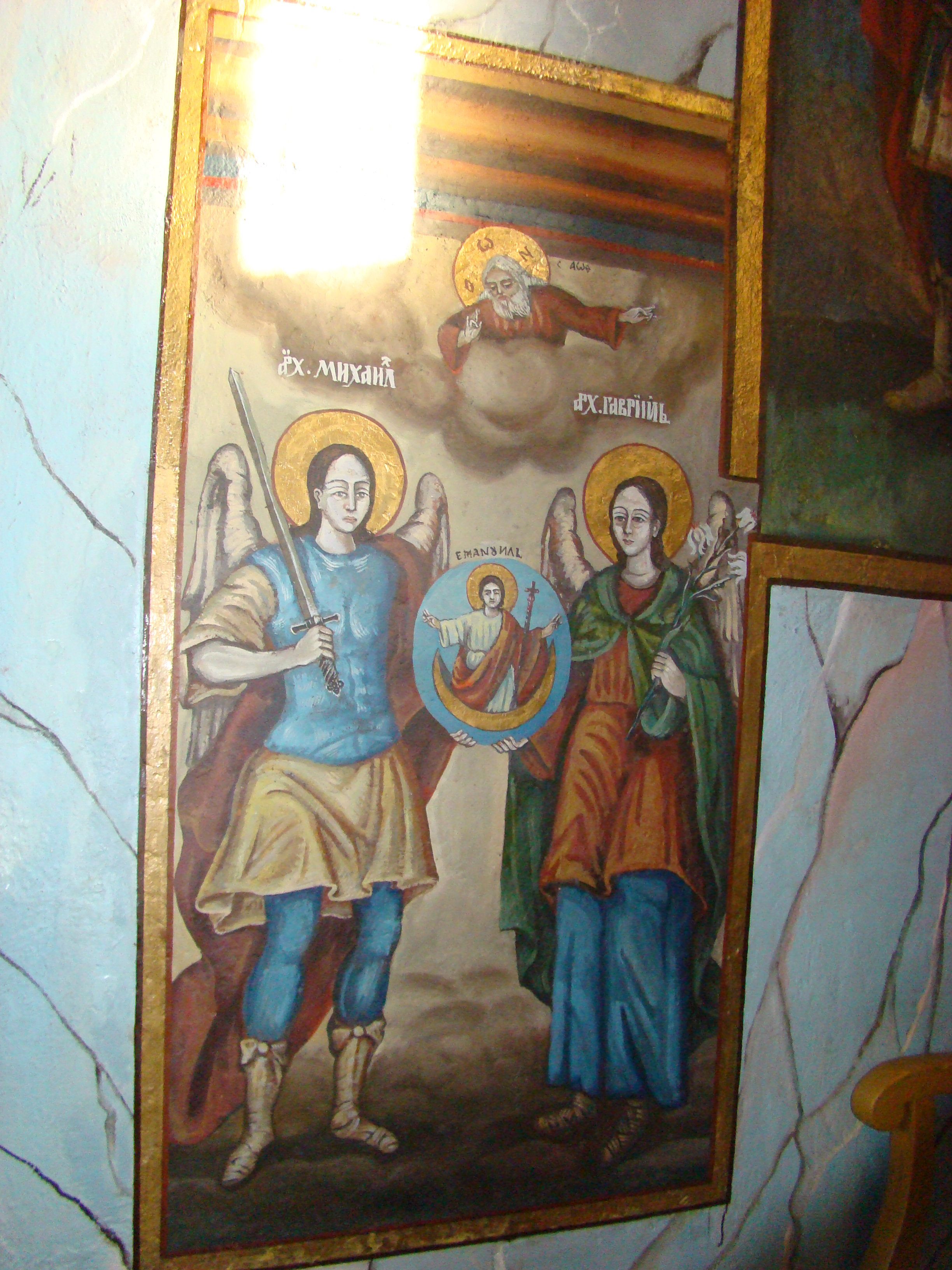
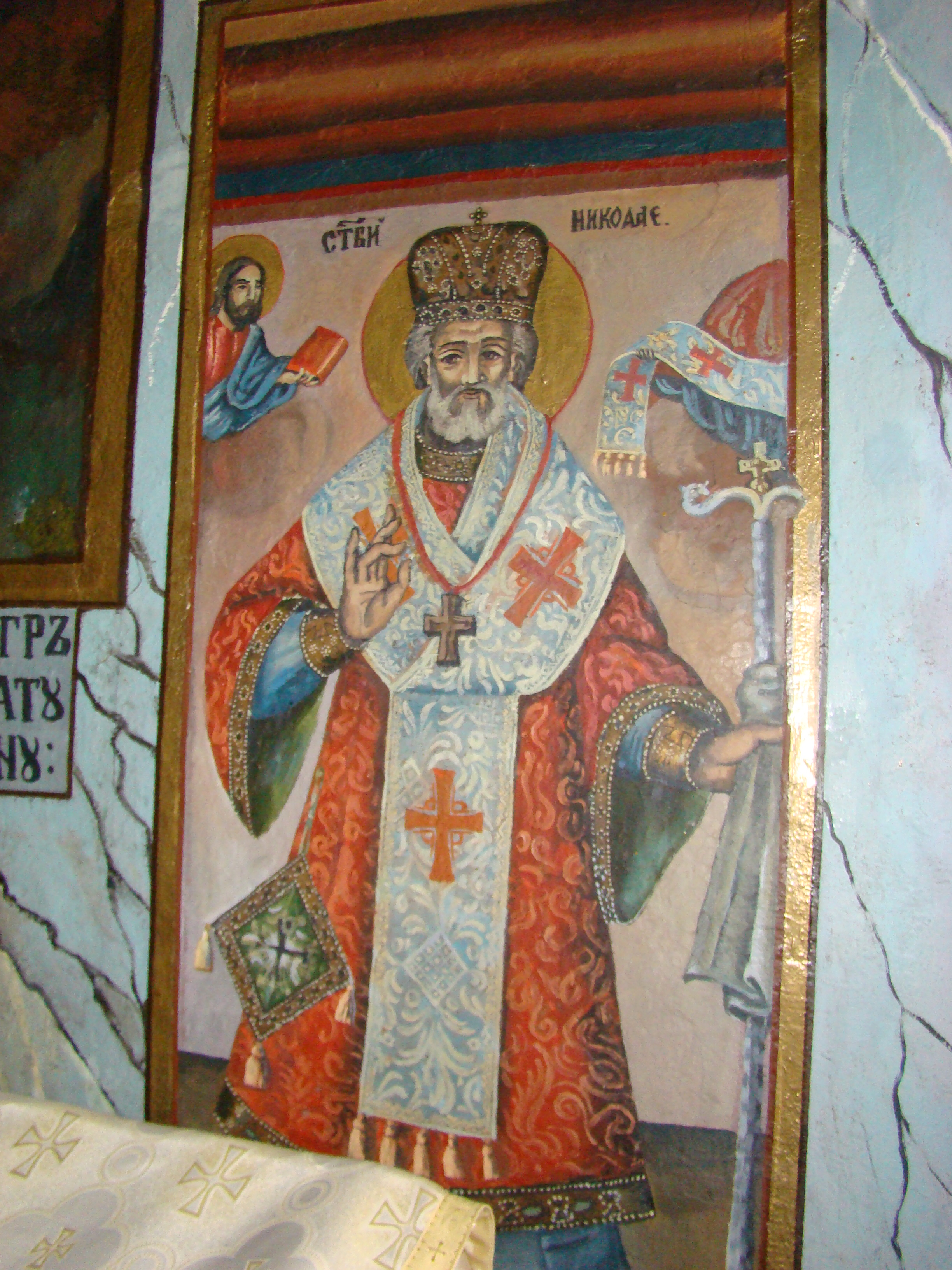
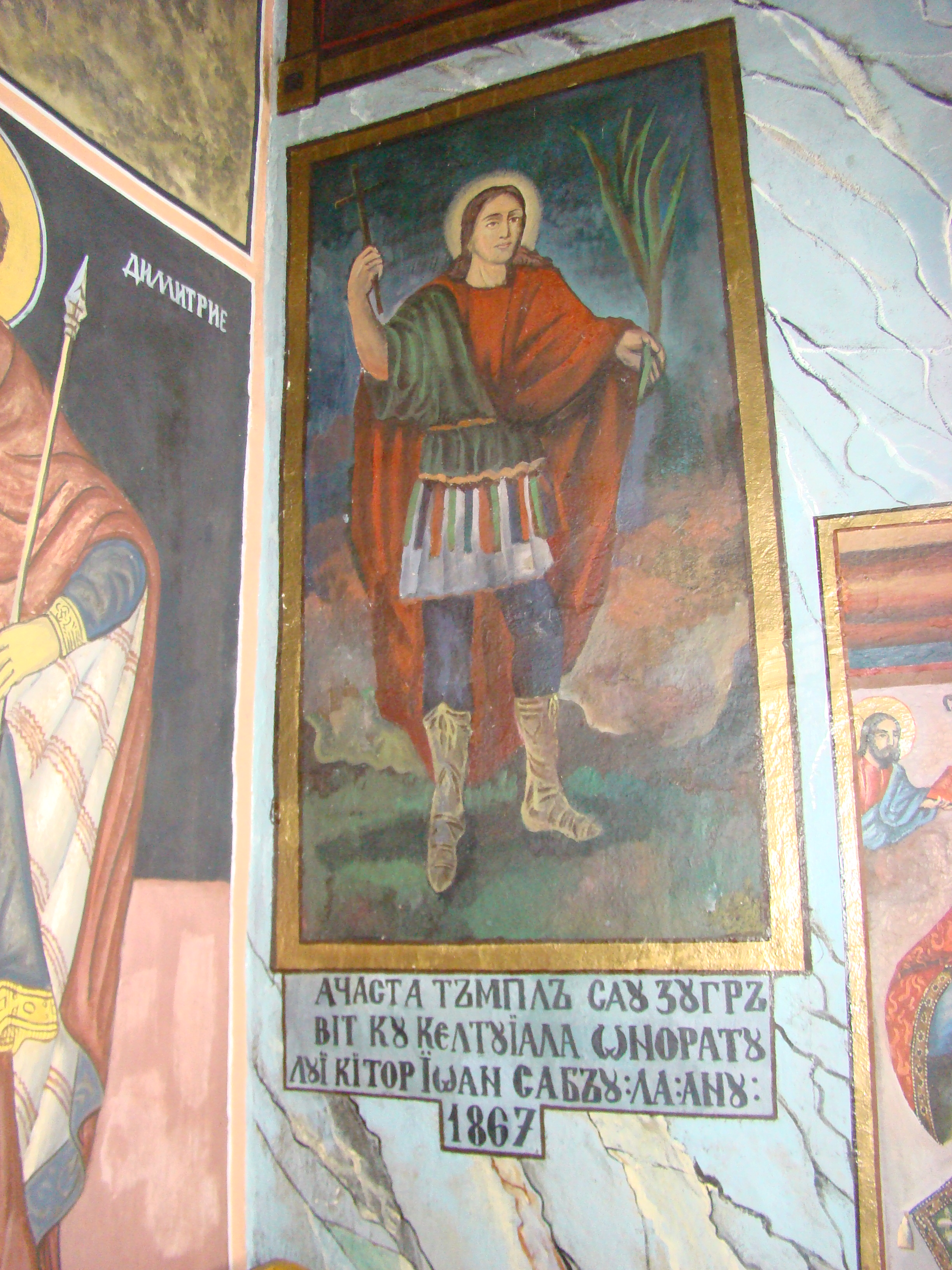
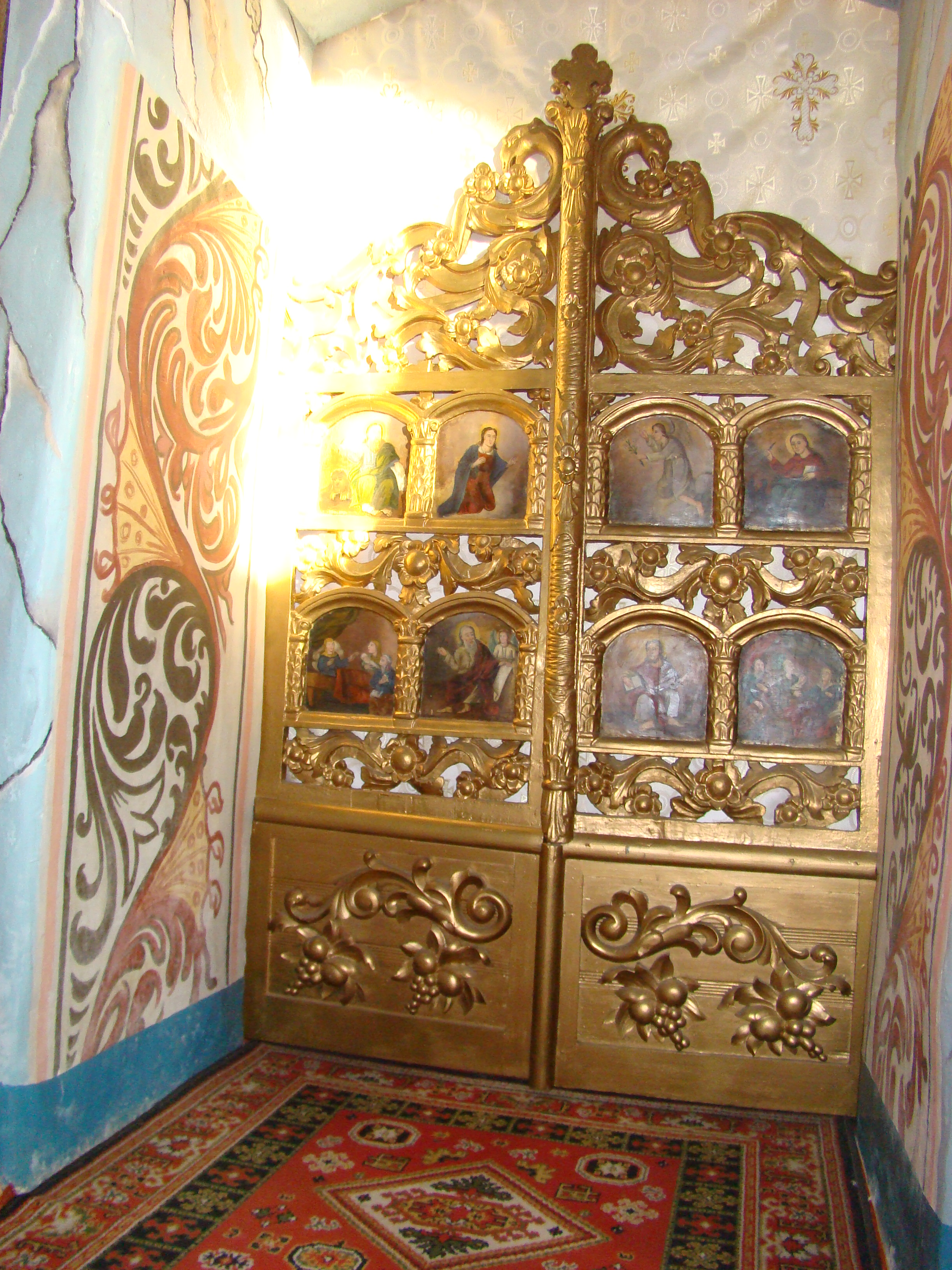
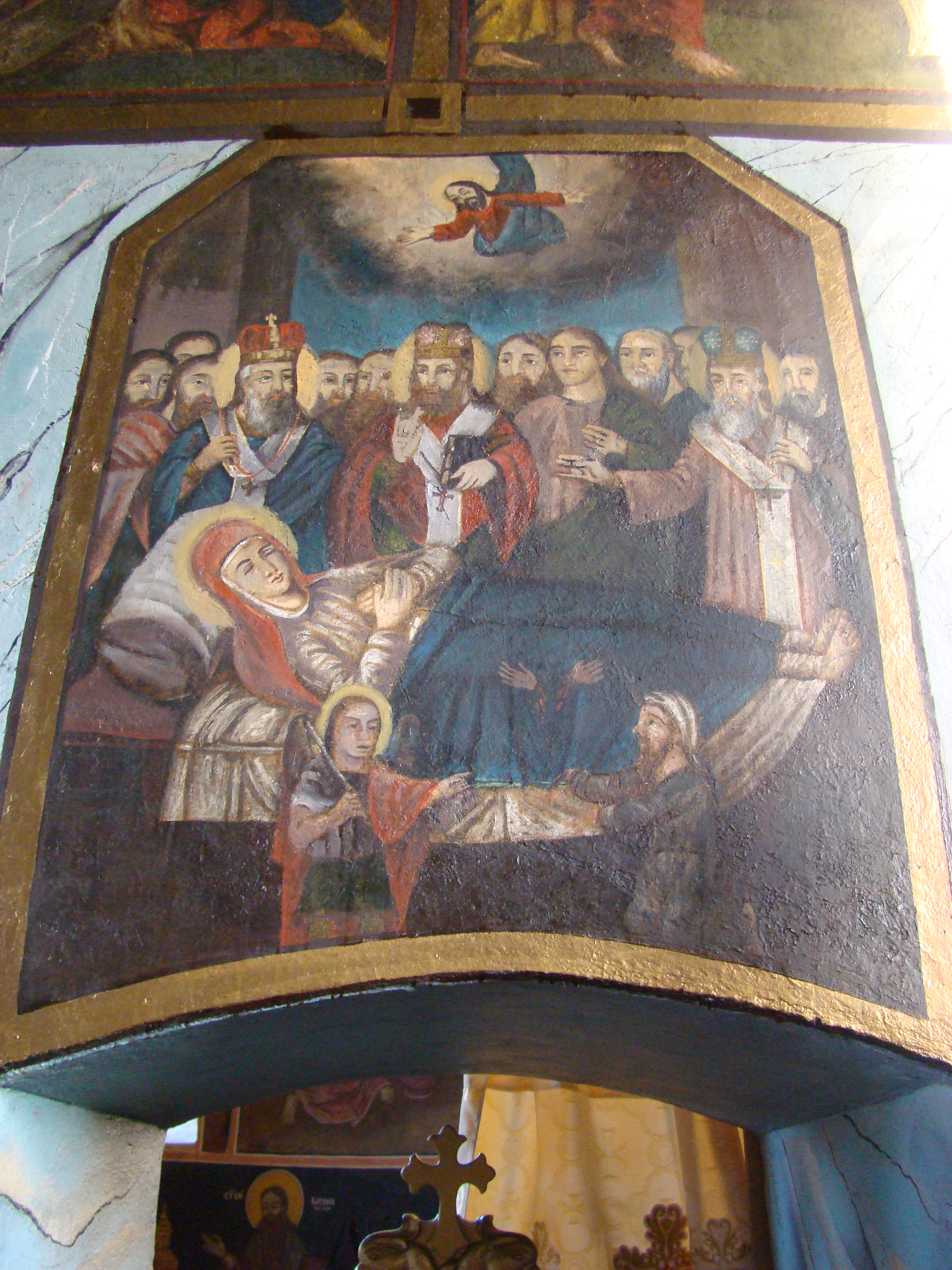
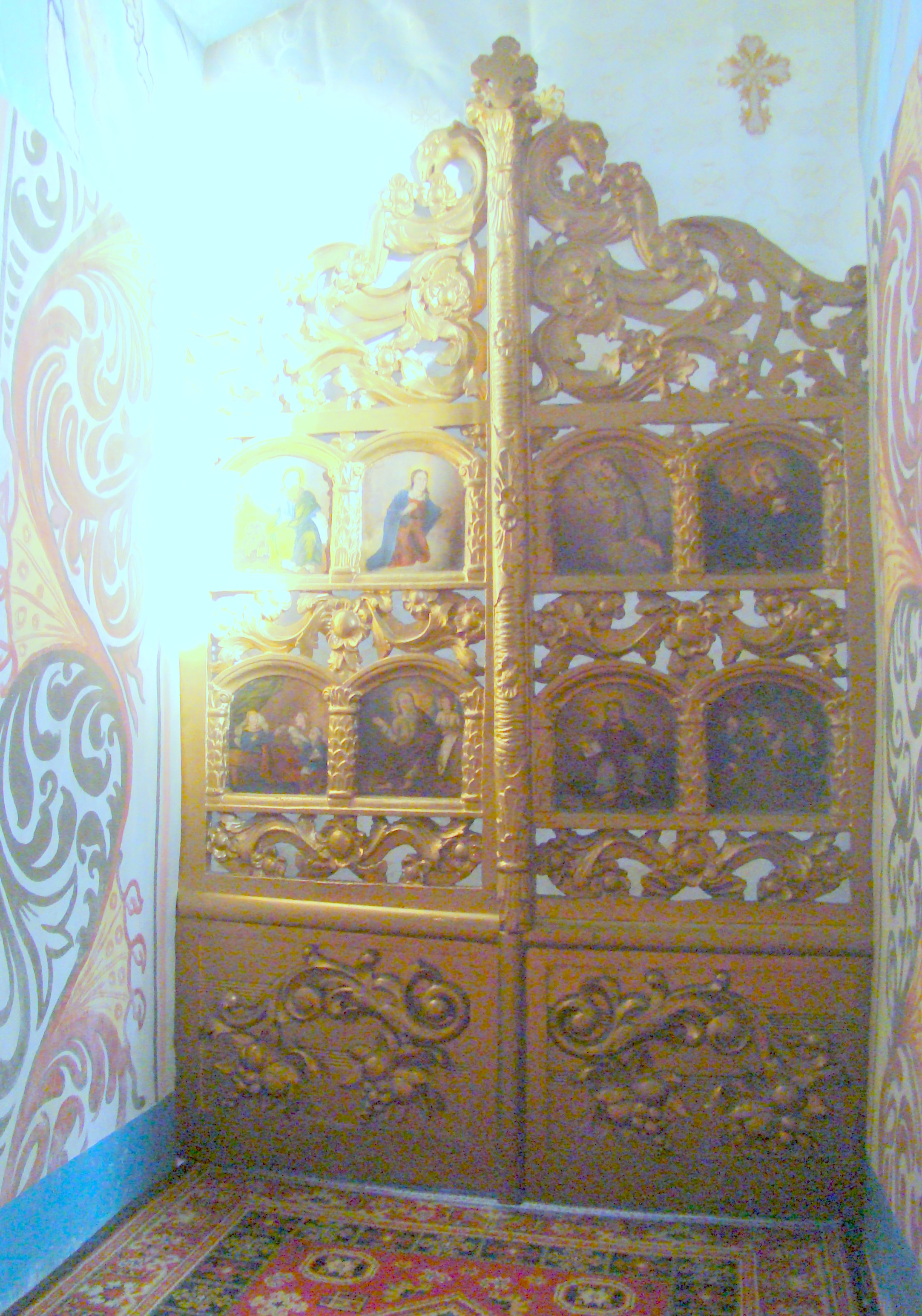
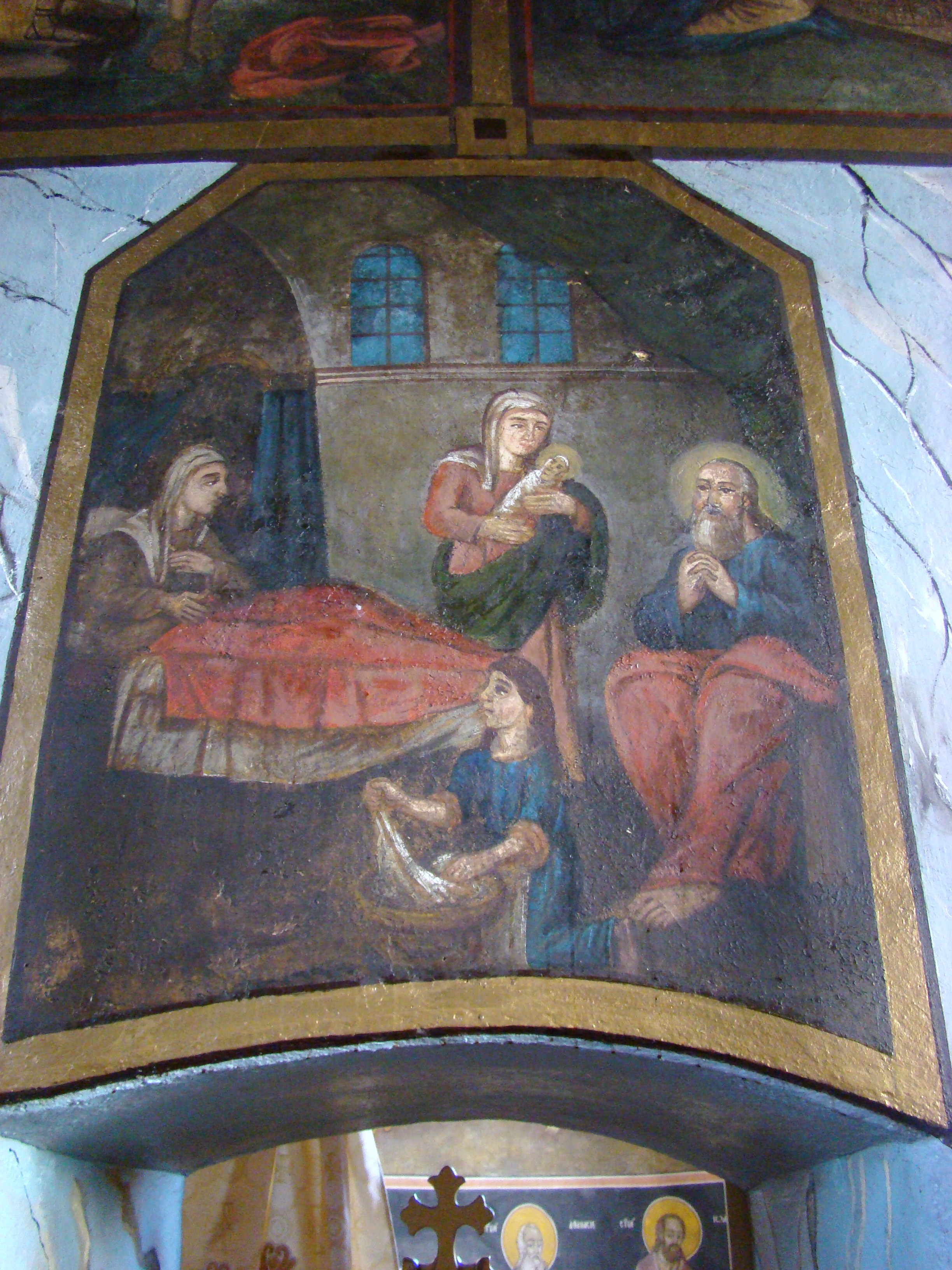

## Imagini din muzeul parohial

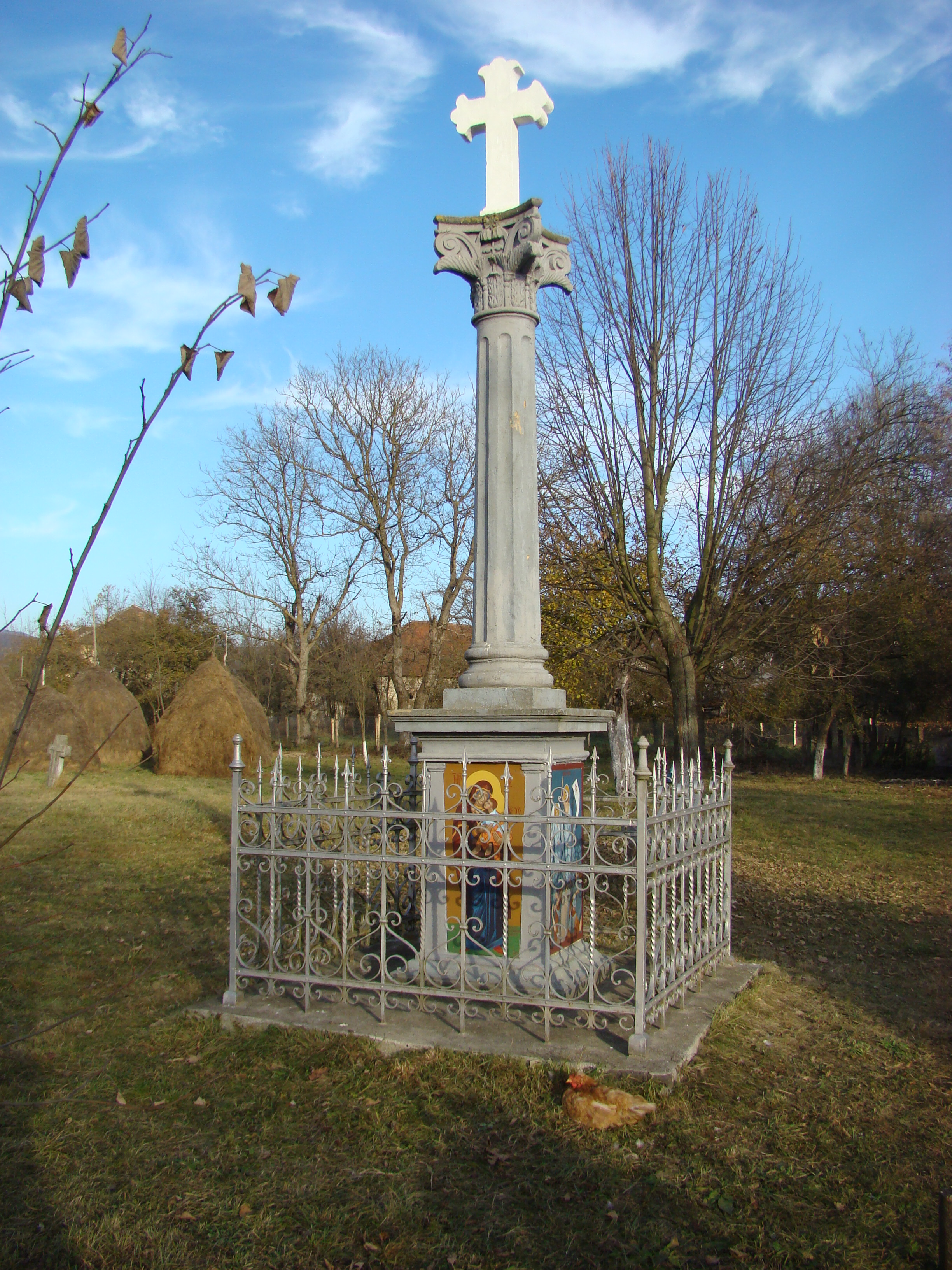
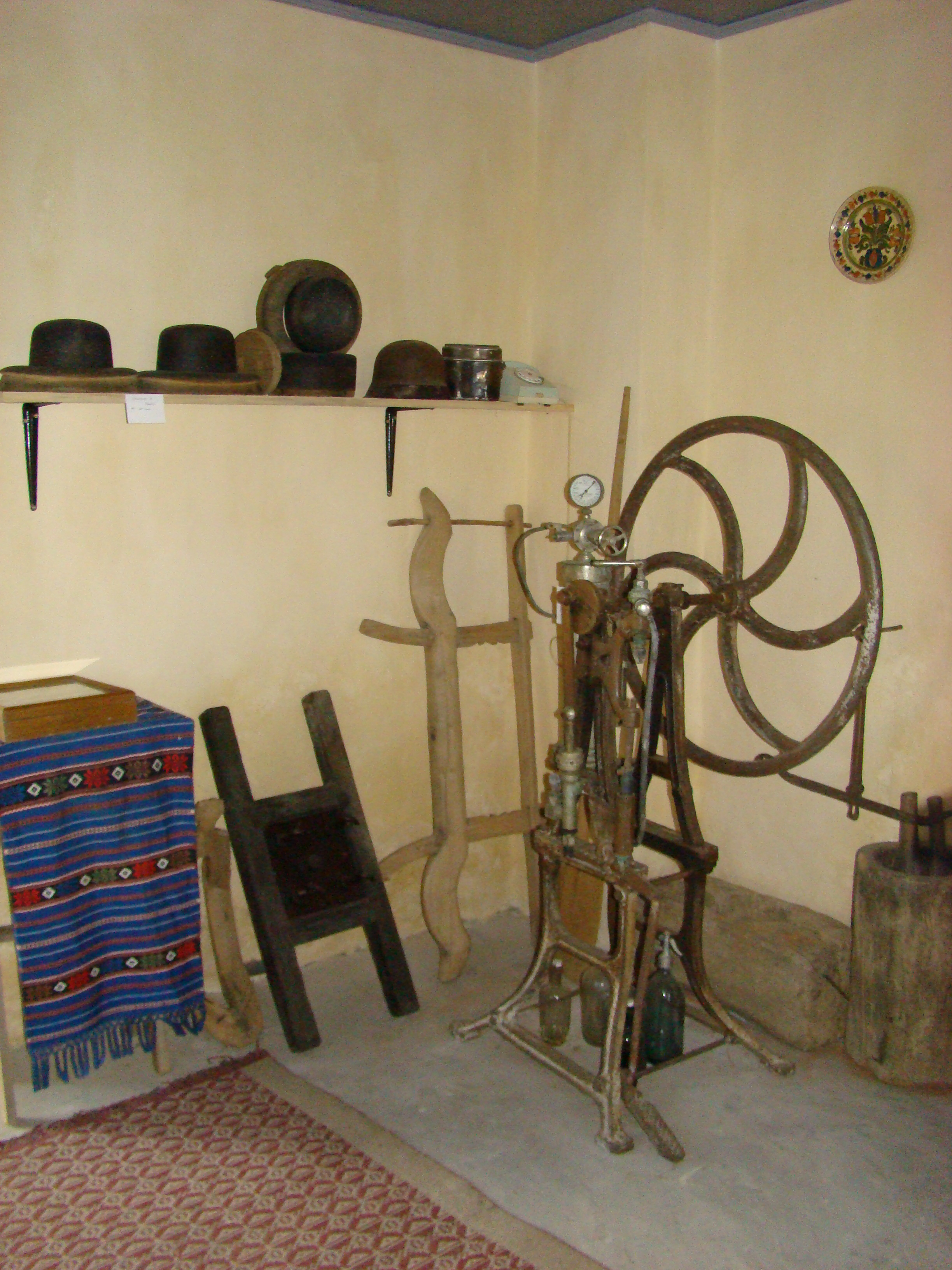
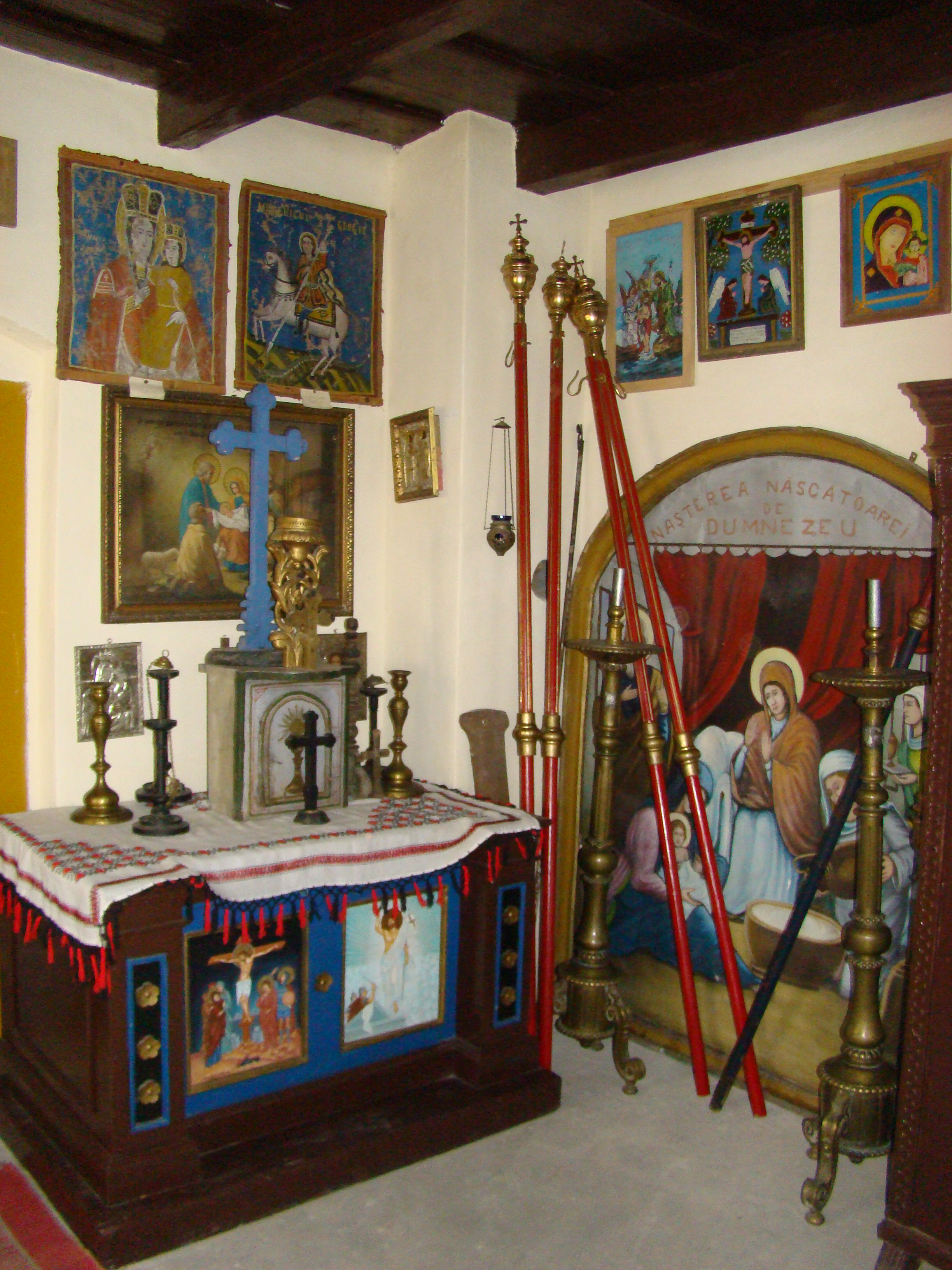
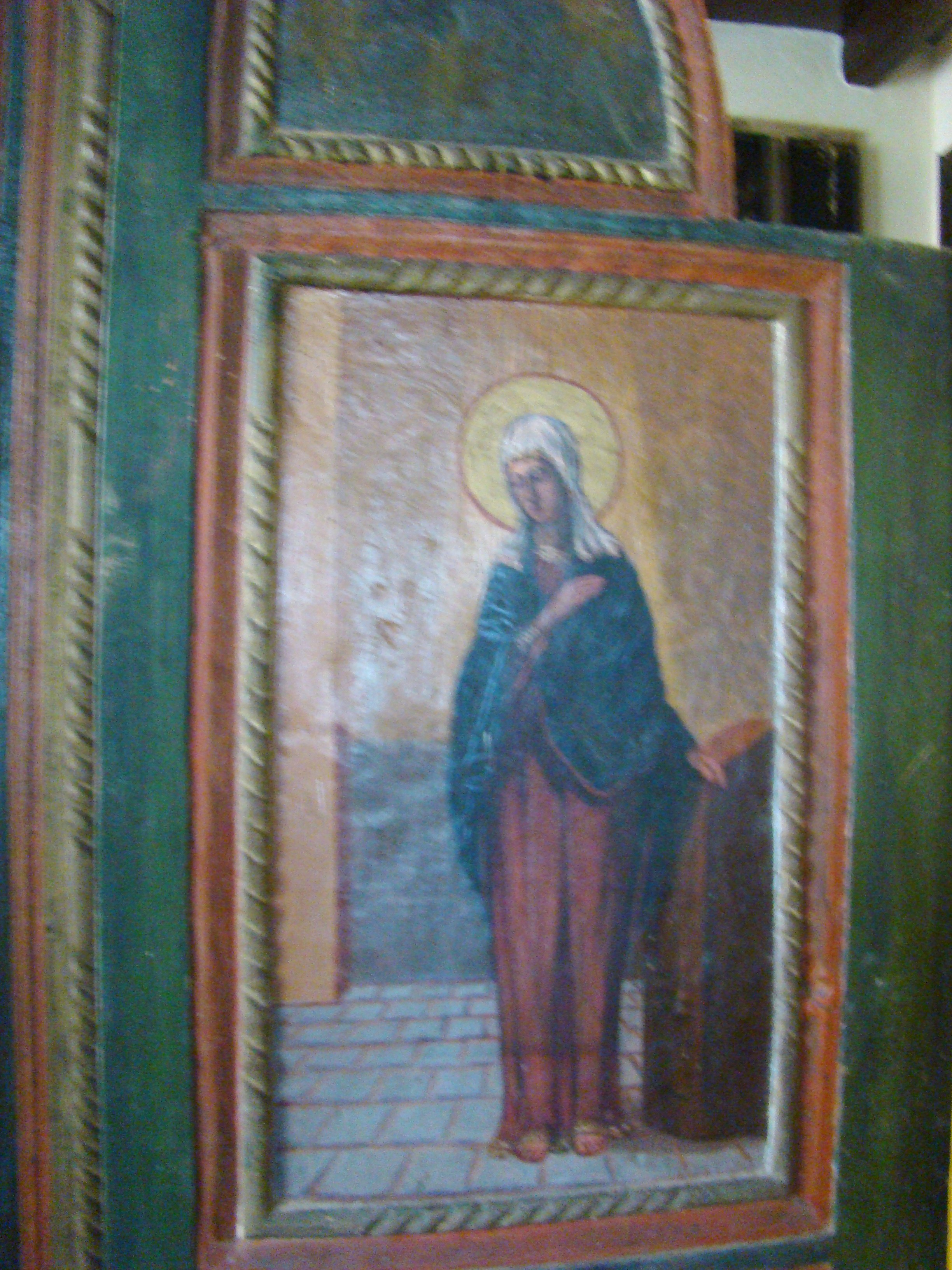
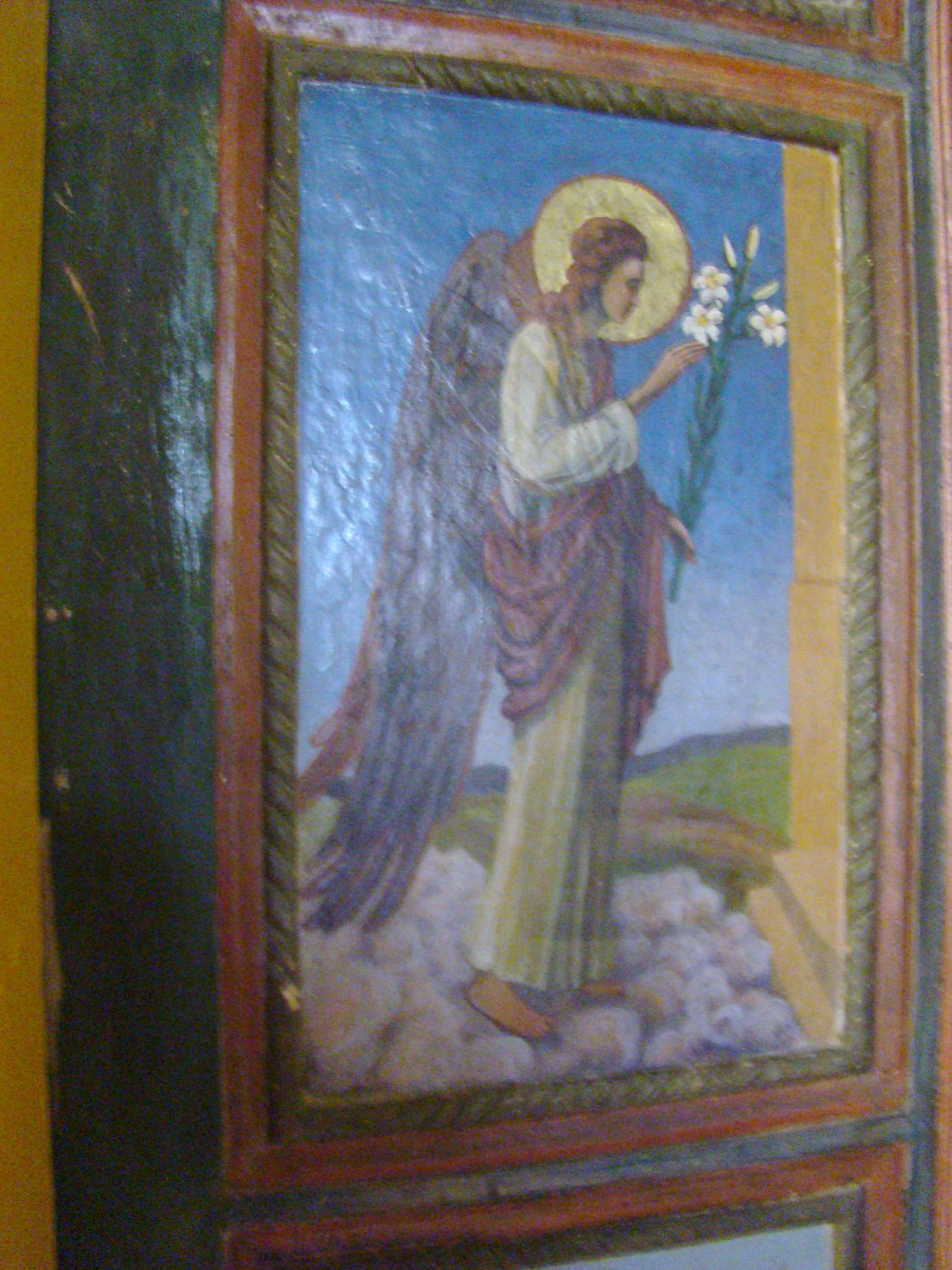
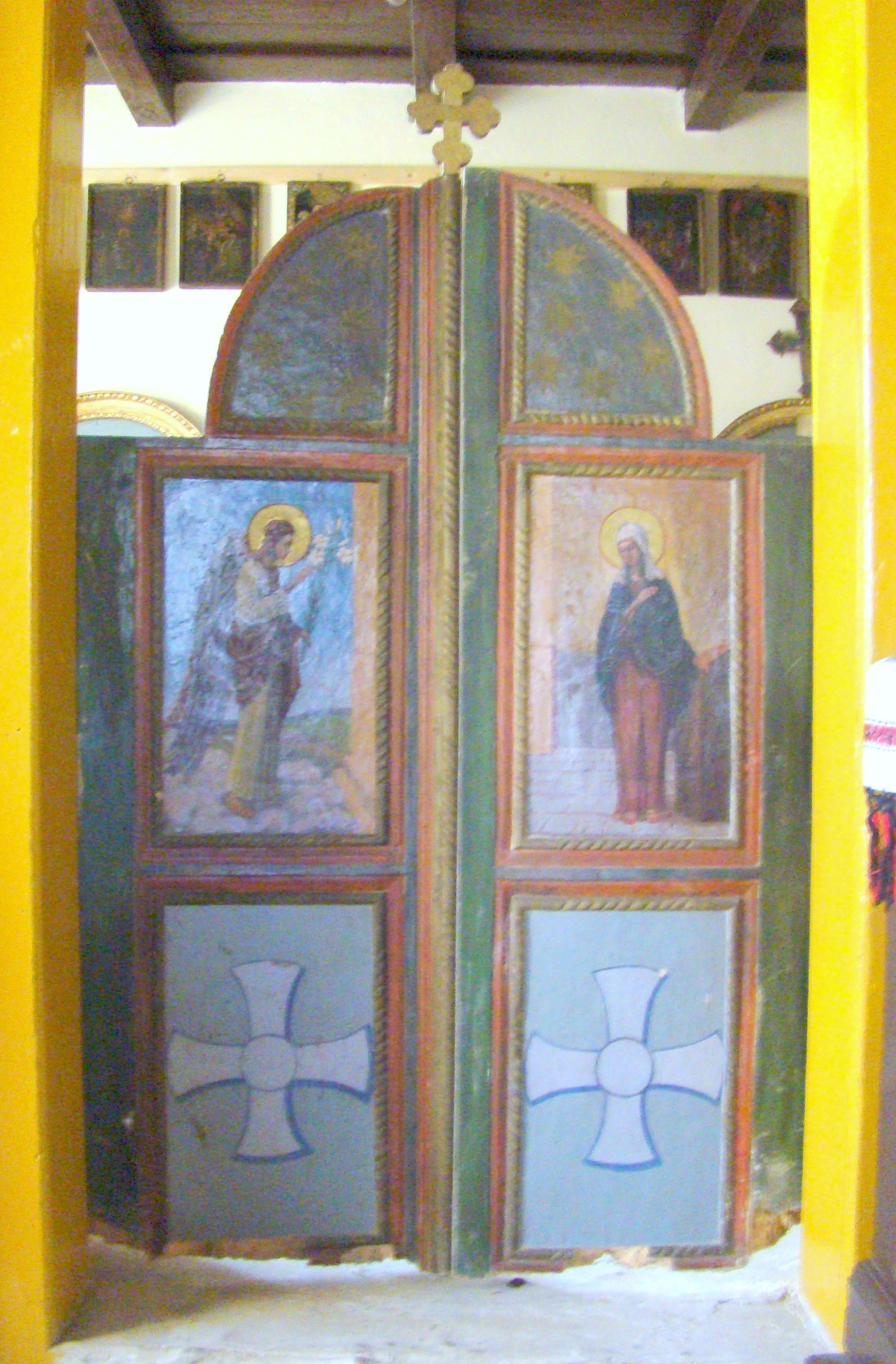
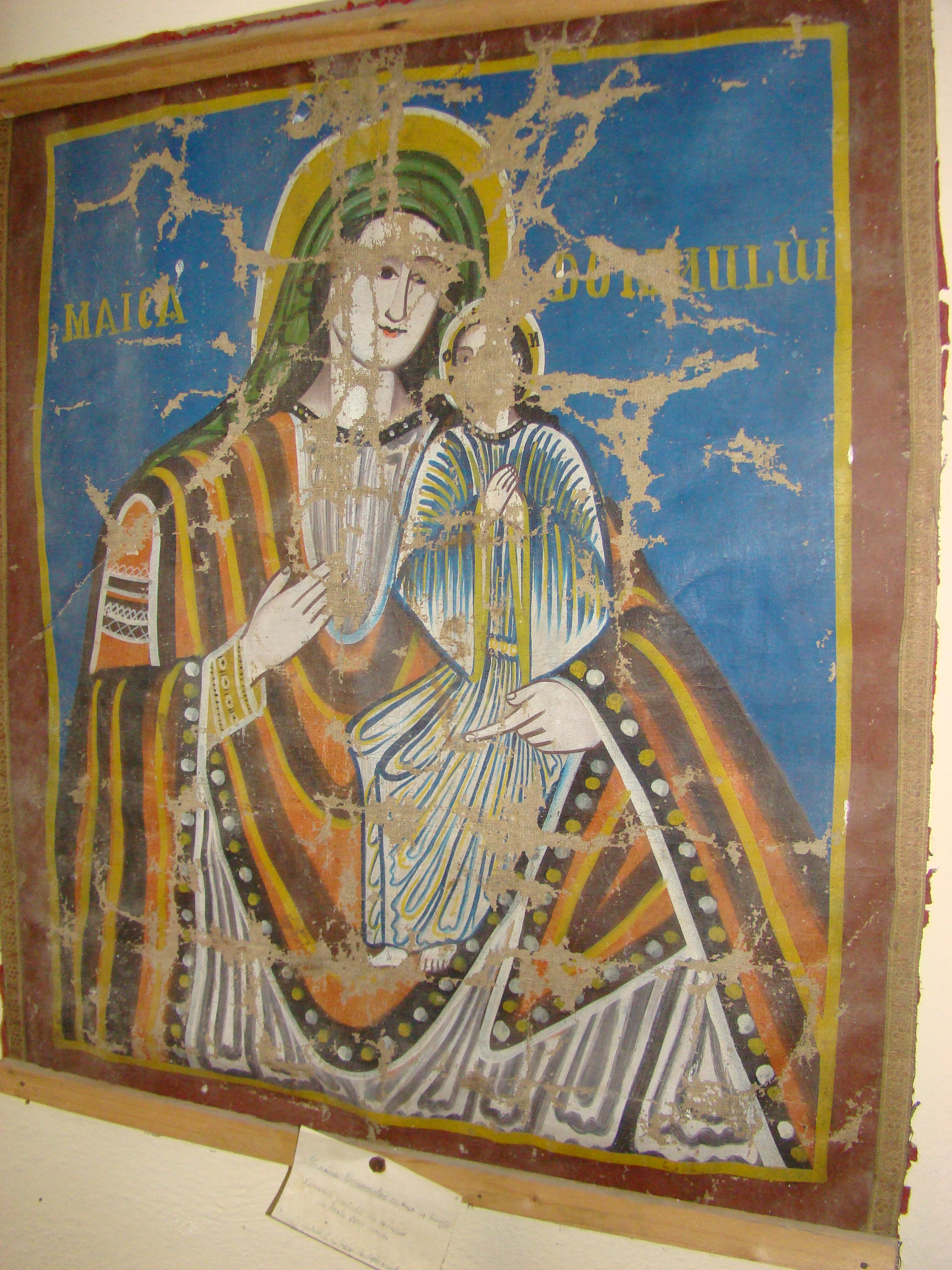
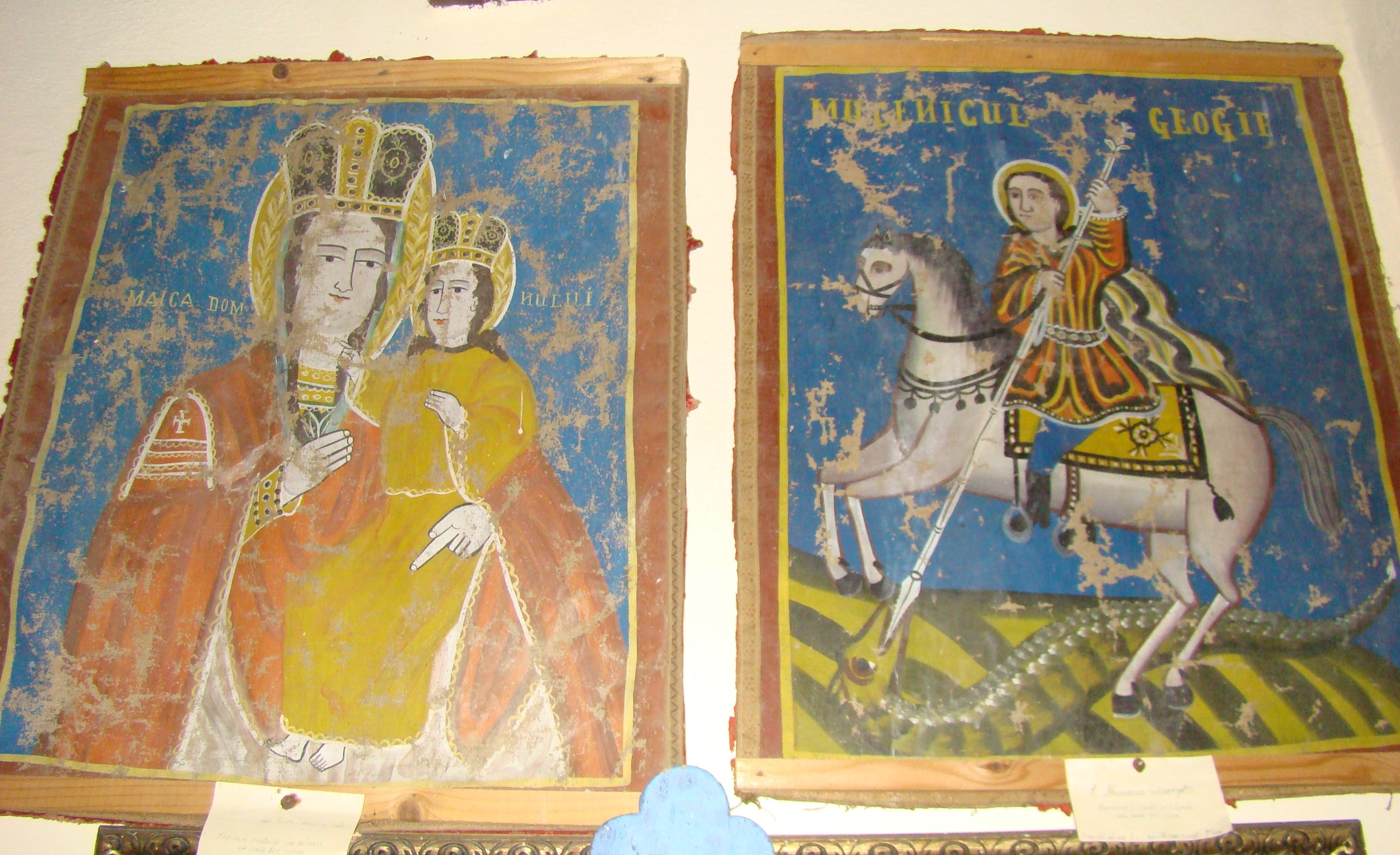
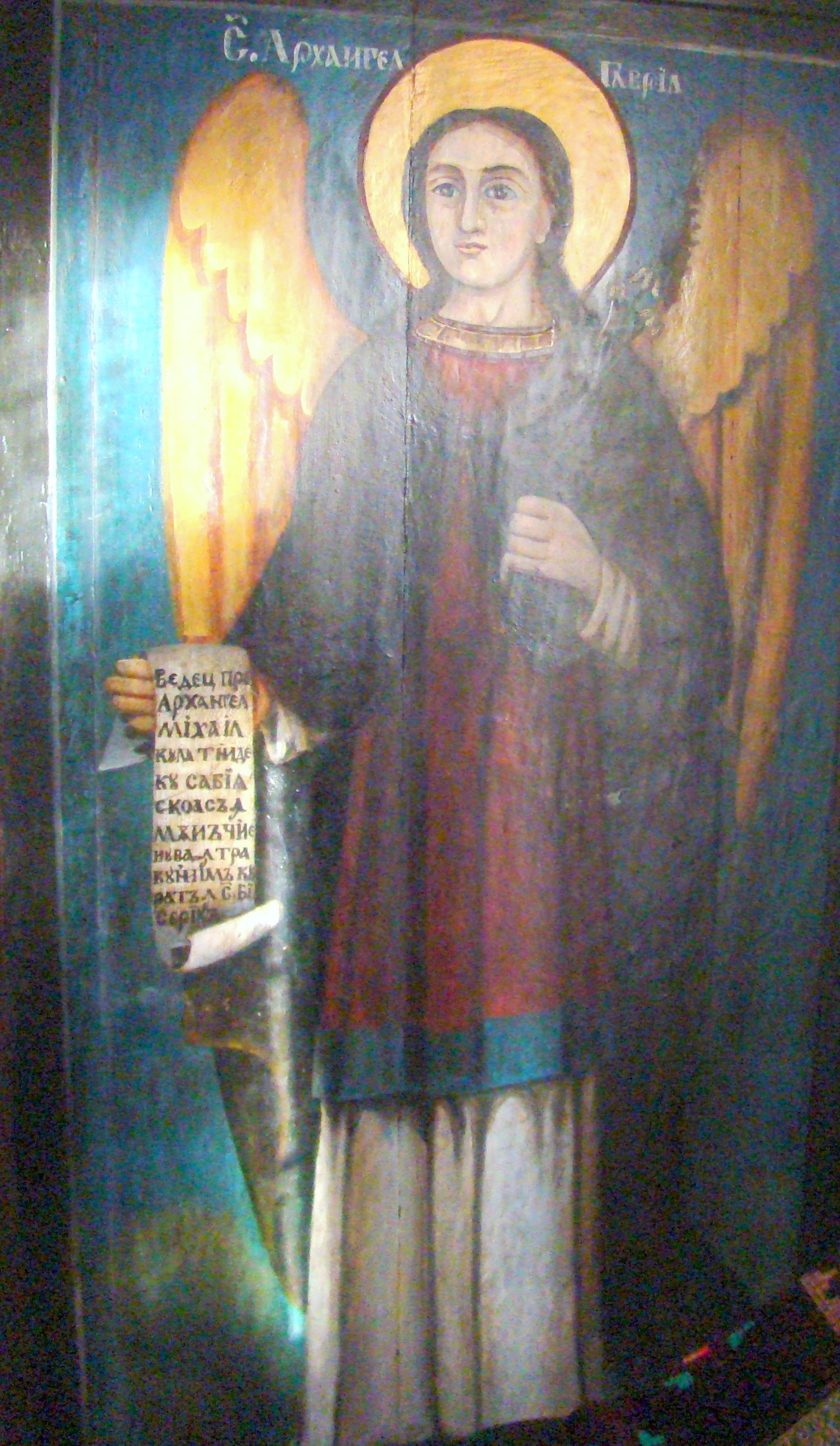
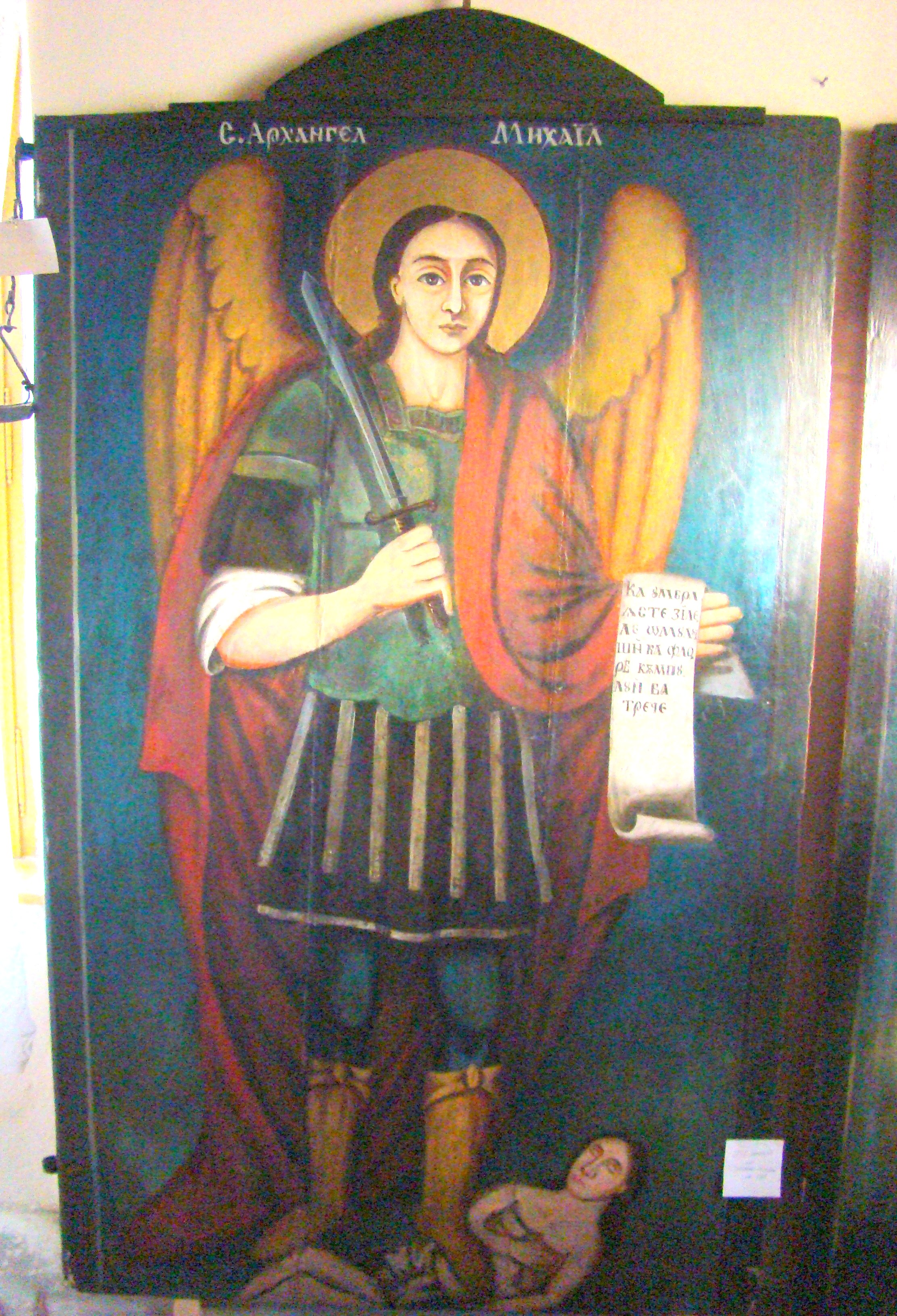
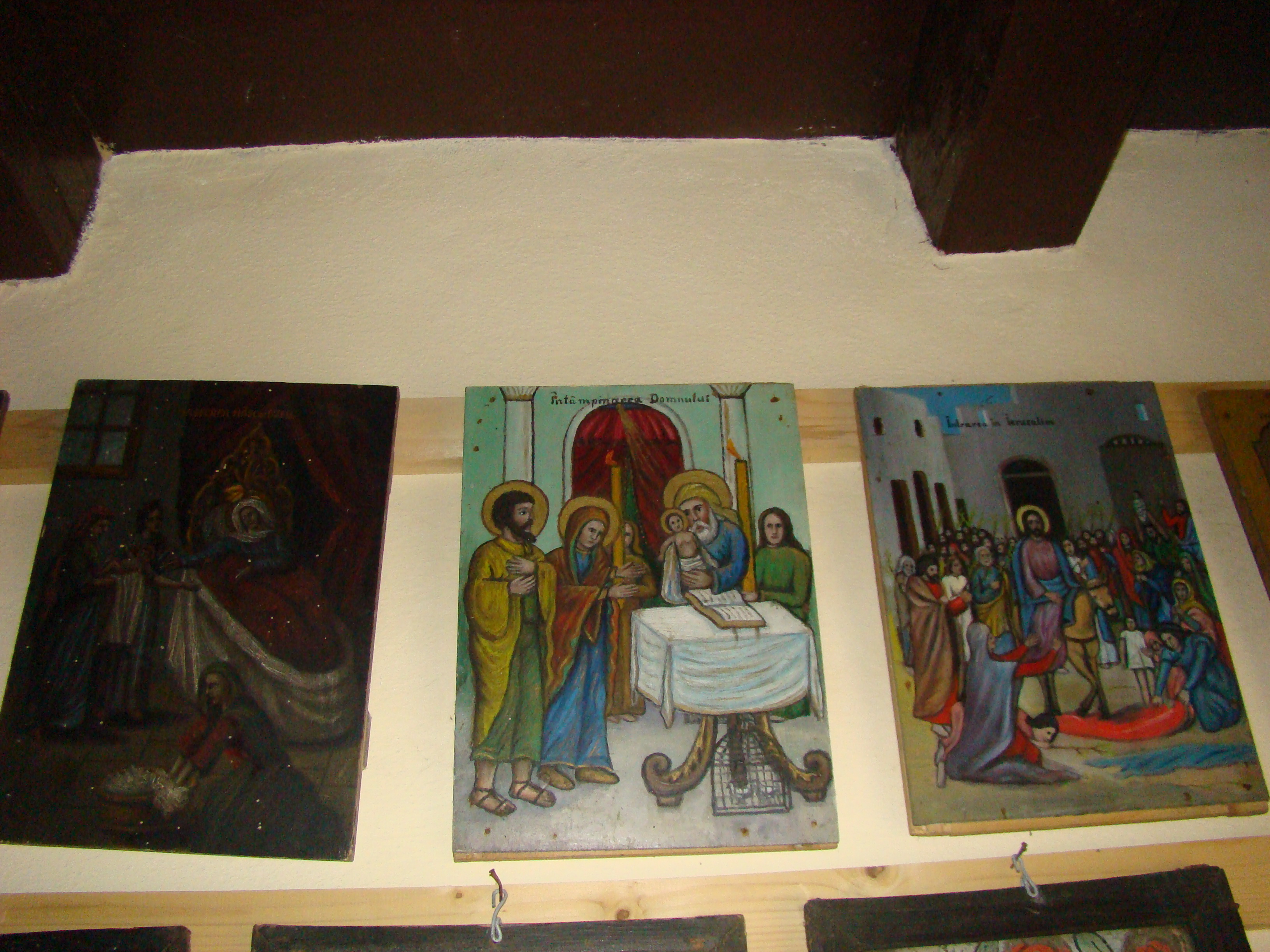
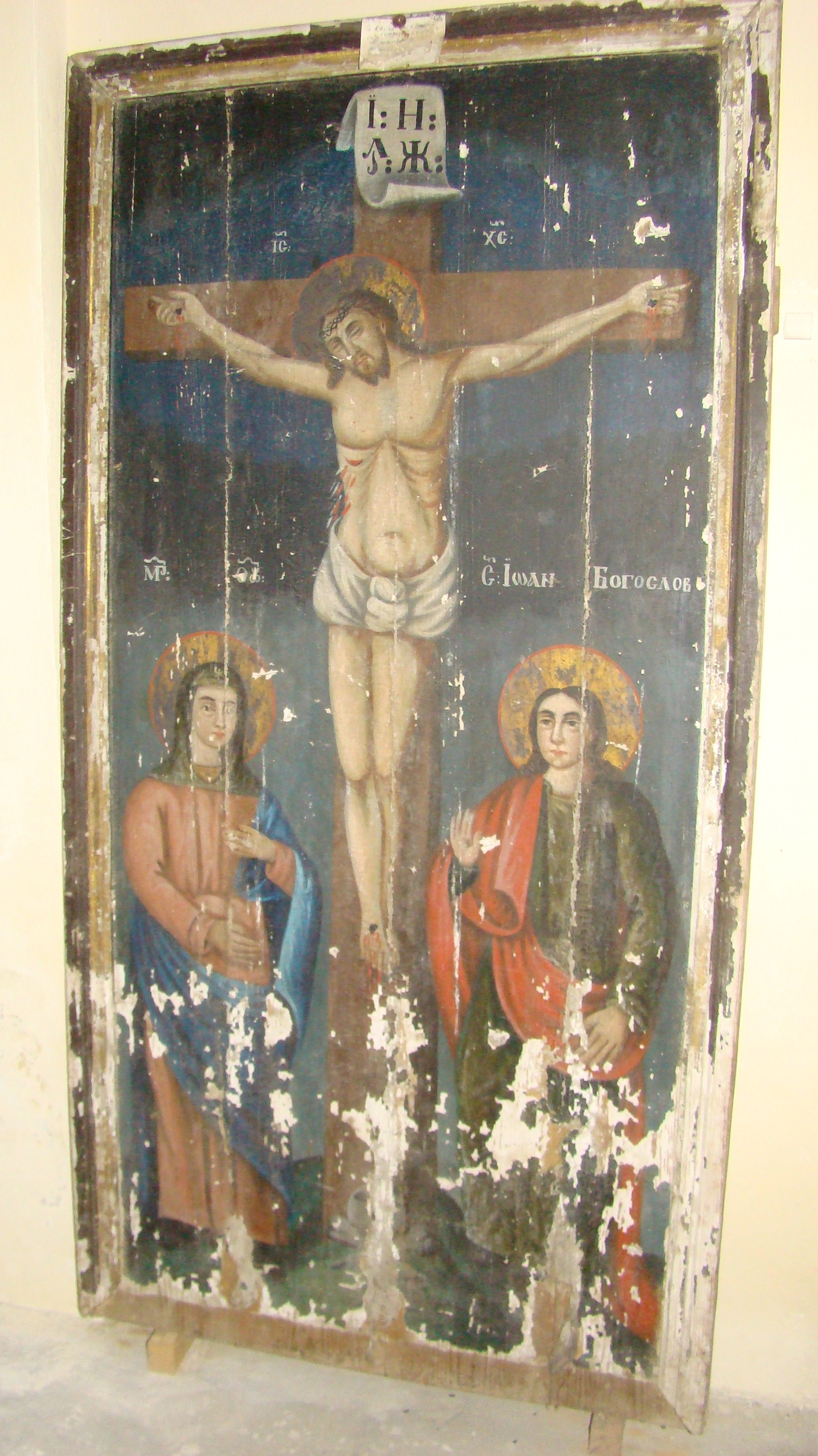
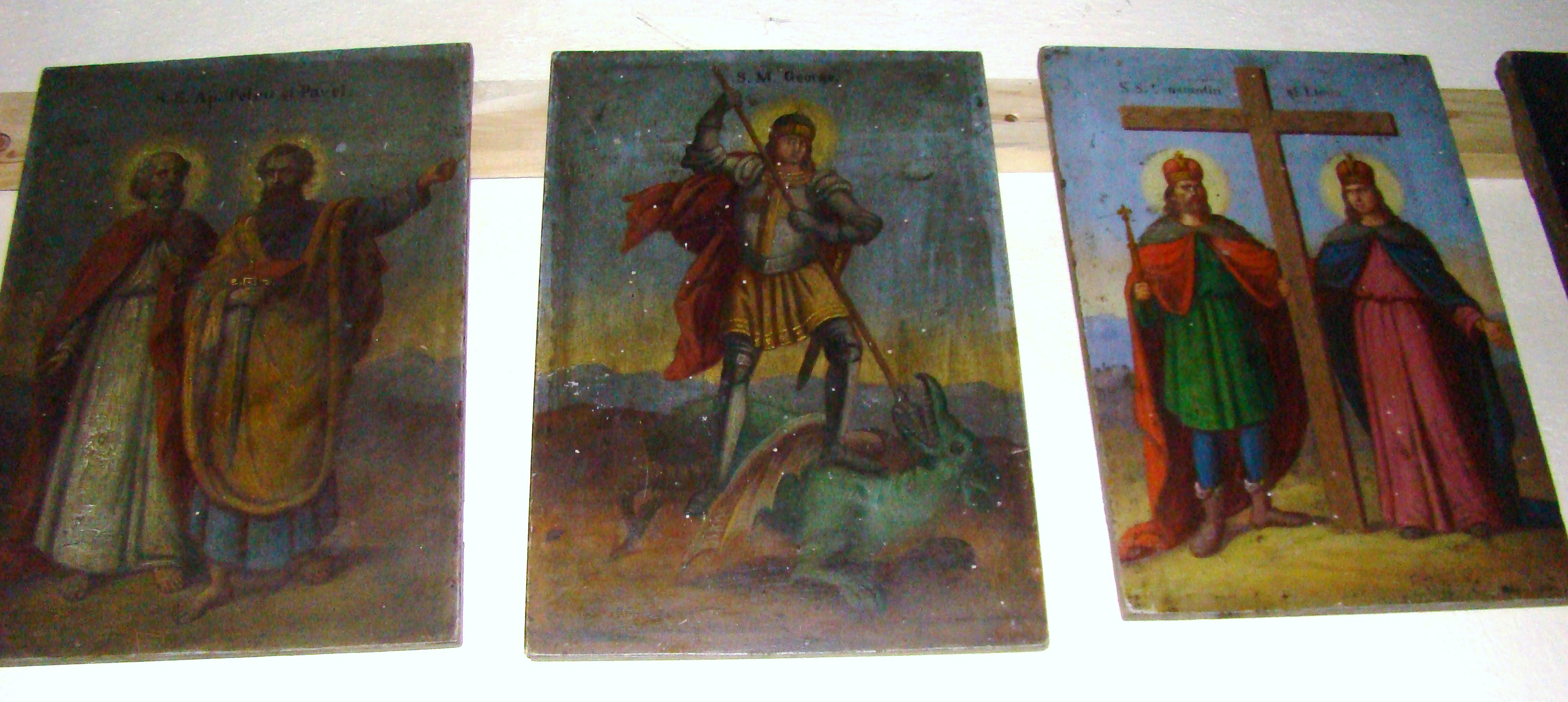
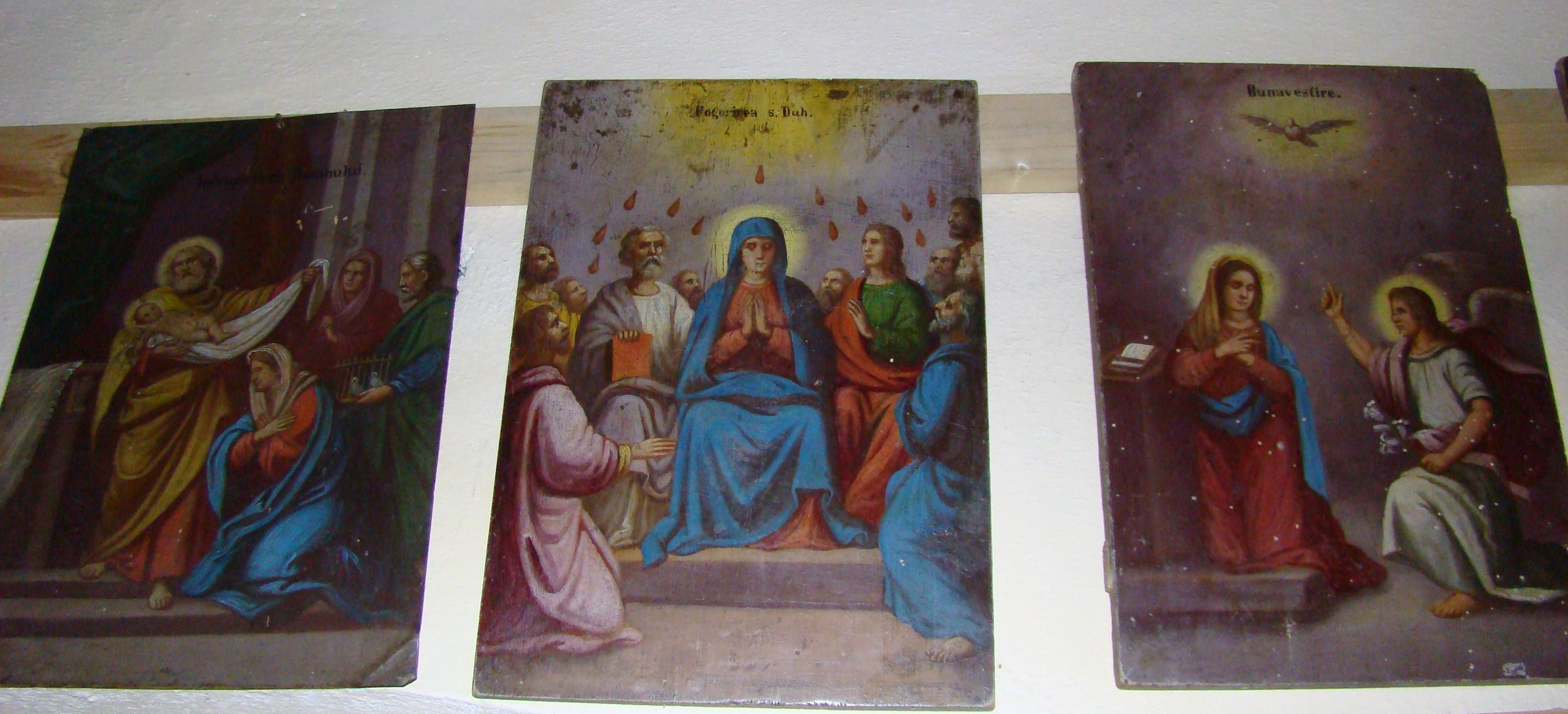
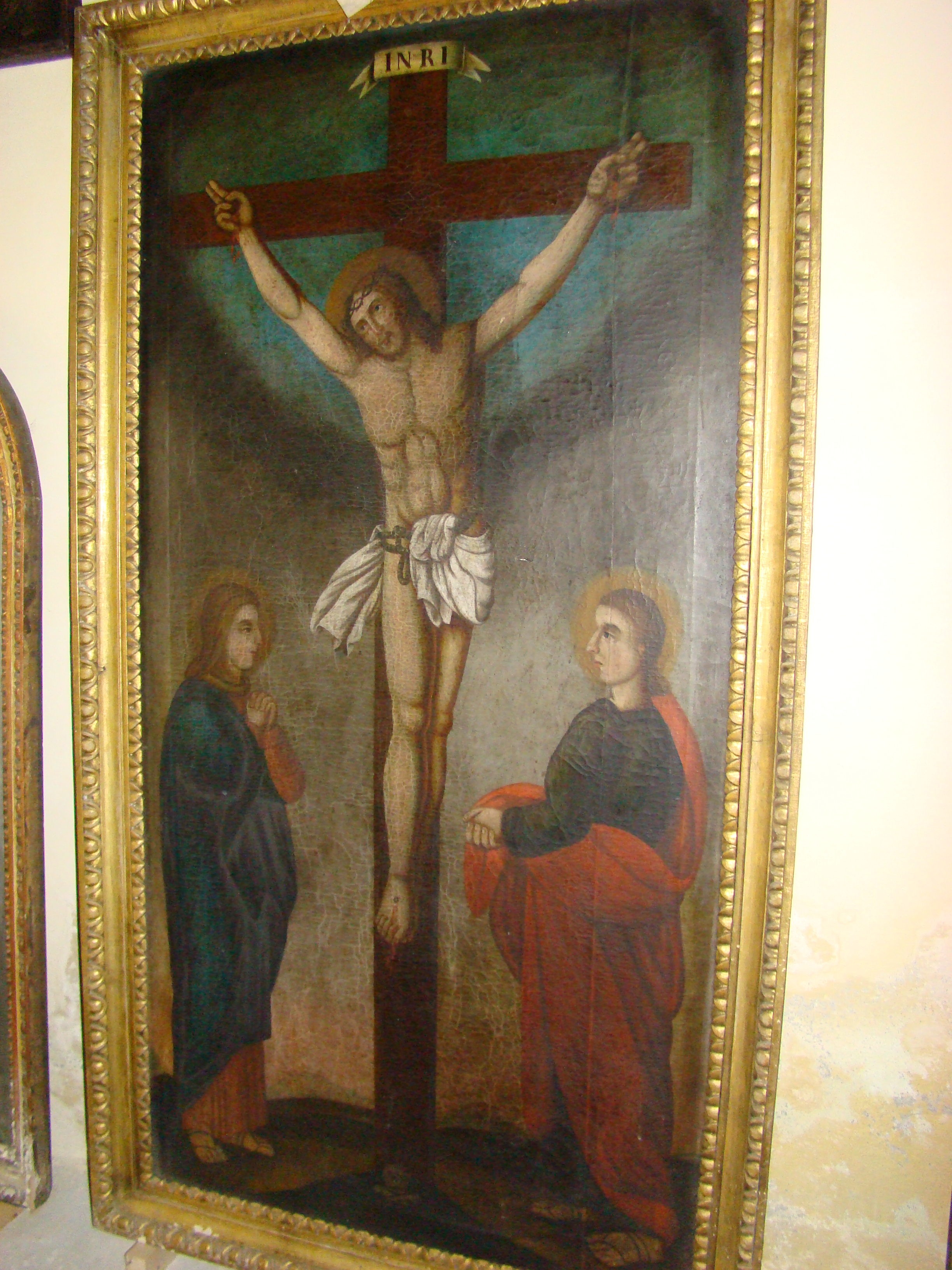
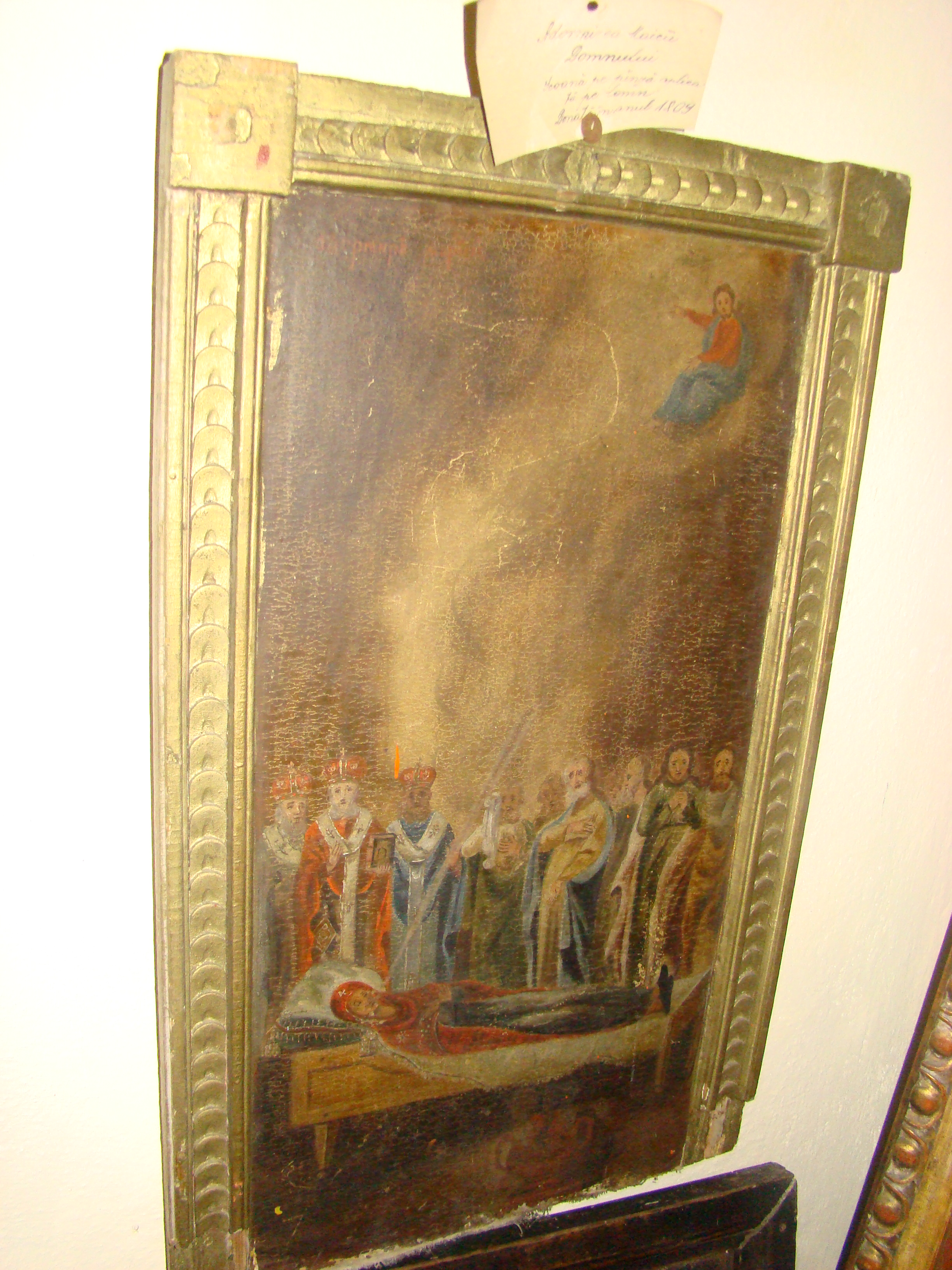
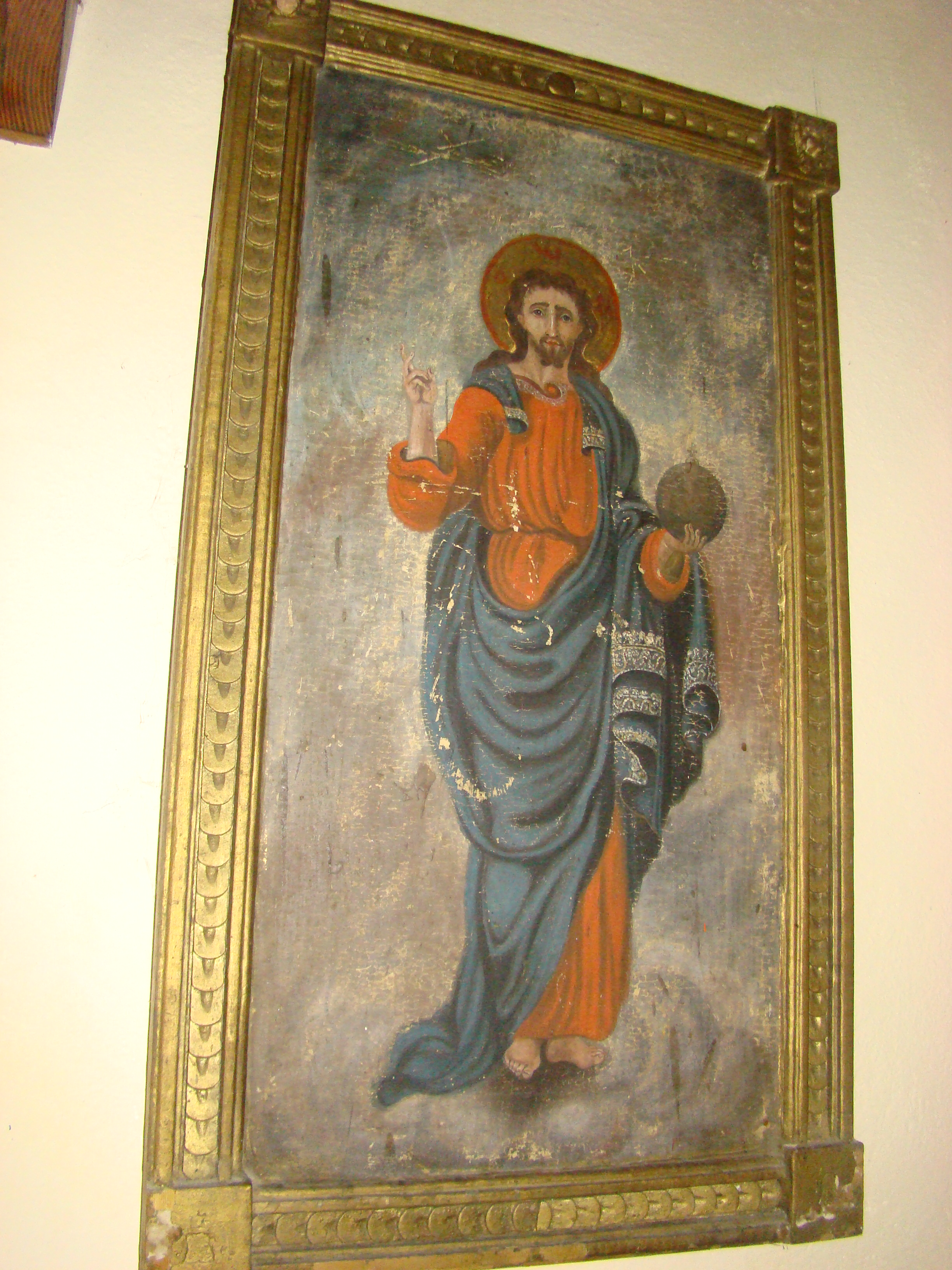
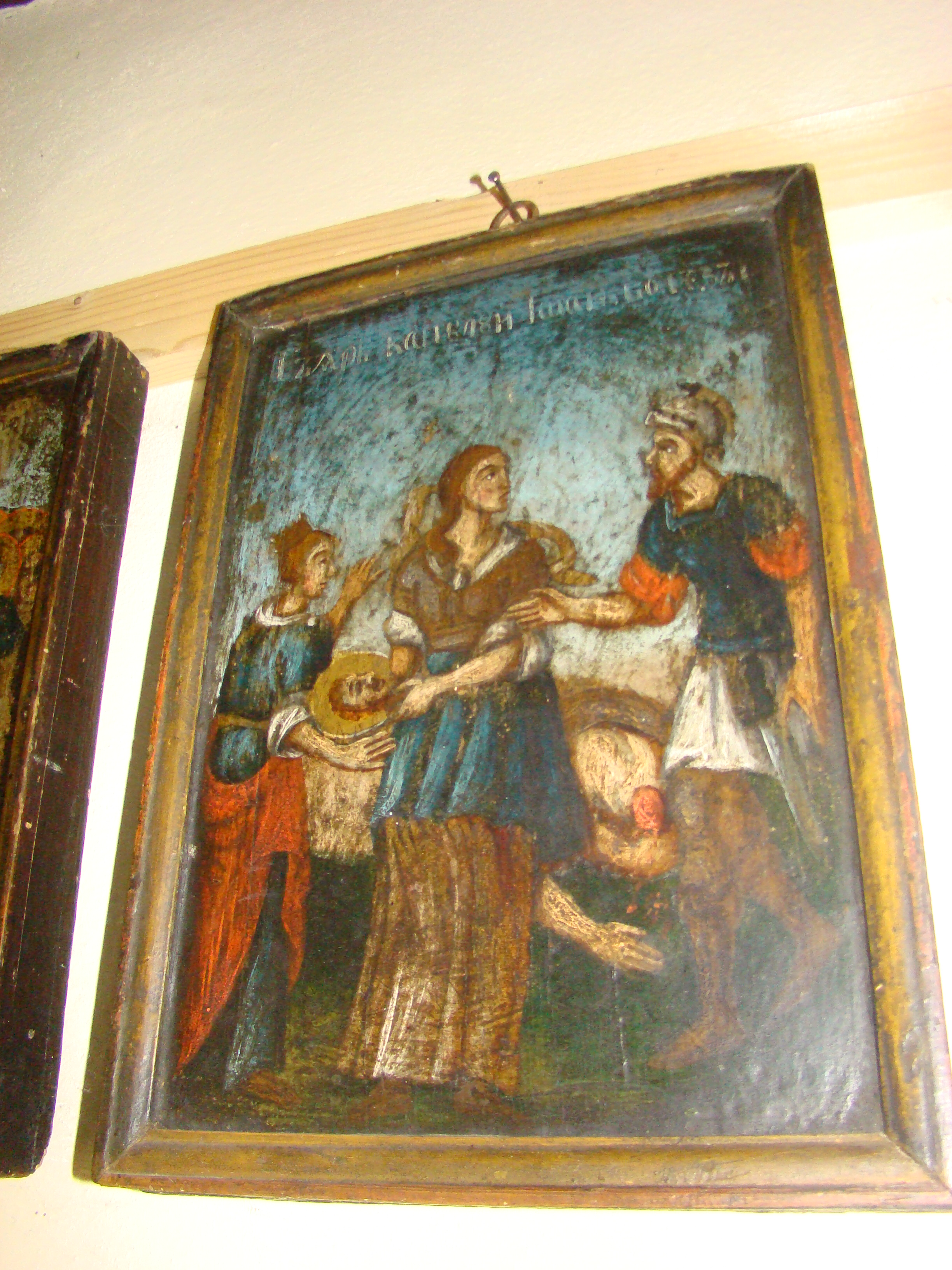
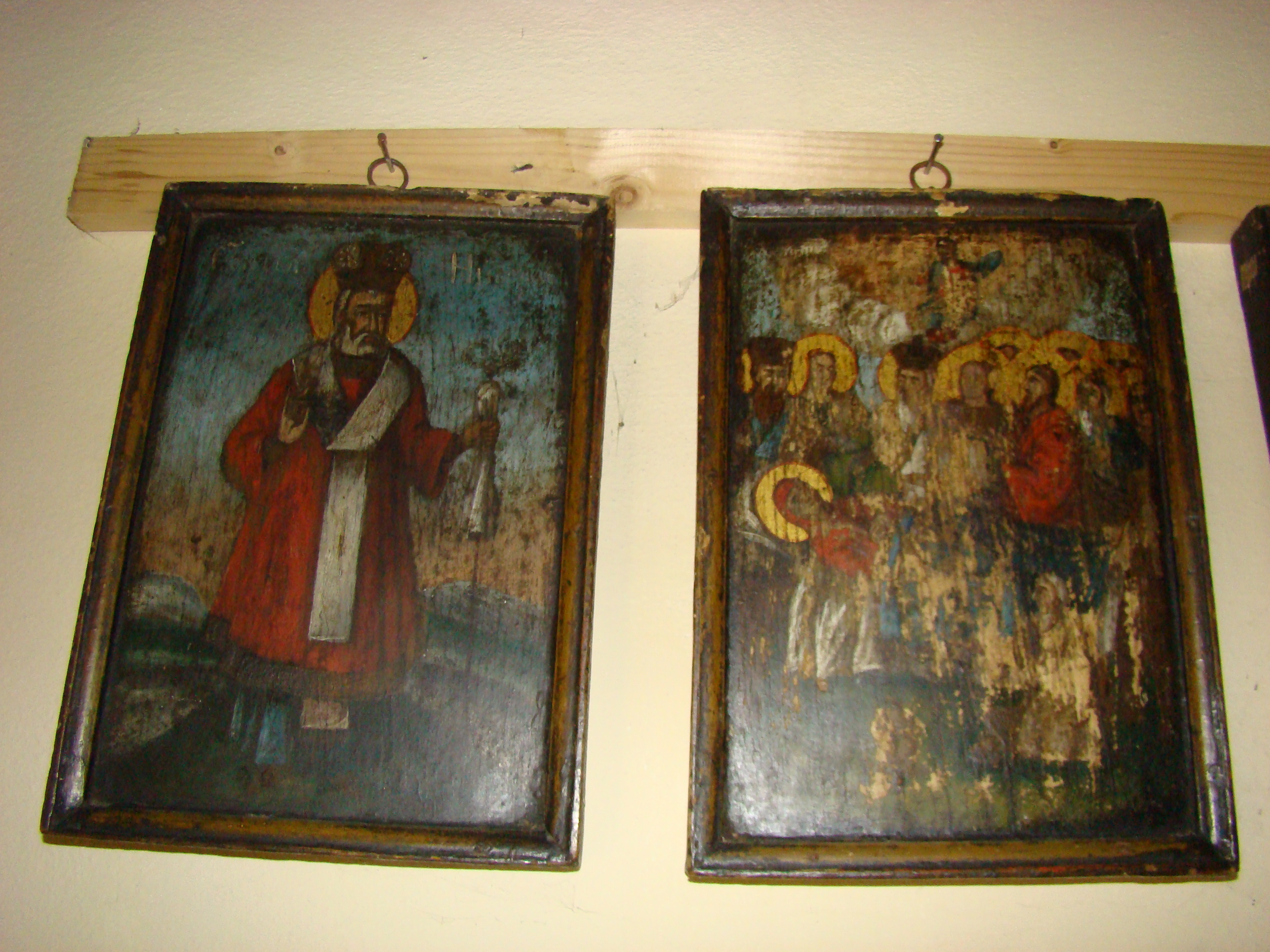
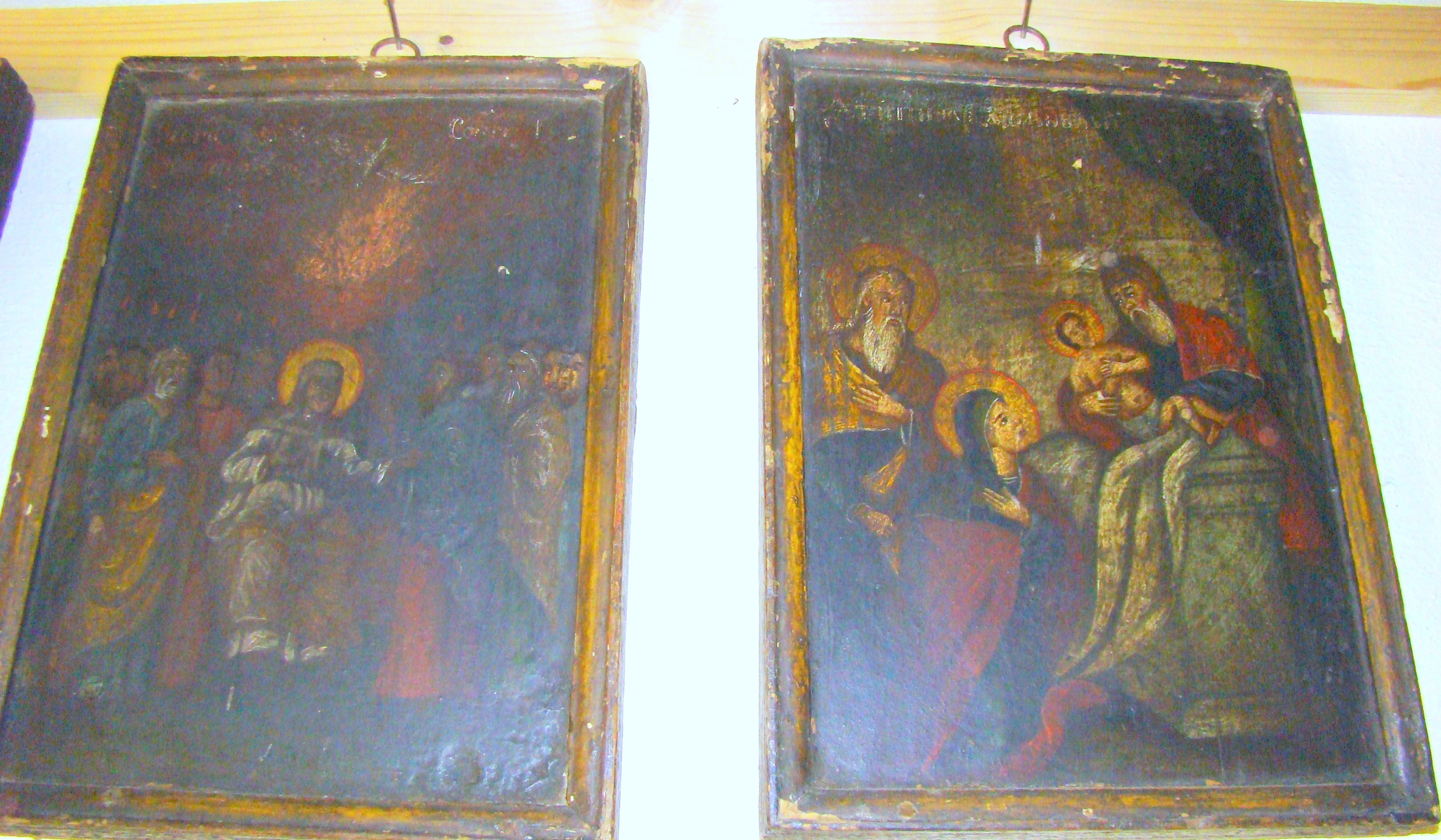
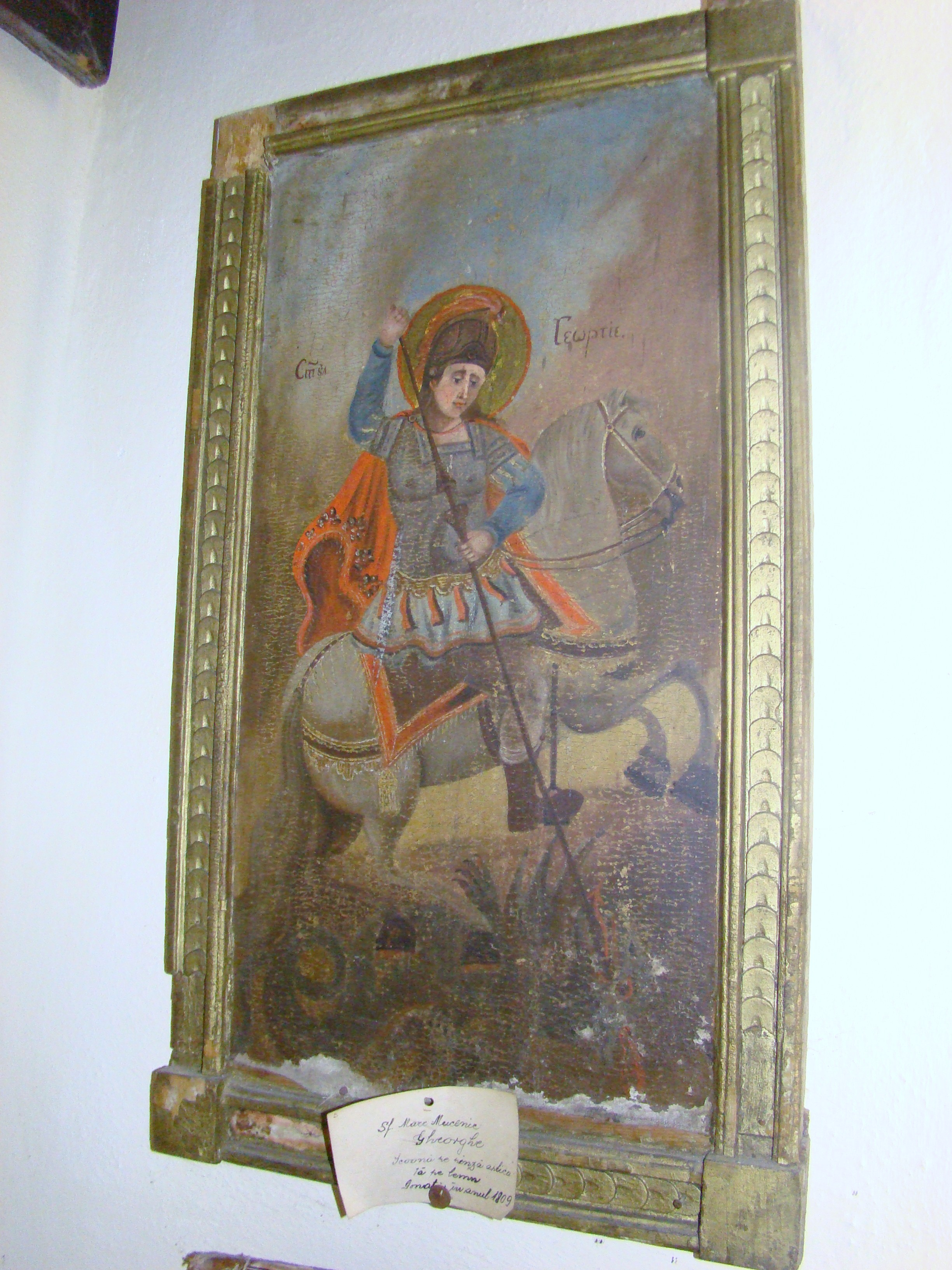
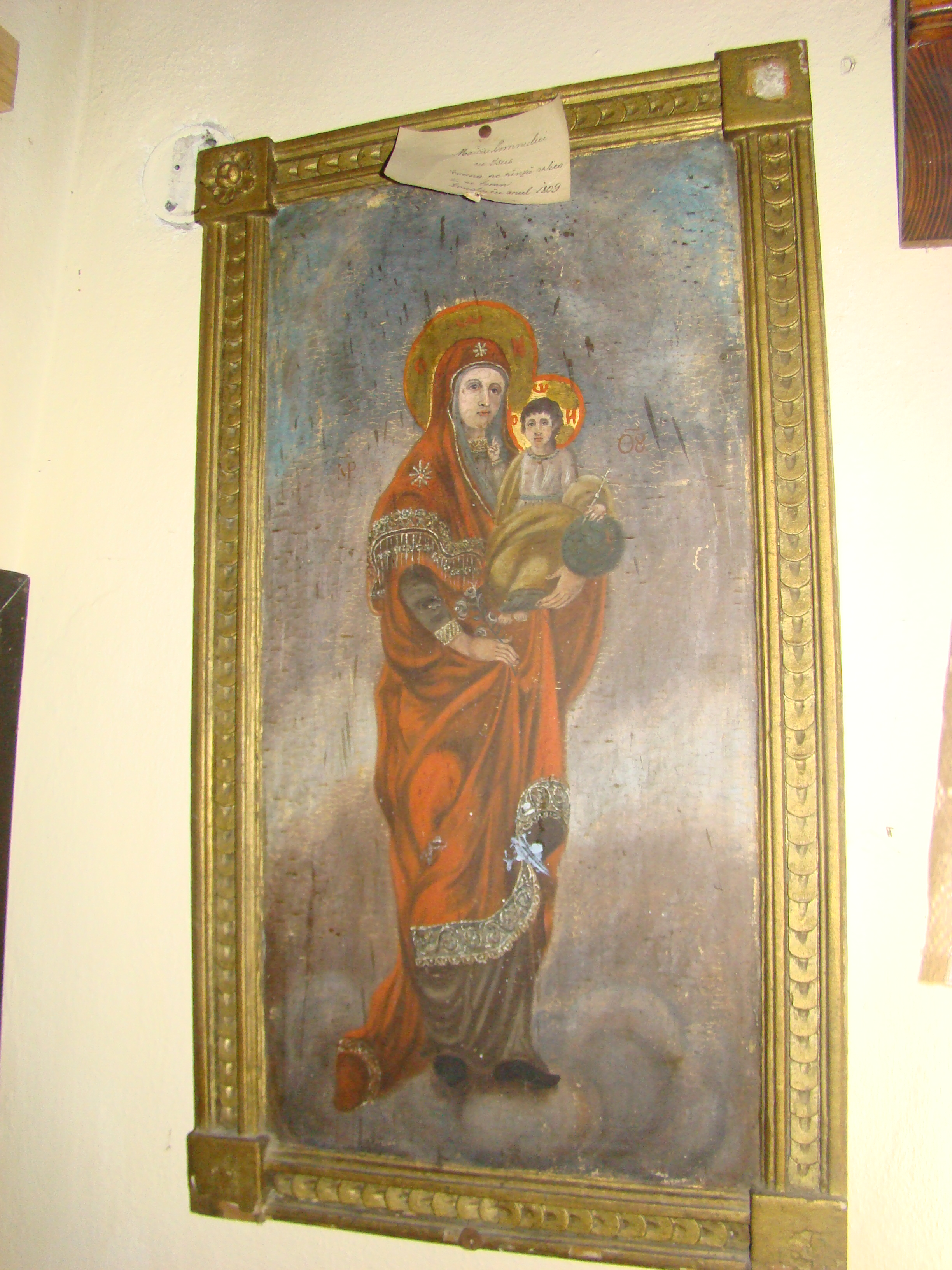
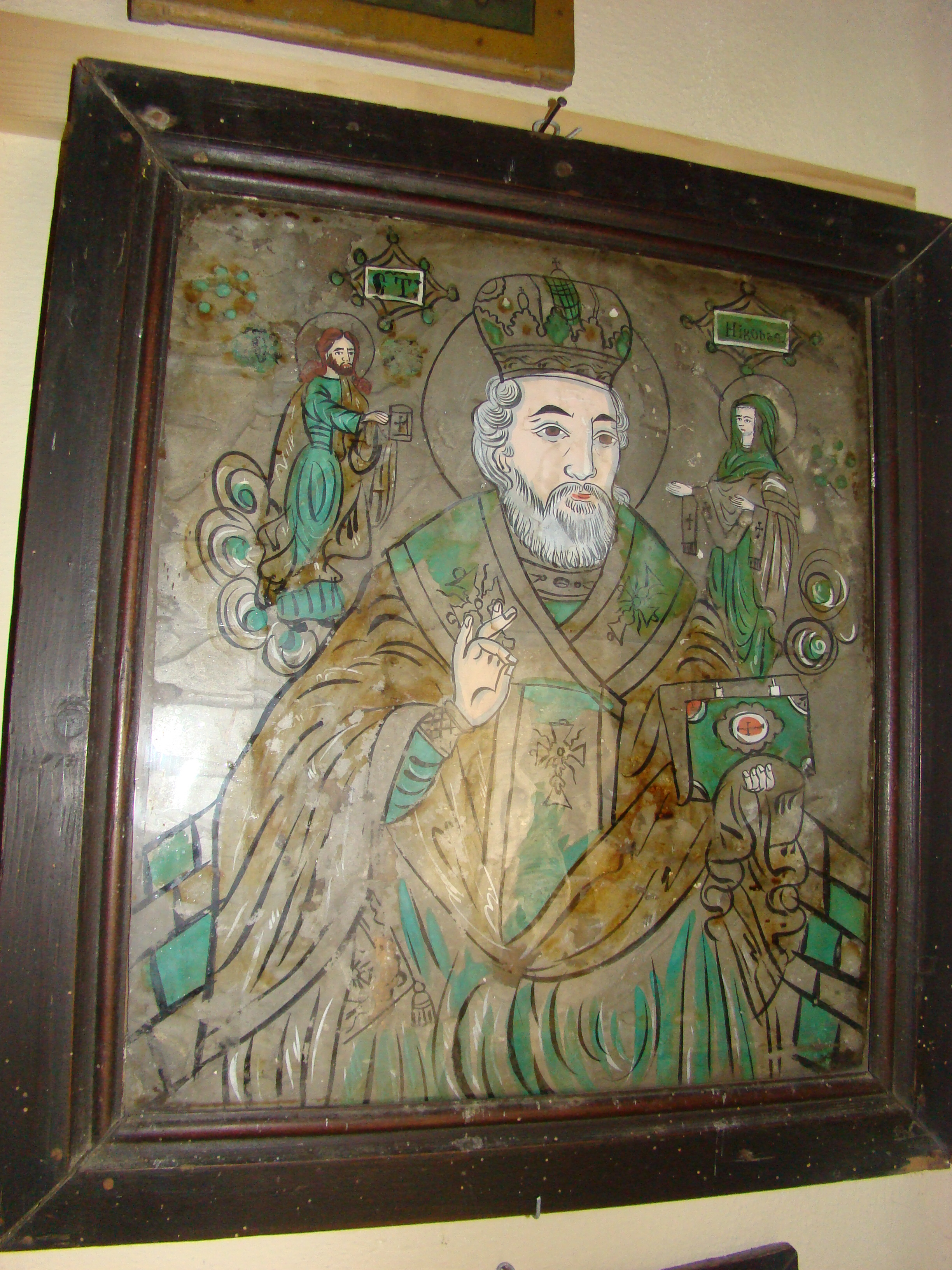
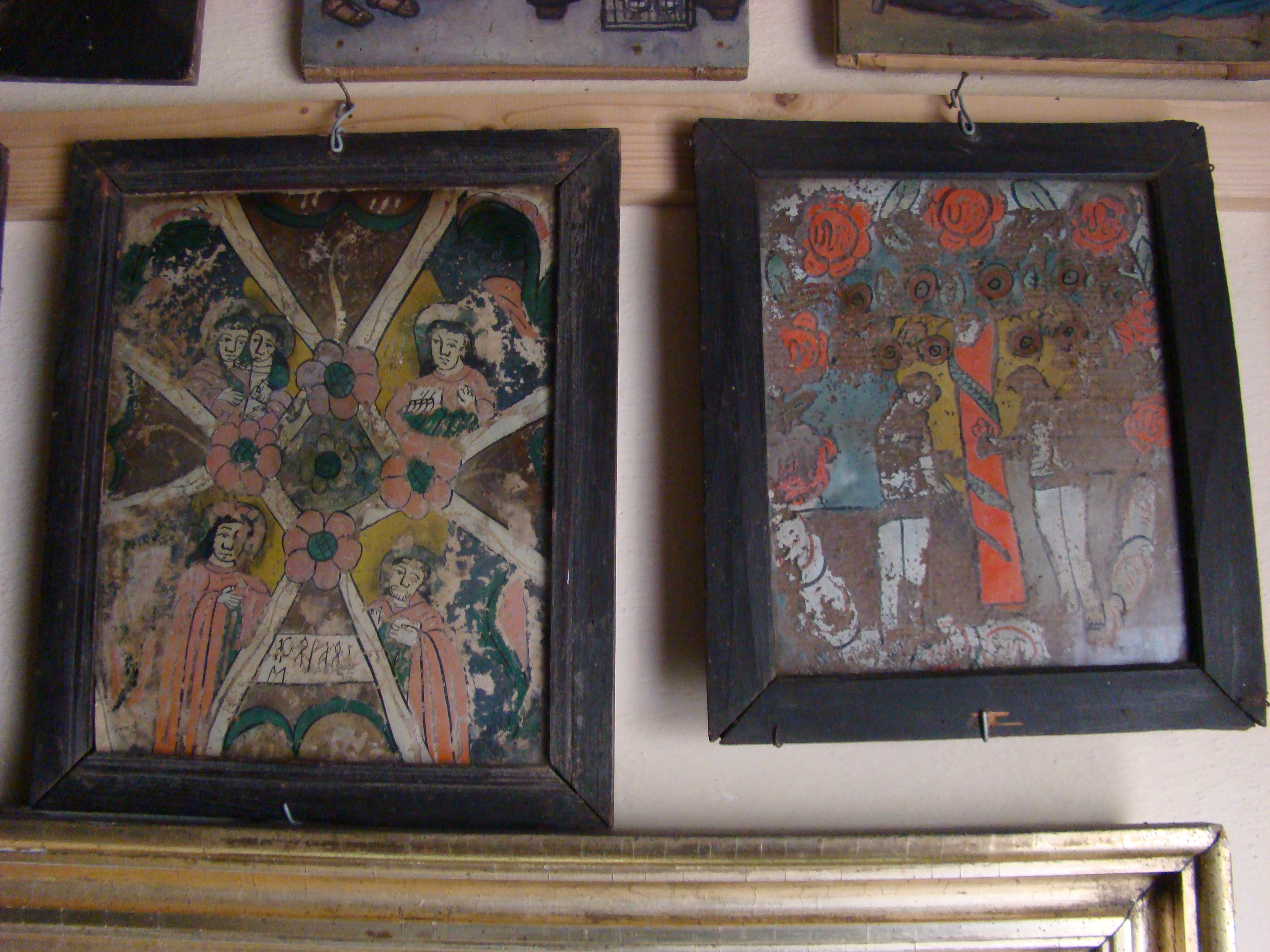
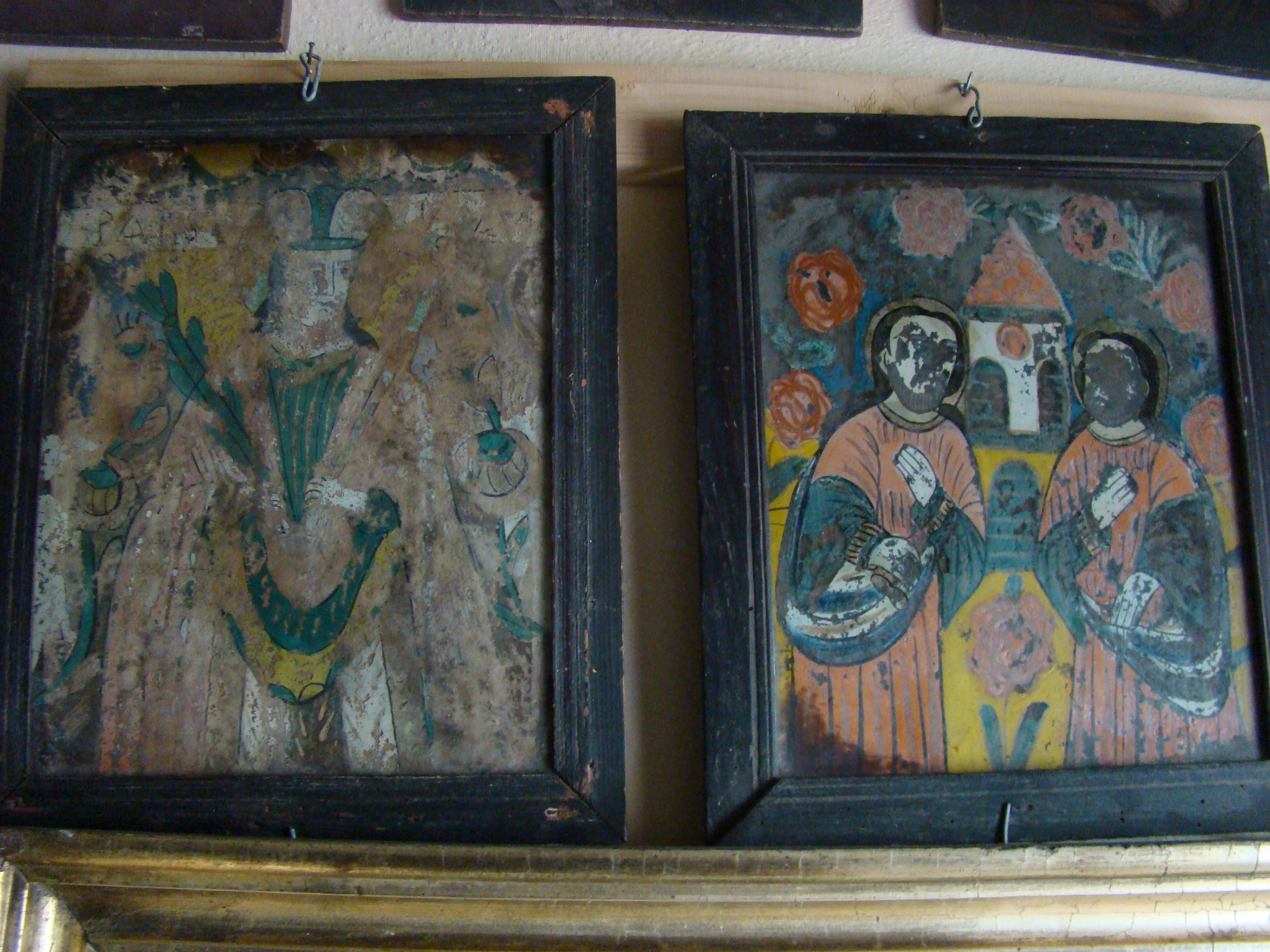
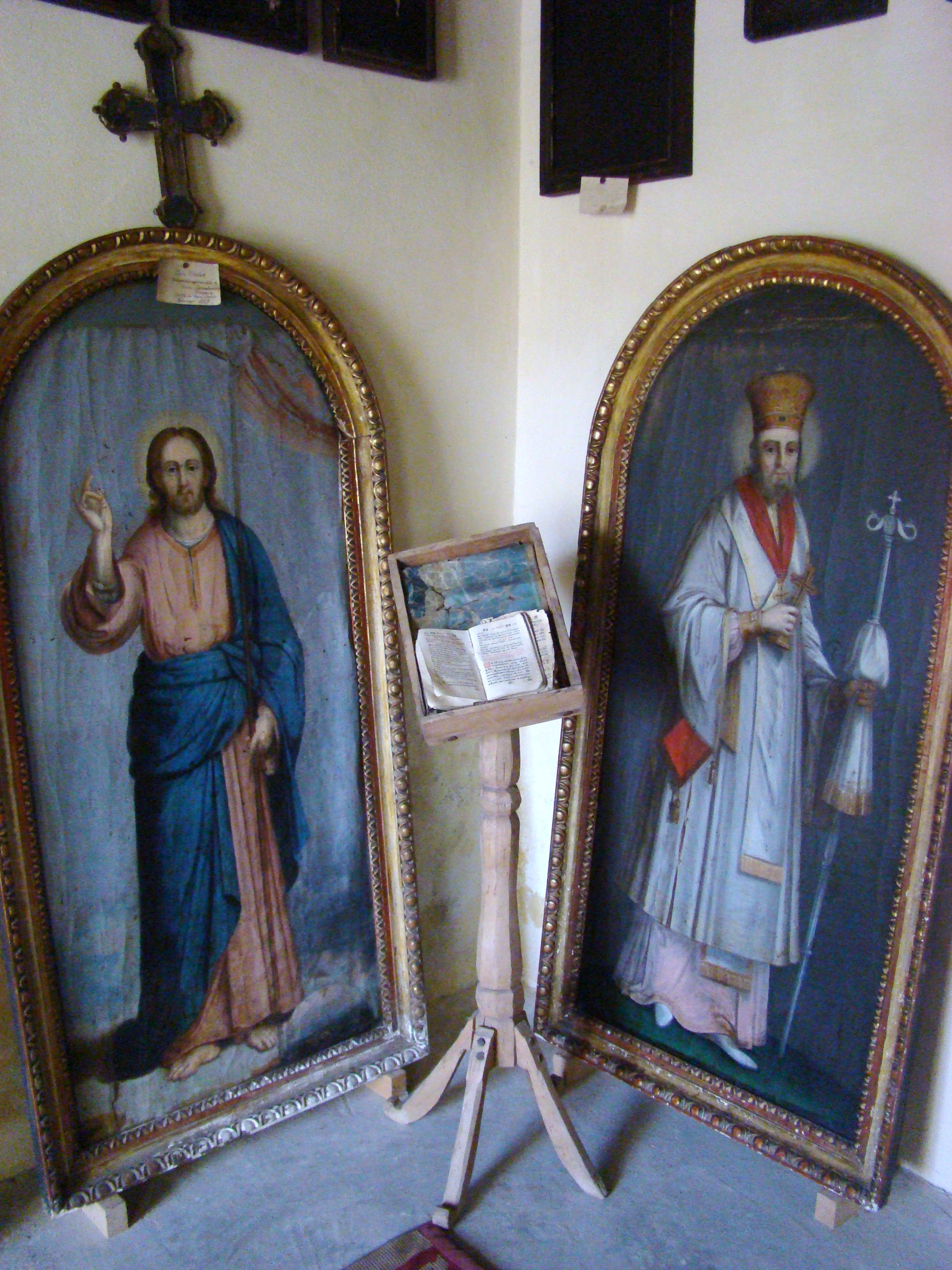
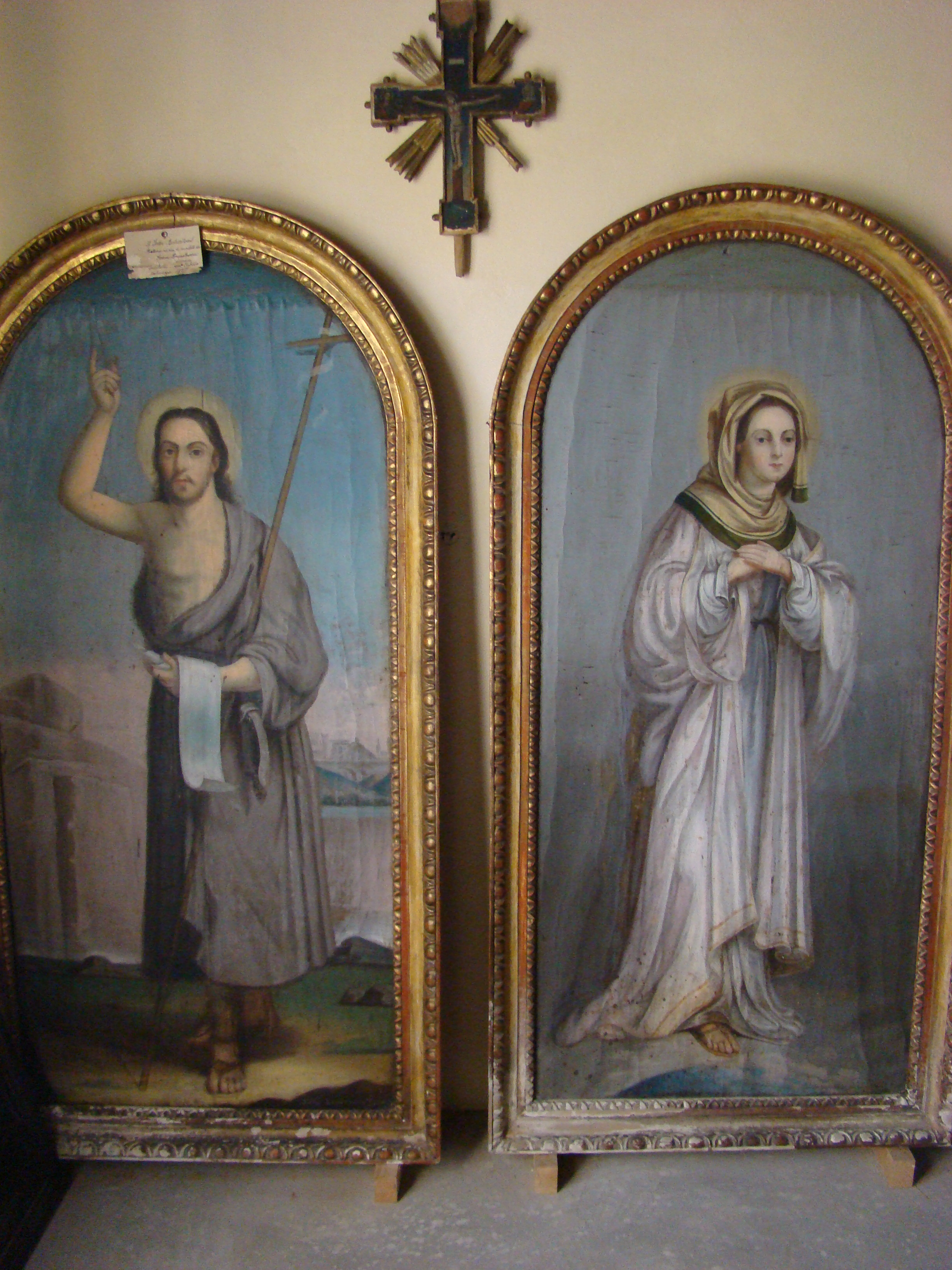
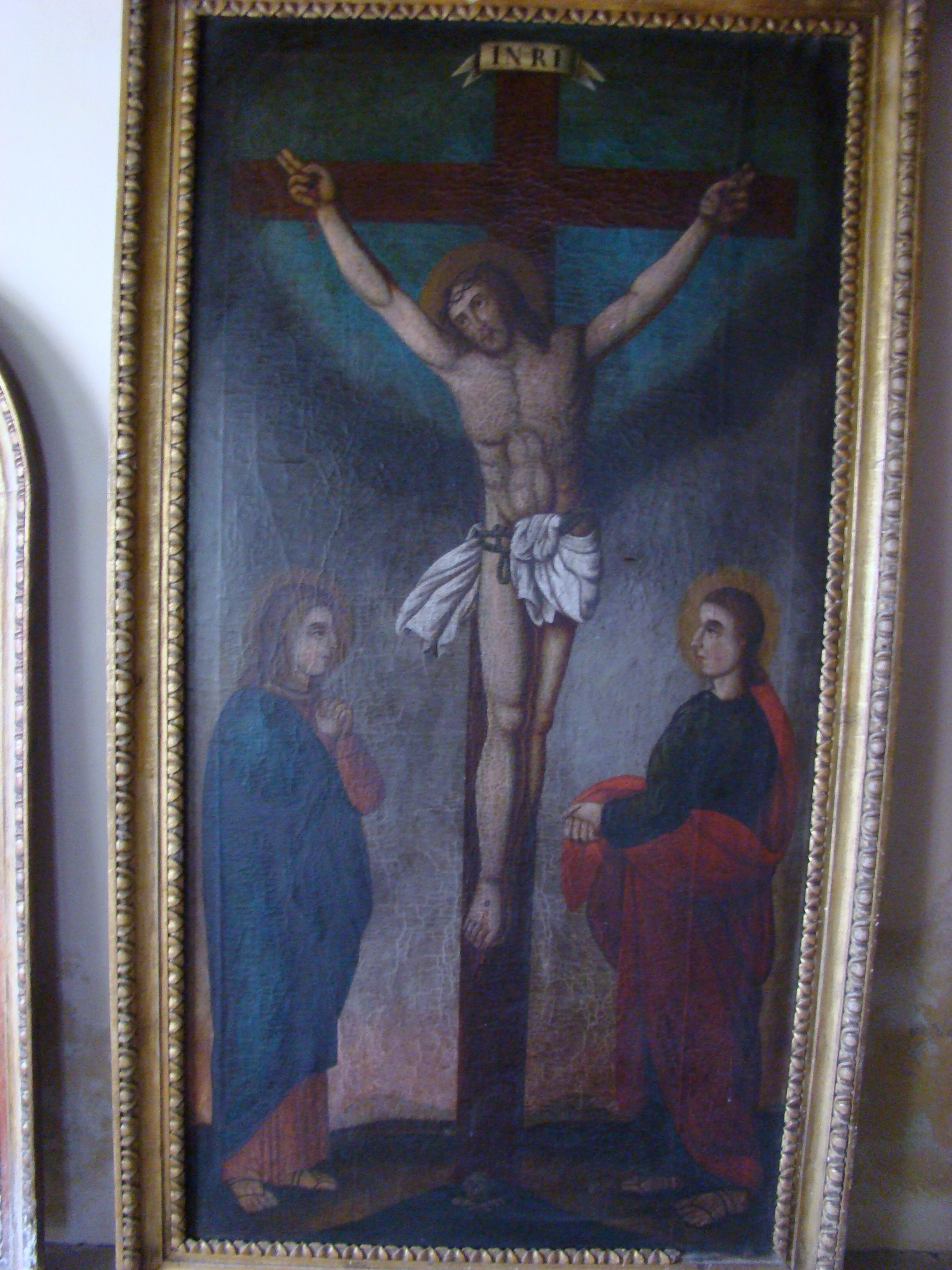
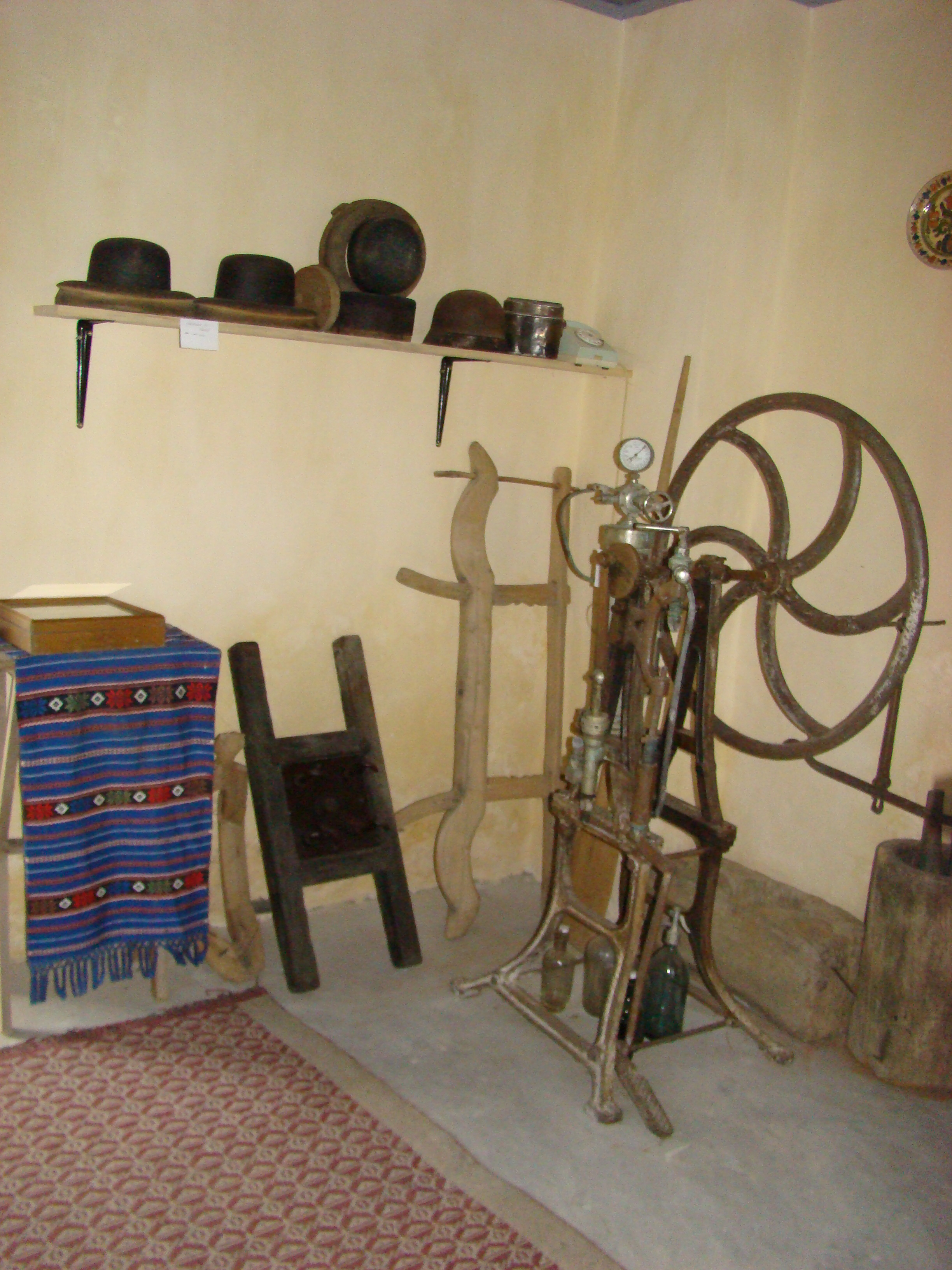
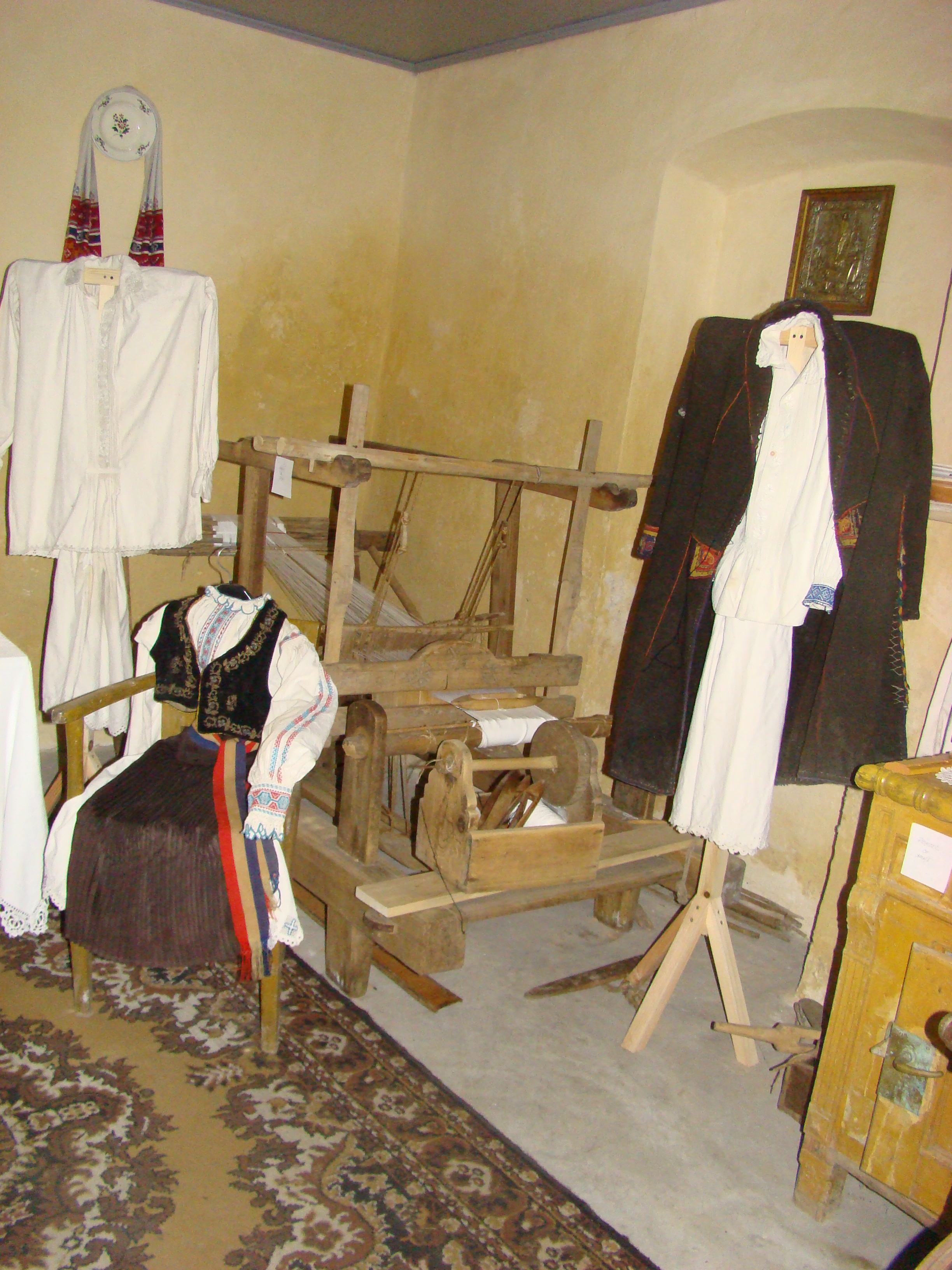
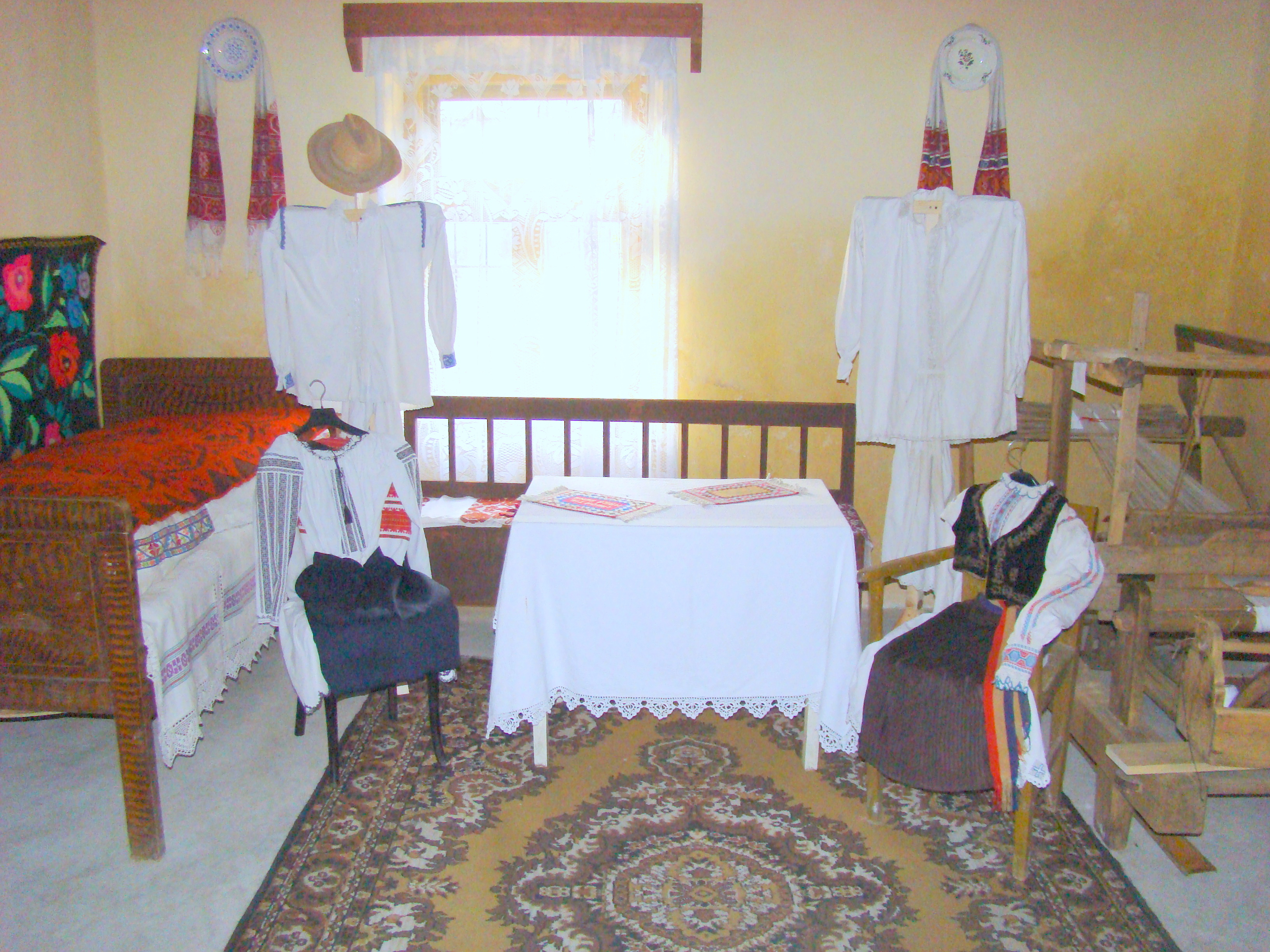
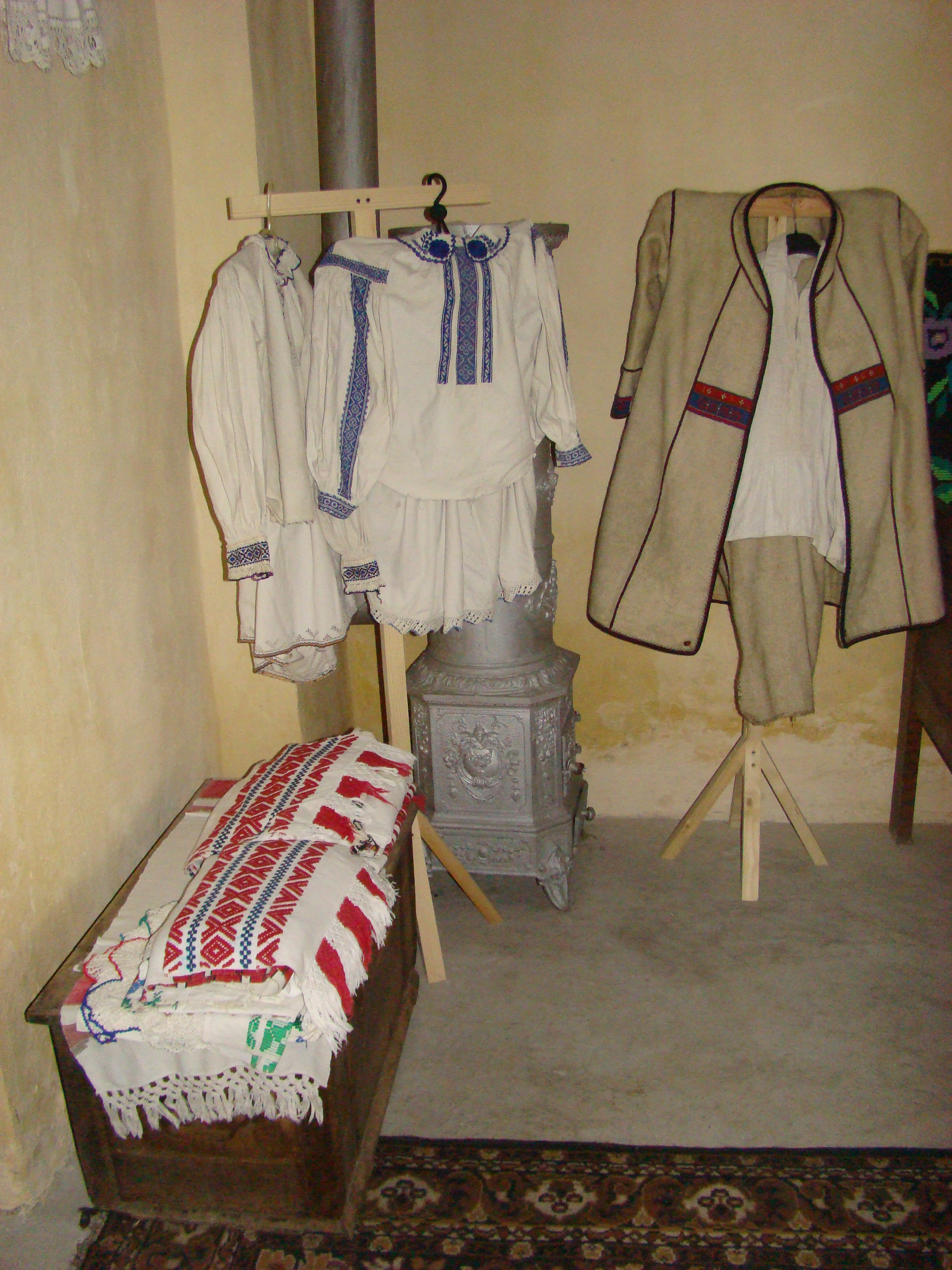
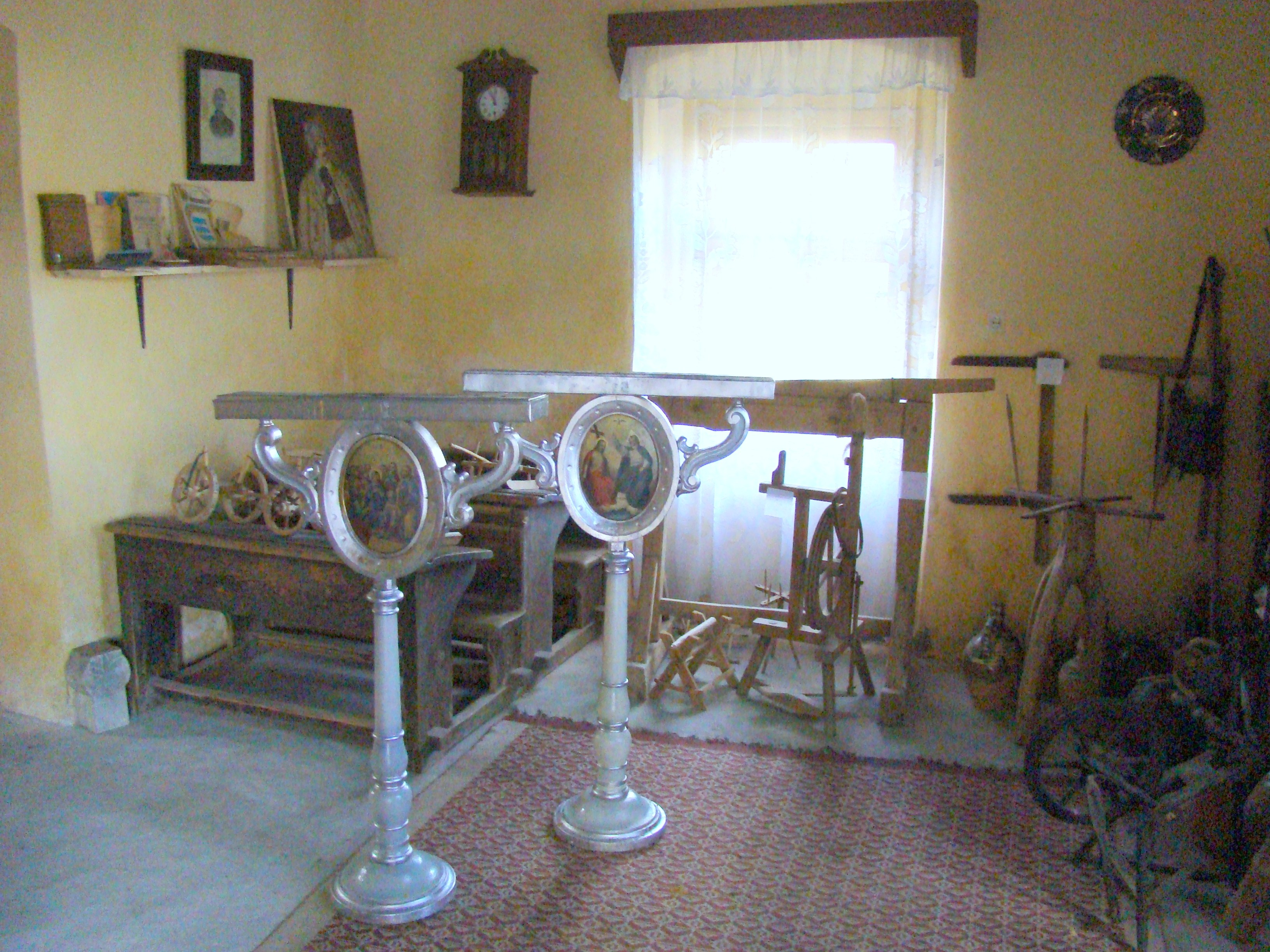